# Második Lengyel Köztársaság
Második Köztársaság (lengyelül: II Rzeczpospolita) az 1918–1939 között létező lengyel állam nem hivatalos neve.
A függetlenség elvesztése után Lengyelországot felosztották három állam közt: Ausztria, Oroszország és Poroszország. 1807-ben Napóleon létrehozta a lengyel államot pótló Varsói Hercegséget, amely 1815-ig létezett. A bécsi kongresszuson megalakították az Orosz Birodalommal perszonálunióban levő, elméletileg autonóm „kongresszusi” Lengyel Királyságot. Az oroszok nem tartották be a szerződést, korlátozták a lengyel autonómiát, ez két felkelést robbantott ki: az 1830. novemberit és az 1863. januárit. A poroszok az általuk elvett területeken megalakították Poseni Nagyhercegséget, az osztrákok pedig az általuk elvett egész területből Galícia és Lodoméria tartományt. 1815 és 1846 között egy félig független államocska is létezett Krakkói Köztársaság (Rzeczpospolita Krakowska) néven. Az első világháborúban a központi hatalmak elfoglalták az Oroszország által megszállt lengyel területeket (1915), lehetővé tették a lengyel Kormányzó Tanács (1916) és a kormány (1917, Jan Kucharzewski miniszterelnökkel) létrehozását. A központi hatalmak veresége lehetőséget adott a lengyeleknek, hogy visszaszerezzék a függetlenséget, amit 1918. november 11-én hirdettek ki. Józef Piłsudski lett az államfő (Naczelnik Państwa a köztársasági elnök kötelességeit teljesítette az elnökválasztásig).

## Harc a határokért
1918 novemberében még nem volt ismert sem a független Lengyelország határainak vonala, sem államterülete. A lengyelek nehezebb helyzetben voltak, mint más nemzetek, amelyek megszerezték a függetlenségüket a háború következtében, mert a lengyeleknek egyesíteniük kellett a területeket, amelyek több mint száz éve óta külön államokhoz tartoztak. Az új állam lakossága nem volt egységes, a hozzáállás új szomszédaik iránt bizalmatlan volt. A korábbi megszálló államok közigazgatási rendszeréből következő különbségeken kívül, sok etnikai különbség is létezett: a nemzeti kisebbségek nagy létszámúak voltak, különféle véleményük volt a jövő állam alakjáról. Hiányoztak a módok és eszközök, hogy megoldják a legfontosabb problémákat.
| 12 34 57 6 810 911 1213 14b ca A lengyel állam újjáépítése: 1 - 1918 novemberében elfoglalt területek; 2 - Nagy-Lengyelország (1919. jún. 28-ától); 3 - Kelet-Pomeránia (1919. jún. 28-ától); 4 - Felső-Szilézia keleti része (1922. máj. 14-étől); 4, 5 - sziléziai felkelések (1919–21) területe; 4, 5, 6 - a sziléziai népszavazás területe; 7 - Kelet-Lengyelország (1921. már. 17-étől); 8 - Nyugat-Ukrán Népköztársaság területe (1921. már. 17-étől); 9. Tescheni Szilézia keleti része (1920. júl. 28-ától) 10. Tescheni Szilézia nyugati része (Zaolzie); 11 - Árva; 12 - Szepes; 9, 10, 11, 12 - tervezett (de nem végrehajtott) népszavazás területei; 13 - varmia–mazúri népszavazás területe; 14 - Danzig Szabad Város; a - lengyel–szovjet front 1920 májusában, b - lengyel–szovjet front 1920 augusztusában, c - Curzon-vonal. Lengyelország elvesztette a következő területeket: 5, 6, 10, 11, 12, 13, 14. |

Lengyel állam két koncepciójának szerzői:
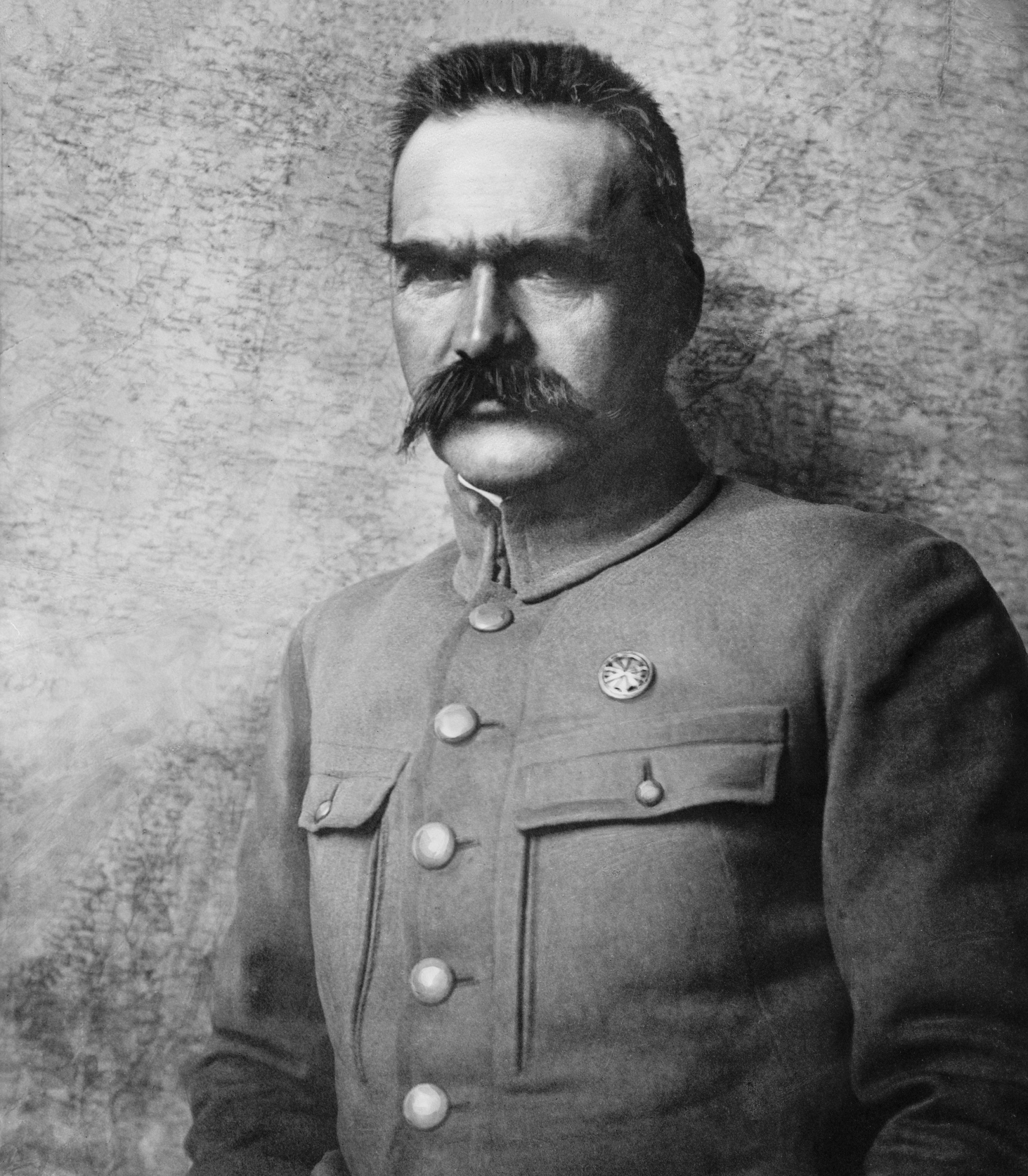
Józef Piłsudski
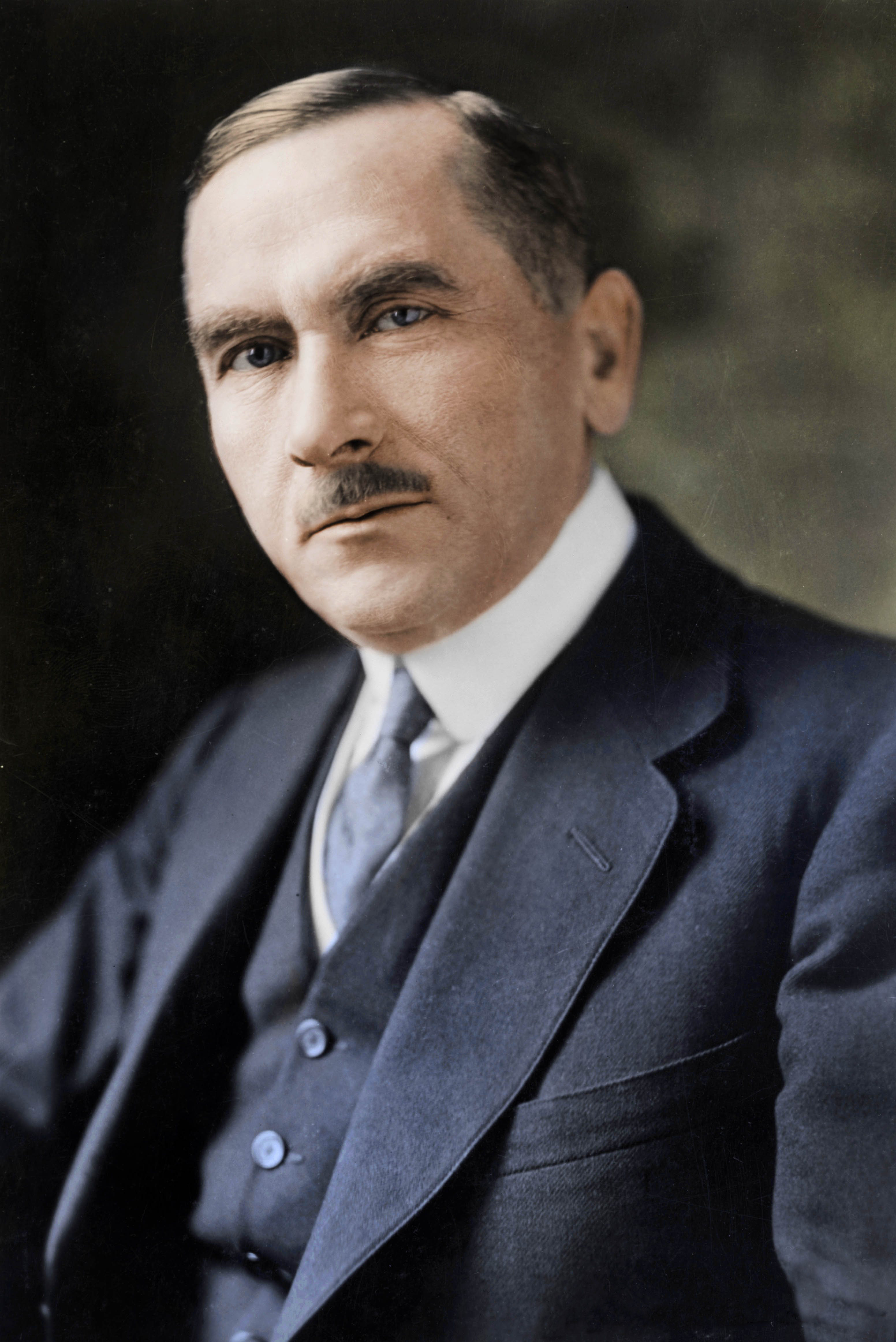
Roman Dmowski

A párizsi békekonferencián az új lengyel államot Roman Dmowski, Władysław Grabski és Ignacy Jan Paderewski képviselték, tehát az endecjához köthető politikusok, Józef Piłsudski és a szocialisták politikai ellenfelei. A nyugati területekből, azokat ajánlották átengedni Lengyelországnak, amelyeket a Porosz Királyság foglalt el Lengyelország első felosztásakor (1772) és azokat, ahol a népesség úgy érezte, hogy a lengyel nemzet része (azaz, pl. Felső Szilézia vagy Mazuri-tóvidék, amelyek 1772. előtt nem tartoztak Lengyelországhoz). Ami a keleti határokat illette, két ötlet létezett: Grabski és Paderewski (és még Piłsudski is) föderációt akartak alakítani, amelyben Lengyelország Litvániával és Fehéroroszországgal vesz részt, a jövőben Ukrajna is benne lett volna; Dmowski azonban ellenezte a föderációt, mert úgy vélte, hogy az meggyengíti Lengyelországot.
David Lloyd George brit miniszterelnök ellenkezése következtében, Felső Sziléziát és Danzigot nem engedték át Lengyelországnak. Sziléziában népszavazást terveztek, Danzigot pedig Szabad Várossá nyilvánították. Lloyd George szigorúan betartotta az erőegyensúly elvét, amely szerint Németország túlzott meggyengítése megengedhetetlen volt, mert az túlságosan erősítette volna Franciaországot. Ezenkívül Lloyd George úgy vélte, hogy ha Németország elveszíti Sziléziát, nem fog módjában állni megfizetni a háborús kártalanításokat, amiben a sziléziai szén nagy szerepet játszott.

### Lengyel–ukrán háború
| 0. Lengyel–ukrán háború                                  | 1918. | 11. 01. - 1919. 07. 18.  |
| 1. Versailles-i békeszerződés                            | 1919. |                          |
| 2. Lengyel–szovjet háború                                | 1919. | 02. 14. - 1921. 03. 18.  |
| 3. Trianoni békeszerződés                                | 1920. |                          |
| 4. Rapallói egyezmény                                    | 1920. | november 12.             |
| 5. Francia–lengyel katonai szövetség (en)                | 1921. | február 16.              |
| 6. Rigai béke (en)                                       | 1921. | március 18.              |
| 7. Menetelés Rómába                                      | 1922. | október 28 - 29.         |
| 8. Korfui összetűzés (olasz-görög) (en)                  | 1923. | aug. - szept.            |
| 9. Müncheni sörpuccs                                     | 1923. | november 8.              |
| 10. A Ruhr-vidék francia–belga megszállása (en)          | 1923. | - 1925.                  |
| 11. Libia megszállása - Második olasz–líbiai háború (en) | 1923. | - 1932.                  |
| 12. Mein Kampf (Harcom) megjelenése                      | 1925. |                          |
| 13. Dawes-terv (en)                                      | 1924. |                          |
| 14. Locarnói egyezmény                                   | 1925. | december 01.             |
| 15. Young-terv (en)                                      | 1929. |                          |
| 16. Nagy gazdasági világválság                           | 1929. | október 24. – 1941.      |
| 17. Mandzsúria japán lerohanása (en)                     | 1931. | 09. 18. - 1932. 02. 26.  |
| 18. Mandzsukuo megszállása                               | 1931  | – 1942.                  |
| 19. Sanghaj-i január 28-i összetűzés (en)                | 1932. | 01. 28. – 03. 03.        |
| 20. Szovjet–lengyel megnemtámadási egyezmény             | 1932. | július 25.               |
| 21. Genfi leszerelési világértekezlet (en)               | 1932. | 02.02. - 1934.06.11.     |
| 22. Első hopeji hadjárat/A nagy fal védelme (en)         | 1933. | 01.01 - 05.31.           |
| 23. Belső-mongóliai hadjárat (en)                        | 1933. | - 1936.                  |
| 24. Hitler lesz a kormányfő és az államfő is egyben      | 1933. | - 1934.                  |
| 25. A tanggui fegyverszünet (en)                         | 1933. | május 31.                |
| 26. Németország újrafelfegyverzése elindul (en)          | 1933. | július 12.               |
| 27. Olasz–szovjet egyezmény (en)                         | 1933. | szeptember 2.            |
| 28. Belső-mongóliai hadjárat (en)                        | 1933. | ápr.- 1936. dec.         |
| 29. Németország elhagyta a leszerelési értekezletet (en) | 1933. | október 14.              |
| 30. Németország kilép a Nemzetek Szövetségéből (en)      | 1933. | okt. 19. - nov. 12.      |
| 31. Német–lengyel megnemtámadási egyezmény               | 1934. | január 26.               |
| 32. A Saar-vidéki népszavazás/visszatérés Németországhoz | 1935. | január 13.               |
| 33. Kötelező sorozás kezdődik Németországban újra (en)   | 1935. | március 16.              |
| 34. Francia–szovjet segítségnyújtási szerződés (en)      | 1935. | május 2.                 |
| 35. Szovjet–csehszlovák segítségnyújtási szerződés (en)  | 1935. | május 16.                |
| 36. He-Umezu egyezmény (en)                              | 1935. | 06. 10. - 1937. 07. 07.  |
| 37. Angol–német tengerészeti egyezmény (en)              | 1935. | június 18.               |
| 38. December 9-i megmozdulások Pekingben (en)            | 1935. | december 9.              |
| 39. Második olasz–etióp háború (abesszíniai háború)      | 1935. | 10. 3.- 1937. 02. 19.    |
| 40. A Rajna-vidéki bevonulás (en)                        | 1936. | március 7.               |
| 41. Spanyol polgárháború kezdete                         | 1936. | júl. 17. - 1939. ápr. 1. |
| 42. A Berlin–Róma-tengely (német–olasz egyezmény)        | 1936. | október 27.              |
| 43. Antikomintern paktum                                 | 1936. | november 25.             |
| 44. Suiyuan hadjárat (en)                                | 1936. | október - november       |
| 45. Hsziani válság (en)                                  | 1936. | december 12-26.          |
| 46. Második kínai–japán háború                           | 1937. | - 1945.                  |
| 47. A USS Panay-incidens (en)                            | 1937. | december 12.             |
| 48. Ausztria bekebelezése (Anschluss)                    | 1938. | március 12.              |
| 49. Májusi válság (német–cseh határ) (en)                | 1938. | május 19 - 23.           |
| 50. Haszan-tavi csata/Csangkufengi összecsapás           | 1938. | júl. 29. - aug. 11.      |
| 51. Német–csehszlovák kisháború (Ordnersgruppe) (en)     | 1938. | szeptember 16 - 17.      |
| 52. Müncheni egyezmény                                   | 1938. | szeptember 29.           |
| 53. A Szudéta-vidék Birodalomhoz csatolása (en)          | 1938. | október 01 - 10.         |
| 54. Első bécsi döntés                                    | 1938. | november 02.             |
| 55. A Szlovák Köztársaság kikiáltása                     | 1939. | március 14.              |
| 56. Csehszlovákia német megszállása (en)                 | 1939. | március 15.              |
| 57. Litvánia náci megfenyegetése, Memel elcsatolása (en) | 1939. | március 20 - 22.         |
| 58. Magyar–szlovák kis háború                            | 1939. | március 23 - 31.         |
| 59. A spanyol polgárháború végső hadműveletei (en)       | 1939. | március 26. - április 1. |
| 60. Danzigi válság (en)                                  | 1939. | március - augusztus      |
| 61. Angol függetlenségi garancia Lengyelországnak (en)   | 1939. | március 31.              |
| 62. Albánia olasz lerohanása (en)                        | 1939. | április 7-12.            |
| 63. Szovjet–angol–francia tárgyalások Moszkvában (en)    | 1939. | ápr. 15.- aug. 21.       |
| 64. Német–olasz barátsági és katonai szerződés           | 1939. | május                    |
| 65. Halhín-goli csata                                    | 1939. | május - szeptember       |
| 66. Molotov–Ribbentrop szerződés                         | 1939. | augusztus 23.            |
| 67. Lengyelország német lerohanása                       | 1939. | szept. 1. - okt. 6.      |

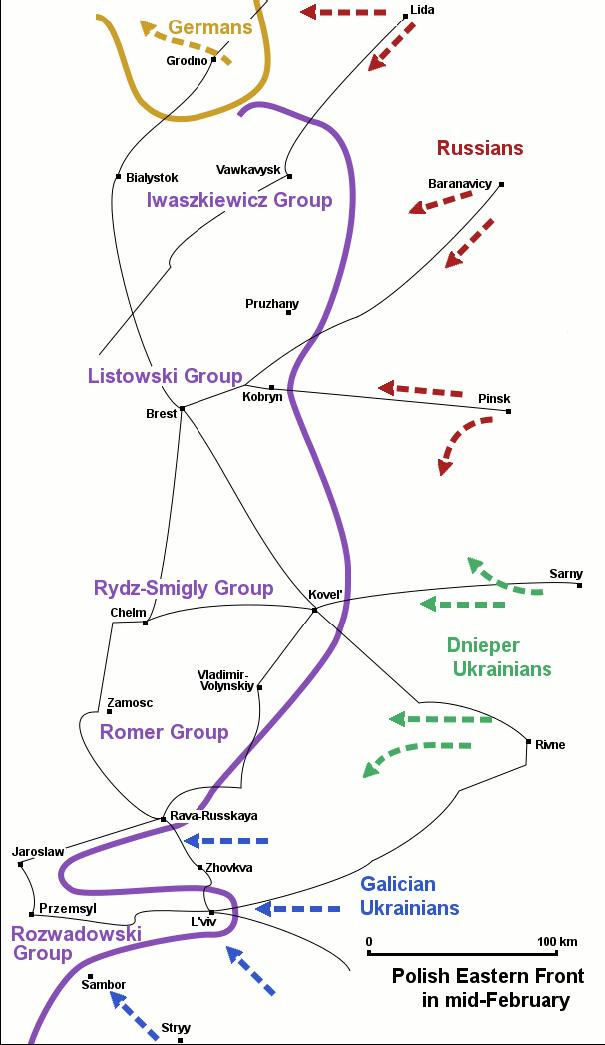
lengyel–ukrán front 1919 februárjában

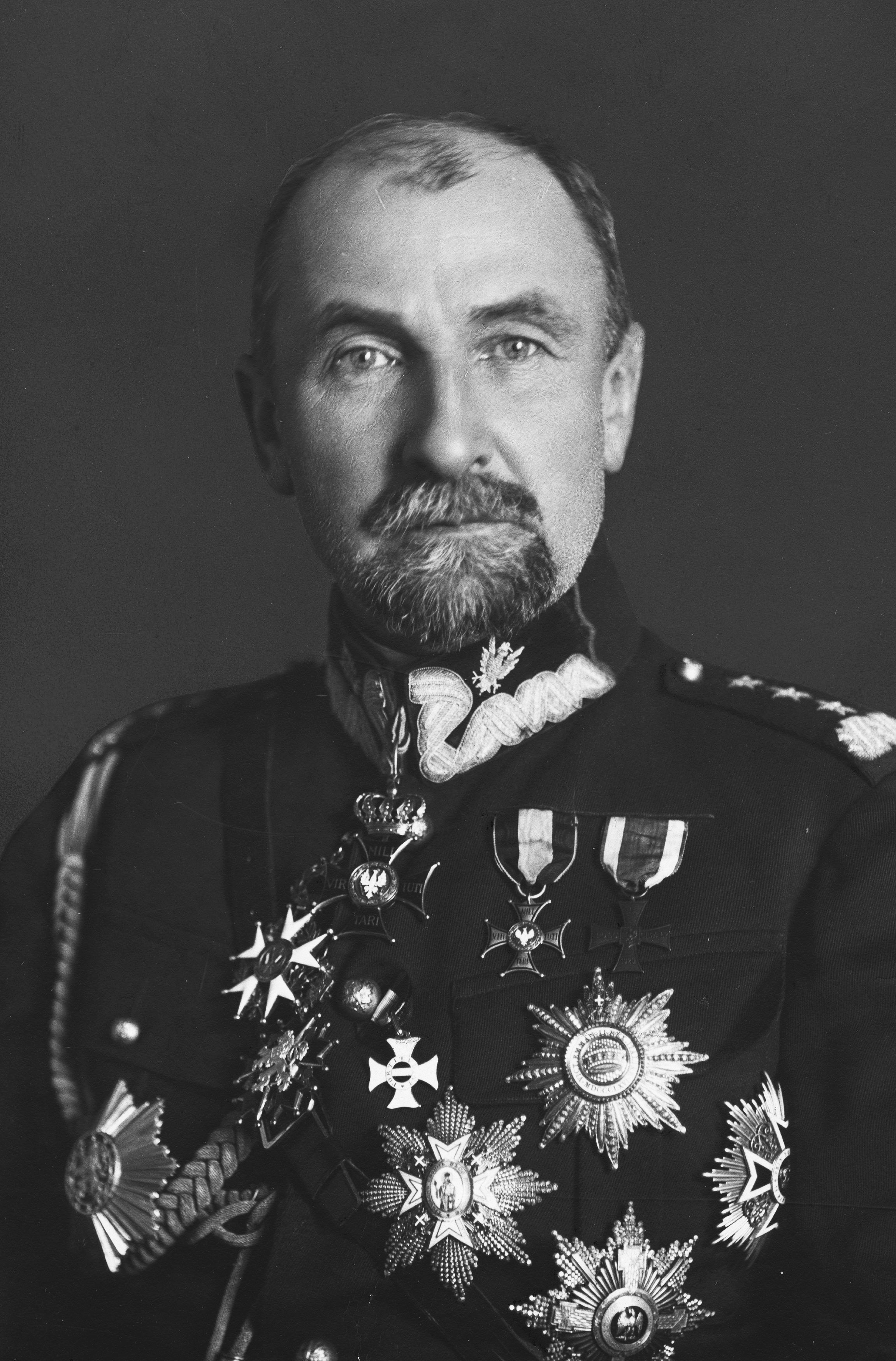
Tadeusz Rozwadowski tábornok – a lengyel kelet-galíciái haderők parancsnoka

1918. október 7-én a Kormányzó Tanács Varsóban kihirdette a kiáltványt a független lengyel állam létrehozásáról. Ennek értelmében Władysław Sikorski ezredes hozzálátott Lwówban a Lengyel Hadsereg osztagainak szervezéséhez. Egyidejűleg felélénkültek az ukrán függetlenségi szervezetek is. Október 19-én az ukránok létrehozták az Ukrán Nemzeti Tanácsot, amely kikiáltotta az ukrán államot. Ez az állam magába foglalta Kelet-Galíciát egészen a Sanig.
Október 20-án a lwówi városi tanács ülésének résztvevői elfogadták a döntést, amely szerint Lwów csatlakozott Lengyelországhoz. Az ukrán tanácstagok ellenezték a döntést, mivel törvénytelennek tartották.
Október 30-án a POW lwówi körzetének parancsnoka tájékoztatást adott arról, hogy a Lengyel Köztársaság nevében a város fegyverrel való elfoglalását tervezi. De november 1-jén reggel az Ukrán Katonai Bizottság alá tartozó katonák, megelőzve a lengyel műveletet, elfoglalták a középületek többségét. Feleletül a város nyugati kerületeiben létrejött két lengyel ellenállási pont, kezdetben kicsi és gyengén fegyverzett legénységgel, amely elkezdett védekező hadműveleteket. Hamarosan felállították Lwów Védelmének Főparancsnokságát. Az ukránok viszont kikiáltották a Nyugatukrán Népköztársaságot (ukr. ZUNR).
November 5-éig a harcok Lwówban nem voltak jól megszervezve, inkább spontán jelleggel bírtak. Mivel a férfiak többsége máshol harcolt vagy fogolytáborokban tartózkodott, még tizenéves gyerekek is részt vettek a harcokban (akiket később Lwówi Sasfiókáknak fognak nevezni). November 10-éig az ukránok voltak fölényben, azután a lengyelek elfoglalták a nyugati kerületeket. A következő héten a lengyelek voltak fölényben és november 17-én fegyverszünetet kötöttek. November 20-án megérkeztek Lwówba a lengyel felmentő csapatok Przemyślből. November 22-én éjszaka az ukránok, a bekerítéstől félve, elhagyták a várost és körülvették azt. A nyugati oldalt kivéve a Lwów–Przemyśl vasútvonal folyamatosan szabad volt, így a város is volt szabad, annak ellenére, hogy a front kb. 50 km-re nyugatra húzódott.
Azután, hogy meghiúsult két ukrán támadás, az ukrán parancsnokság úgy döntött, el kell foglalni a vasutat. Ez a művelet február 15-én indult és kezdetben sikeres volt, mert széttörte a kapcsolatot. Ekkor az Antant Hadi Biztosa a művelet befejezését követelte. A harcokat március 2-án újították meg és 19-én a lengyel katonák visszaszerezték a Lwów–Przemyśl vasutat.
1919 májusának közepén a lengyelek elkezdték a támadást Galíciában és Volhíniában. Május 25-én a lengyel csapatok elértek egészen a Tarnopol mögött fekvő területig. Egyidejűleg a román hadsereg (a lengyel lövészek hadosztályával együtt) kezdte elfoglalni Pokutiát (Délnyugat-Ukrajna). Az ukrán egységek egy része Kárpátaljára menekült, ahol internálta őket a csehszlovák hatóság.
Június 7-én indult az ukránok ellentámadása, aminek következtében visszavetették a lengyeleket 100 km nyugatra, de röviddel később a lengyelek visszaszerezték az elvesztett területeket és még tovább nyomultak. Július 16-án az ukránoknak ki kellett vonulniuk a Zbrucs folyón túlra, az Ukrán Népköztársaság területére. A Nyugatukrán Népköztársaság megszűnt. A határt az Ukrán Népköztársasággal a rigai békeszerződésben, 1921-ben (lásd lejjebb) állapították meg.

### Nagy-lengyelországi felkelés és háború Németország ellen
Az új német hatóság (Friedrich Ebert elnök) támogatta a Lengyelország függetlenségét, de nem akarta átadni a területeket, amelyeket a poroszok elfoglaltak a felosztáskor (1772-től), Nagy-Lengyelországot is beszámítva. Ezért létrehozta ún. Grenzschutzot (Határőrséget), amely kezdetben Nagy-Lengyelországban, majd pedig Kelet-(Danzigi) Pomerániában, Litvániában, Lettországban és Felső-Sziléziában működött.
December 26-án, a németek által kiadott tilalom ellenére, Poznańba Ignacy Jan Paderewski érkezett meg, akit az összegyűlt poznańi lengyelek hatalmas tömege köszöntött. A következő napon a lengyel ünnepségeken felháborodott németek megszervezték a katonai osztagok átvonulását a városon keresztül. Az osztagok viselkedése kicsábította az utcákra és provokálta a lengyeleket. Lövöldözések kezdődtek el a lengyel Népőrséggel. A felkelés kitört Poznańon kívül is. A városokból eltávolították a német közigazgatást. Lassan kialakult a front, amely elválasztotta a lengyel fölényű területeket (Nagy-Lengyelország központi és keleti része) a német fölényűektől.
A harcok február feléig tartottak. 16-án Trierben aláírták az egyezményt, amely meghosszabbította a fegyverszünetet az Antant-államok és Németország között és amely a nagy-lengyelországi frontot is illette. A Nagy-Lengyelországban harcoló hadseregekre vonatkozó demarkációs vonal kb. 20 km-re volt a Poznańi Nagyhercegség nyugati határától keletre.
Május 25-én a Nagy-lengyelországi Hadsereget alárendelték a Lengyel Hadsereg Főparancsnokságának. Június 1-jén Nagy-Lengyelországban pótválasztás volt a Köztársasági Szejmbe (a fő választás 1919. január 26-án volt, amikor Nagy-Lengyelországban még tartottak a harcok – lásd Az államszervezés kezdetei).
1919. június 28-án aláírták a versailles-i békeszerződést. Majdnem az egész Nagy-Lengyelország Lengyelországnak jutott, azokat a városokat is beszámolva, amelyeket a lengyeleknek nem sikerült elfoglalniuk (pl. Leszno). Július 9-én megszüntették a szükségállapotot, a front-menti zónát kivéve. A frontot csak 1920 márciusában számolták fel, mert a versailles-i békeszerződés döntései 1920. január 10-én léptek életbe.

### Lengyel–csehszlovák háború
| ab c 12 34 d |
| Népszavazások a lengyel–csehszlovák határon: a – felosztás vonala 1918. nov. 5-ei egyezmény szerint, b – lengyel–cseh front 1919 februárjában, c – a lengyel hadsereg által 1918 októberében elfoglalt területek déli határuk, d – végleges lengyel–csehszlovák határ, 1 – Galícia (1918. előtt), 2 – Csehszlovákia, 3 – Felső-Szilézia, 4 – a tescheni (tervezett) népszavazás területei (Megjegyzés: Az évszámok az 1. és 2. magyarázatban hibásak!) |

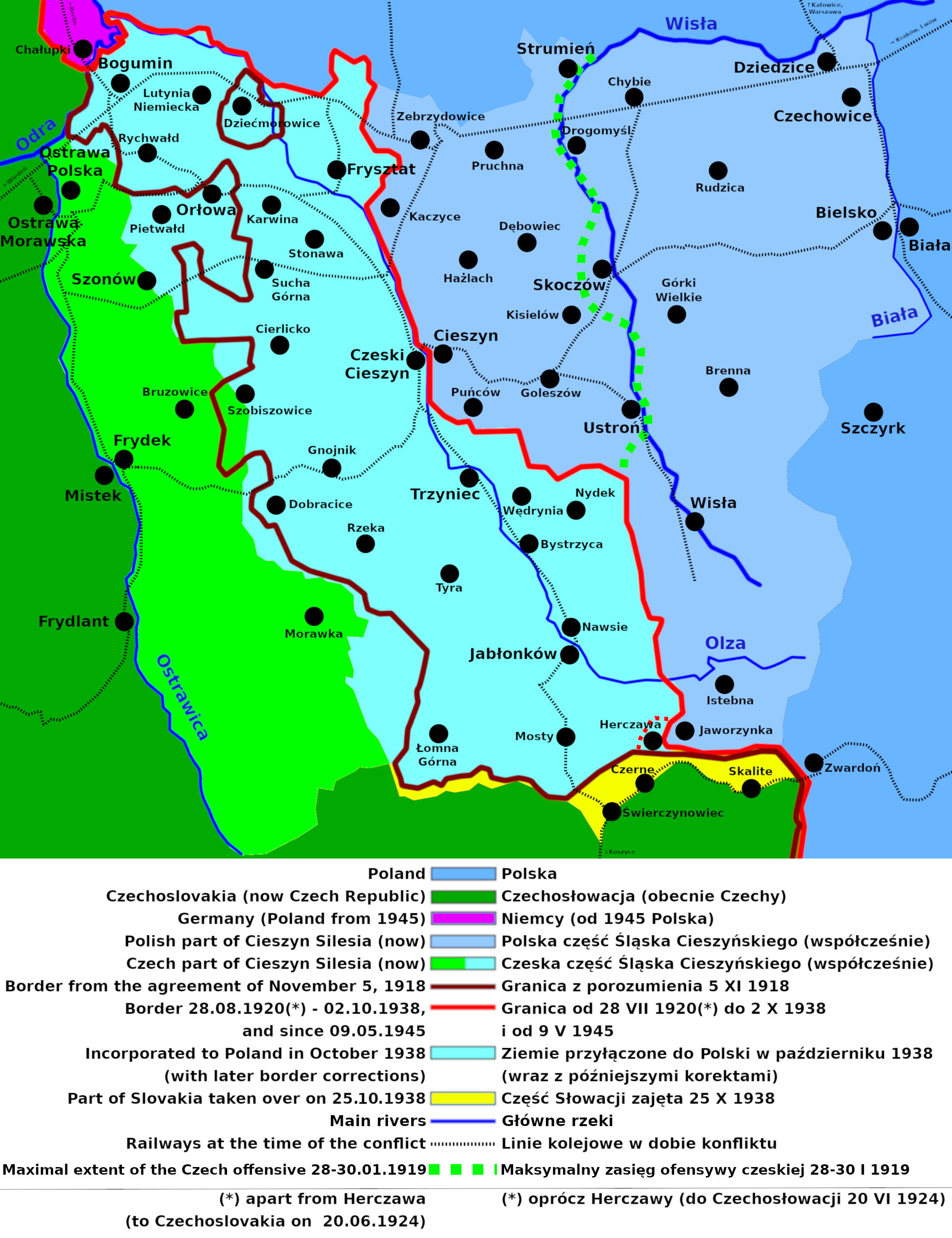
Tescheni Szilézia 1918 és 1938 között

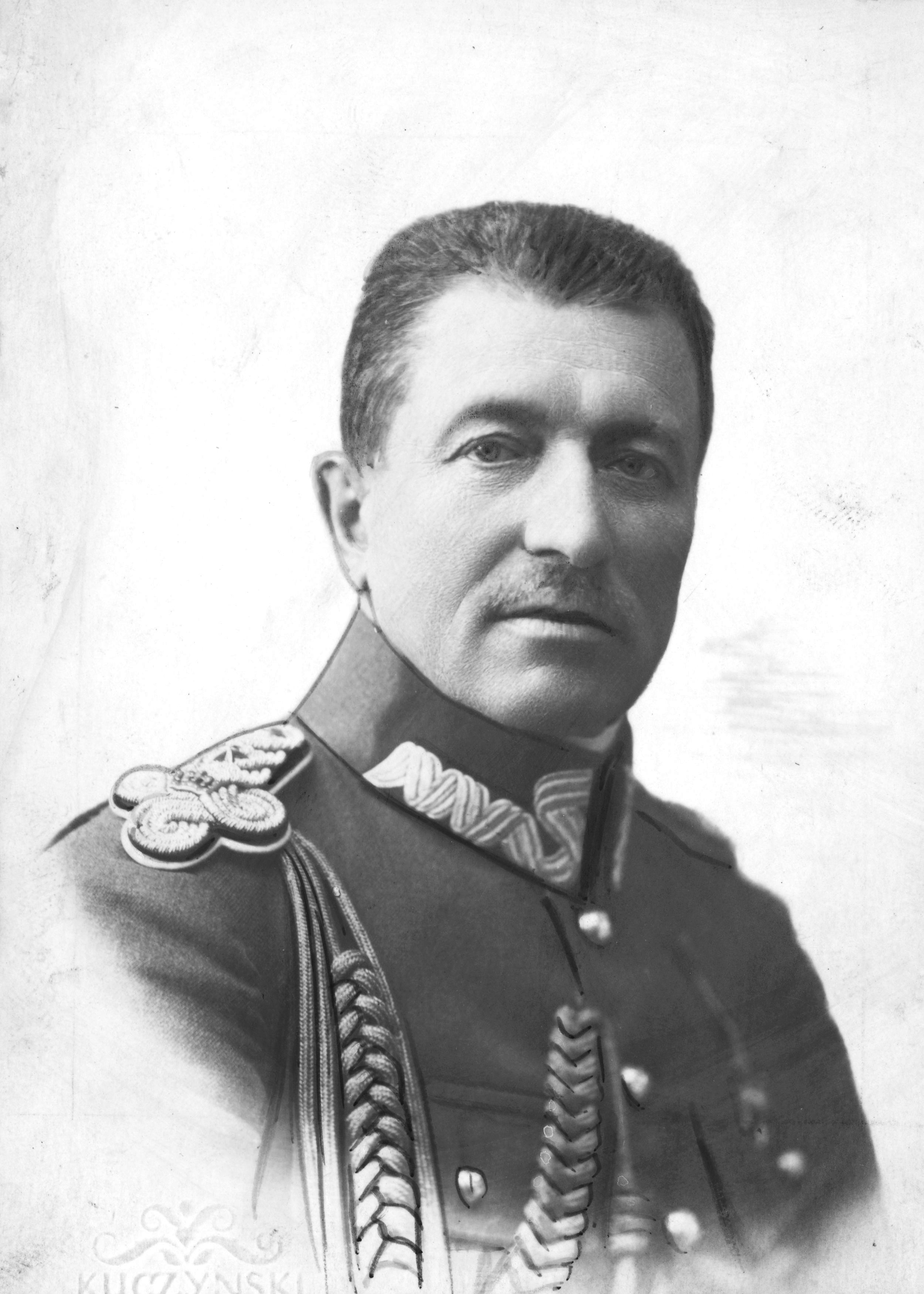
Franciszek Latinik ezredes – a lengyel katonai erők parancsnoka a Csehszlovákia elleni háborúban

Három vitás terület létezett Lengyelország és Csehszlovákia között: a legfőbb – Tescheni Szilézia, két kevésbé fontos – a Szepesség és Árva. Tescheni Szilézia nem volt Galícia része, még a Lengyel Királyságé és a Lengyel–Litván Unióé sem – Lengyelország 1320. évi egyesítése után Łokietek Ulászló és utódai nem csatolták hozzá Lengyelországhoz: a terület önálló fejedelemség (cseh hűbérbirtok) volt, azután a Habsburg monarchia része, mint külön tartomány. Viszont ott mindig lengyelek éltek (különösen a keleti részben), és a fejlődő bányászattal kapcsolatban ráadásul a galíciai lengyelek is érkeztek oda. Árva és Szepes viszont az első világháború előtt Magyarországhoz tartoztak, a háború után Szlovákiának jutottak. Felső-Árvában és Szepesi Magura körül fekvő Szepes részében számos lengyel élt.
1918. november 5-én a helyi tanácsok Tescheni Sziléziában – lengyel Tescheni Szilézia Nemzeti Tanácsa (Rada Narodowa Księstwa Cieszyńskiego) és cseh Sziléziai Országos Nemzeti Tanács (Zemský národní výbor pro Slezsko) – megosztották az országot az etnikai kritérium szerint (a nyugati rész cseh, a kelet-lengyel), azzal a kikötéssel, hogy a végleges megosztás a lengyel és cseh kormányokra marad. 1918. november 28-án Józef Piłsudski lengyel államfő elrendelte a parlamenti választást 1919. január 26-ára és a választókerületek egyike éppen ezt a Tescheni Szilézia „lengyel” – keleti – részét foglalta magába (egyidejűleg nem szabták meg e kerületeket Nagy-Lengyelországban, ahol a felkelés tartott).
A döntés ellentétes volt a novemberi megegyezéssel, ezért a cseh kormány ezt nem méltányolta és követelte azon lengyel haderők kivonását, amelyeknek biztosítaniuk kellett a választások lefolyását a lengyel zónában. Mivel ezt a lengyelek megtagadták, a csehek, – kihasználva a Lengyelországban uralkodó káoszt (állam- és katonaszervezetek megalakulása, lengyel–ukrán háború, nagy-lengyelországi felkelés) – 1919. január 23-án, Karel Kramář miniszterelnök és Tomáš Garrigue Masaryk elnök parancsára, a cseh hadsereg belépett Tescheni Sziléziába. Kibontakoztak a 10 napig tartó harcok, amelyek után aláírták a fegyverszünetet és a szerződést az ideiglenes cseh–lengyel határról Tescheni Sziléziában (február 3.). Ugyanazon a napon a cseh hatóság beleegyezett a népszavazásba, amely a lengyelek által lakott Árva és Szepes vármegye részeit is érintené. 1920 nyarán azonban, a Varsó elleni szovjet támadáskor, Edvard Beneš cseh külügyminiszter – kihasználva lengyel problémákat – rávette az antanthatalmakat, hogy ők maguk, s ne a nép, döntsenek Tescheni Szilézia, Árva és Szepes megosztásáról.
A Nagykövetek Tanácsa döntése szerint (1920. július 28-a), a csehek megkapták az Olza folyótól nyugatra és délre fekvő területeket és városokat: Karvina, Jablunkov (len. Jabłonków), Třinec (len. Trzyniec – nagy és nagyon fontos kohóval). Az Olza mindkét partján fekvő Teschent – a tartomány fővárosát – feloszlották két részre; Lengyelország megkapta a 44%-át, a cseh oldalhoz 150 ezer lengyel került. A csehek által elfoglalt területet a lengyelek Zaolziénak szokták hívni (szó szerint Olzántúli terület) A lengyel kormánynak el kellett ismernie a döntést, mert a helyzet a szovjet–lengyel fronton súlyosbodott. Csehszlovákiának a fontos Bohumin–Zsolna–Kassa vasútvonal és kőszénbányák jutottak.
Ugyanennek a döntésnek az értelmében Lengyelország megkapta Felső-Árva egy részét – összesen 12 falu Jabłonkával (ma az Árvai-víztározótól keletre fekszik) – és a Szepesség egy részét a Szepesi-Magura és a Dunajec között (ún. Lengyel Szepesség).
A lengyelek nagyon igazságtalannak tartották ezt a döntést. Véleményük szerint, a csehek még azokat a területeket is megkapták, ahol többségében lengyelek éltek. Egészen Csehszlovákia felbomlásáig (1938) a kapcsolat a két állam között nagyon barátságtalan volt ezért Lengyelország Csehszlovákia felosztásában is részt vett tisztán bosszúból, annak ellenére, hogy az ellentétes volt a lengyel államérdekkel.

### Lengyel–szovjet háború

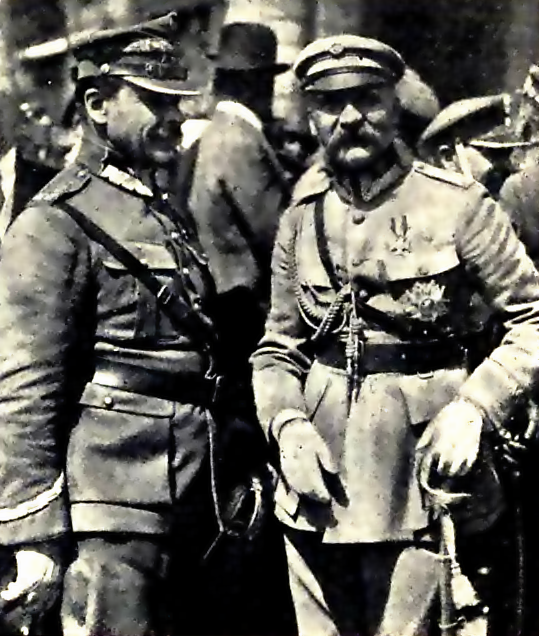
Józef Piłsudski marsall (főparancsnok – jobb) és Józef Haller tábornok (Varsó védelme parancsnoka)

Amikor Németország aláírta a fegyverszünetet (1918. november 11-e), a lengyel bolsevikok megkötötték Oroszországgal a titkos egyezményt, hogy a Vörös Hadsereg közvetlenül átveszi a németek által megszállt területeket. Ezek a formálisan független Észtország és Lettország. Az orosz Nyugati hadsereg átvette a németektől Minszket (1918 decembere) és Wilnót (1919 januárja).
Mivel 1918 novemberében Németországban forradalom tört ki, melynek során kikiáltották a köztársaságot (a későbbi weimari köztársaság), a bolsevikok meg akarták szerezni a közvetlen hozzáférést a német határhoz Kelet-Poroszországban, hogy befolyásolhassák a politikai eseményeket Németországban. 

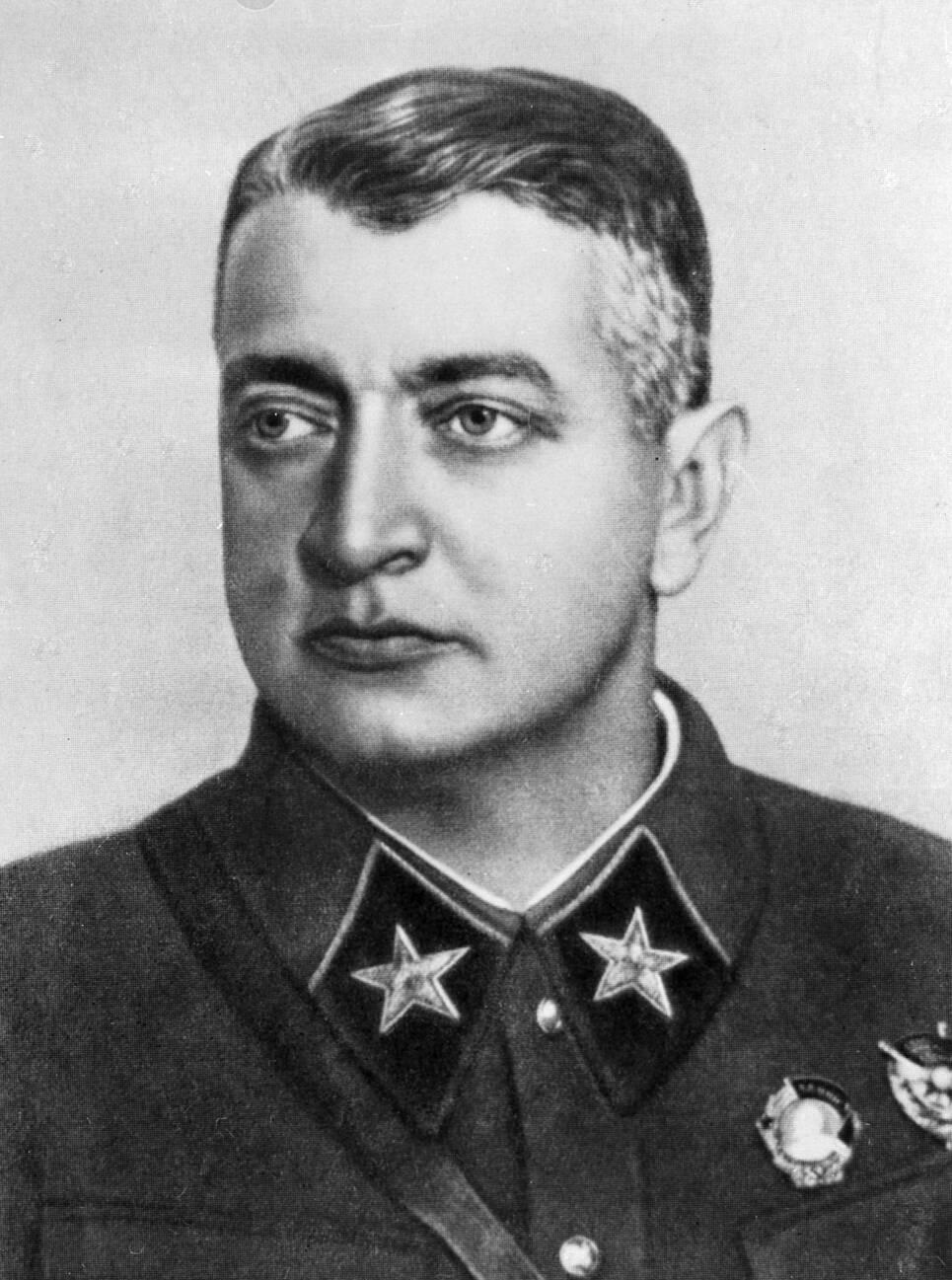
Mihail Tuhacsevszkij

A Vörös Hadsereg nyugat felé vonult és egymás után elfoglalta, a németek által elhagyott városokat Litvániában, Ukrajnában és Fehéroroszországban még azelőtt, hogy létrejött volna a lengyel hadsereg. Az újjászülető Lengyelország és Oroszország között nem létezett semmilyen, mindkét oldal által elismert államhatár. A bolsevik kormányt nem ismerte el senki a világon. A felosztások előtti Litván Nagyfejedelemség és a Dnyeper jobb partján fekvő Ukrajna állapota vitás volt, mert e területek népessége vegyes volt (lengyelek, fehéroroszok, ukránok, zsidók). A lengyel–orosz összecsapás a határért ezért elkerülhetetlen volt.
1918 decembere végén Wilnóban harcok törtek ki a lengyel önkéntes önvédelmi csapatok és német alakulatok között. Január 3-án a lengyeleknek sikerült átvenni az ellenőrzést a város fölött, de hamarosan a támadó, túlerőben lévő bolsevik erők rákényszerítették őket a kivonulásra (január 5-e). A Wilnóért induló harcokat tartják a lengyel–szovjet háború kezdetének.
A bolsevikoknak a polgárháborúban is harcolniuk kellett. A lengyel fővezér, Józef Piłsudski marsall, ezért megpróbálta felmérni, hogy kivel köthet szövetséget: a Vörös Hadsereggel vagy a fehérekkel. 1919 augusztusában Piłsudski a fehérek parancsnokságával (Anton Gyenyikin tábornokkal) tárgyalt és megbizonyosodott arról, hogy a fehérek nem fogják elismerni azt a határt, amelyet a marsall el akart érni. Ezért Piłsudski parancsot adott, hogy a lengyelek ne indítsanak semmilyen hadműveletet a Vörös Hadsereg ellen, amely előnyös lenne a fehéreknek. Válaszul a bolsevikok felajánlották Lengyelország függetlenségének feltétlen elismerését és elvileg a keleti határnak olyan vonalát, amely megfelelne a lengyeleknek.
Piłsudski mégis számításba vette azt a körülményt, hogy ha a bolsevikok legyőzik a fehéreket, minden erejüket a lengyel frontra tudják koncentrálni, a fehérektől megszerzett hadi felszerelést is felhasználva. Ezenkívül Piłsudskinak a független Ukrajna nagyon fontos volt, mert biztonságot garantált Lengyelországnak keleten. Ezért szövetséget kötött Szimon Petljurával, az Ukrán Népköztársaság (UNR) Direktóriumának elnökével, amelyben Lengyelország elismerte az UNR-t, közös harcra kötelezte el magát a bolsevikok ellen és lemondott a kijelölt határvonaltól keletre fekvő és az 1795 (a felosztások) előtti Lengyelországhoz tartozó területektől.
A szövetségnek megfelelően Piłsudski elindult Ukrajna felé (1920. április 25-én), hogy kiűzze onnan a Vörös Hadsereget. Május 7-én a lengyelek elfoglalták Kijevet. Ez meglepte a bolsevikokat, így előrehozták a tervezett támadást. A megalakított Nyugati Front parancsnoksága Mihail Tuhacsevszkij főhadnagy lett. A lengyeleknek menekülniük kellett, július első napjaiban kb. 300 km-t nyugatra vonultak vissza. Augusztus 10-én a front már Varsótól 90 km-re állt (Ciechanów és Siedlce közelében). Az oroszok biztosak voltak, hogy Varsót nemsokára beveszik, és a Vörös Hadsereg összekapcsolódik a Németországban kitört kommunista forradalom erőivel.
Magyarország a háború folyamán jelentős segítséget nyújtott a lengyeleknek önkéntesek és hadifelszerelés biztosításával. Augusztus 12-én érkezett meg egy 22 millió lőszerből álló szállítmány Skierniecébe Budapestről. Ezekben a napokban a lengyel hadsereg már jelentős hiánnyal küzdött, és a nemzetközi bojkott miatt csak a magyar hadisegélyre számíthatott.
Augusztus 13-án elkezdődtek a hadműveletek, amelyeket a történészek általában varsói csatának hívnak. A hadműveletek nagyon nagy területre terjedtek ki: Lublini Földtől (Wieprz folyó), Északkelet-Mazóvián keresztül, Toruń környékéig. Varsó két oldalról volt veszélyeztetve. Augusztus 15-én a szovjet hadsereg már 10 km-re állt a mai városhatártól. Włocławek és Toruń között Jevgenyij Szergejev és Gaja Gaj egységei elkezdtek átkelni Visztulán, hogy nyugat felől közeledjenek Varsóhoz. Akkor Piłsudski a Wieprztől kiindulva (augusztus 16.) Tuhacsevszkij csapatait oldalba támadta, ennek következtében a bolsevikoknak vissza kellett vonulniuk keletre. A Włocławeknél harcoló Szergejev és Gaja Gaj csapatai viszont elvesztették a kapcsolatot velük. Nekik Németországba kellett menekülniük, ahol internálták őket.
Egyidejűleg az augusztus elején Szemjon Bugyonnij lovashadserege sikertelenül próbálta elfoglalni Lwówot (augusztus 17–18.), amivel csak erőt és időt pazarolt, mert hasznosabb lett volna, ha Tuhacsevszkijnek segít.
A hátráló Vörös Hadsereg augusztus végén megállt a mai lengyel–fehérorosz határhoz hasonló vonalon a Nyeman és Szviszlacs folyóknál. Szeptember 20. és 28. között zajlott az ún. nyemani hadjárat, amelyben a lengyelek véglegesen szétzúzták a bolsevikokat.
1920. október 18-án a fegyverszünet lépett életbe. Féléves tárgyalás után 1921. március 18-án a felek aláírták Rigában a békeszerződést, amely kijelölte a lengyel–szovjet határt és megszabta a kapcsolatokat a két állam között. A lengyel határ egy kicsivel keletebbre húzódott, mint ami a második felosztáskor (1793) az oroszok által elvett területek határa volt; az ukrán szakaszon pedig azonos volt a régi orosz–osztrák határral (a Zbrucs folyón). Érdekes, hogy a lengyelek kevesebbet fogadtak el annál, amit a szovjetek ajánlottak (pl. egész Fehéroroszországot). Ez azért volt így, mert Rigában főként az endekek tárgyaltak. Ők úgy vélték, hogy ha Lengyelország túl sok területet kebelez be keleten, akkor túl sok lengyeltől idegen népesség fog élni Lengyelországban, ami komoly hátrányokat okoz az állam kohéziójára nézve.
Egyidejűleg 1920 novemberében a Vörös Hadsereg legyőzte az Ukrán Népköztársaság (UNR) hadseregét, a lengyelek szövetségesét a szovjet elleni háborúban. Az UNR helyett a kommunisták létrehozták az Ukrán Szovjet Szocialista Köztársaságot, amelynek képviselői aláírták a rigai békeszerződést is. Lengyelország elismerte az USZSZK-t, ami azt jelentette, hogy megvonta a támogatást az UNR-től.

### Lengyel–litván háború
| 12 34 5 |
| Litvánia 1919–40. és a területek, amelyek iránt követelésekkel lépett fel: 1 – Litván Köztársaság, 2 – Központi Litvánia Köztársasága, 3 – Németország (Kelet-Poroszország), 4 – Memel-vidék (Litvánia része 1923-39), 5 – a lengyel területek, amelyek iránt Litvánia követelésekkel lépett fel |

| 1 2 3 4 5 |
| A lengyel–litván határ változásai: 1 – Antant által ajánlott (1919 júniusa – világoszöld), 2 – Foch-vonal (1919 júliusa – sötétzöld), 3 – Suwałki szerződés (1920 októbere – narancs), 4 – végleges (1923. február 3-ától 1939-ig – piros), 5 – mai határok (rózsaszín) |

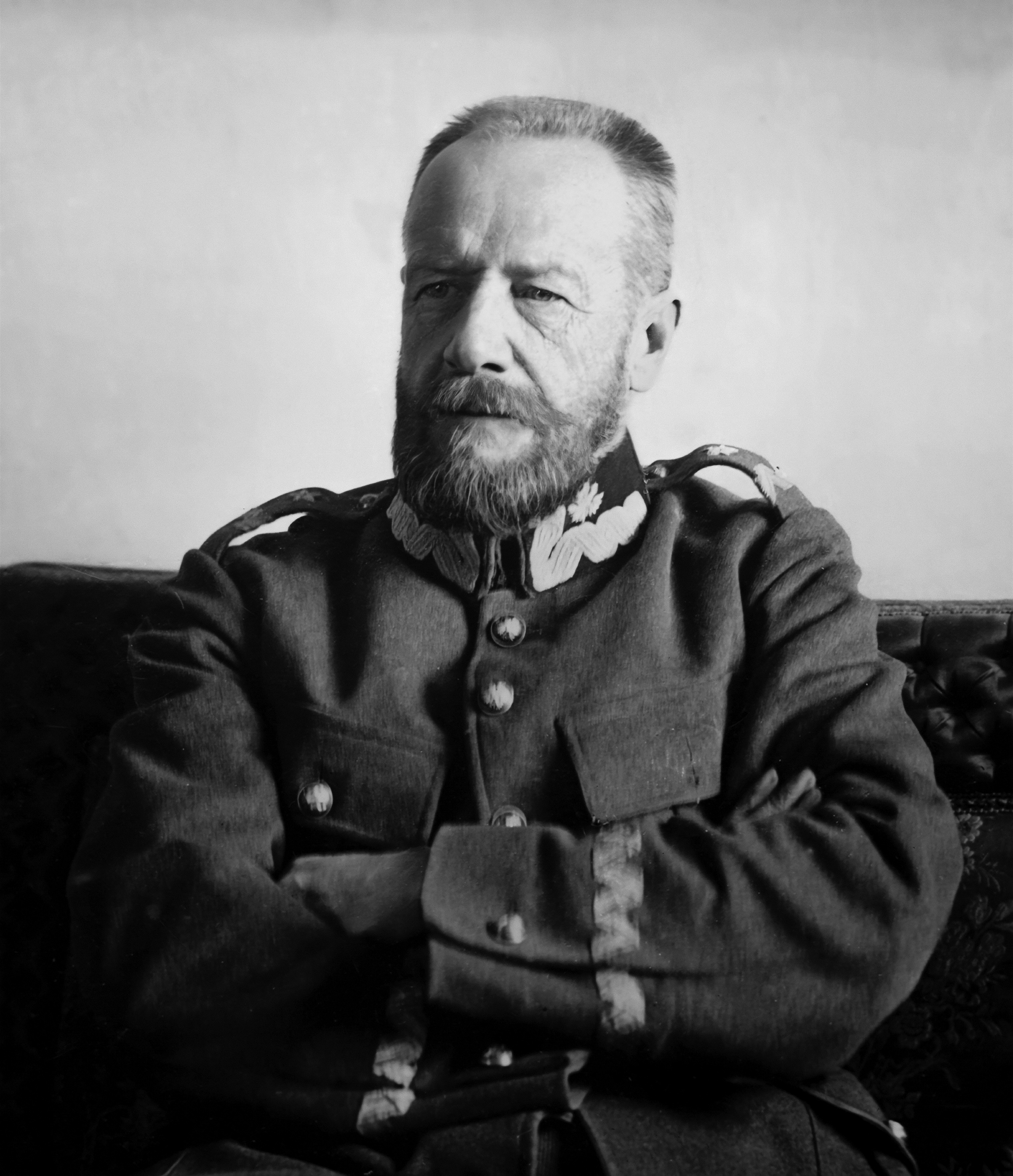
Lucjan Żeligowski

A fegyverszünet aláírása után a német hadsereg harc nélkül elhagyta Wilnót. A várost a lengyel hadsereg foglalta el 1918 Szilveszter napján, éjjel. De már január 5-én a bolsevikok fegyverrel elvették, a lengyelek 1919. április 19-én vették vissza (lásd Lengyel–szovjet háború).
1919 júliusában a párizsi békekonferencia Legfelsőbb Tanácsa döntött a demarkációs vonal megjelöléséről Grodno–Wilno–Dvinszk városokon keresztül (ún. Foch-vonal), Vilnát a lengyel oldalon hagyva. A bolsevik ellentámadás következtében a lengyeleknek ki kellett vonulniuk Wilnóból. 1920 júliusában Szovjet-Oroszország megkötötte az egyezményt Litvániával, amelynek értelmében átengedte a várost a litvánoknak. A varsói csata után a lengyel hadsereg újra közelítette Wilnót.
1919. augusztus 26-án a POW kirobbantotta az ún. sejny-i felkelést (Sejny – városka Suwałkitól északkeletre) és kiszabadította a Suwałki-földet a litván fennhatóság alól. Az események feszültséghez vezettek Litvánia és Lengyelország között és nyilvános fegyveres összeütközéssel fenyegettek.
A litvánok Wilnót a saját államuk fővárosává akarták tenni, amit a nyugati hatalmak támogattak. A városban azonban és környezetében sok lengyel élt, aki Wilnói Földet Lengyelországhoz akarta hozzácsatolni. Kezdetben a lengyel hatóság azt remélte, hogy újjászületik a felosztások előtti hagyományos Két Nemzet Köztársasága és sikerül rábeszélni a litvánokat, hogy belépjenek a lengyel–litván föderációs államba. Litvánia lengyelesítéstől félt és határozottan megtagadta ezt. Ezután a lengyelek akartak népszavazást lefolytatni Wilnói Földön, de ebbe a litvánok nem egyeztek bele, mert ismerték az ottani nemzetiségi arányokat és biztosak voltak a vereségükben. Ezért Józef Piłsudski kiadta a parancsot Lucjan Żeligowski tábornoknak, hogy tetessen egy lázadást és foglalja el Wilnót (1920. október 12.). Ekkor a környék területeiből létrejött az ún. Központi Litvánia Köztársasága. 1922-ben végrehajtották a választást az ottani parlamentbe (a wilnói szejmbe), amely március 24-én megszavazta, hogy az ország csatlakozik Lengyelországhoz. Litvánia ekkor megszakította a diplomáciai kapcsolatait Lengyelországgal.

### Népszavazás Varmiában és Mazúriában

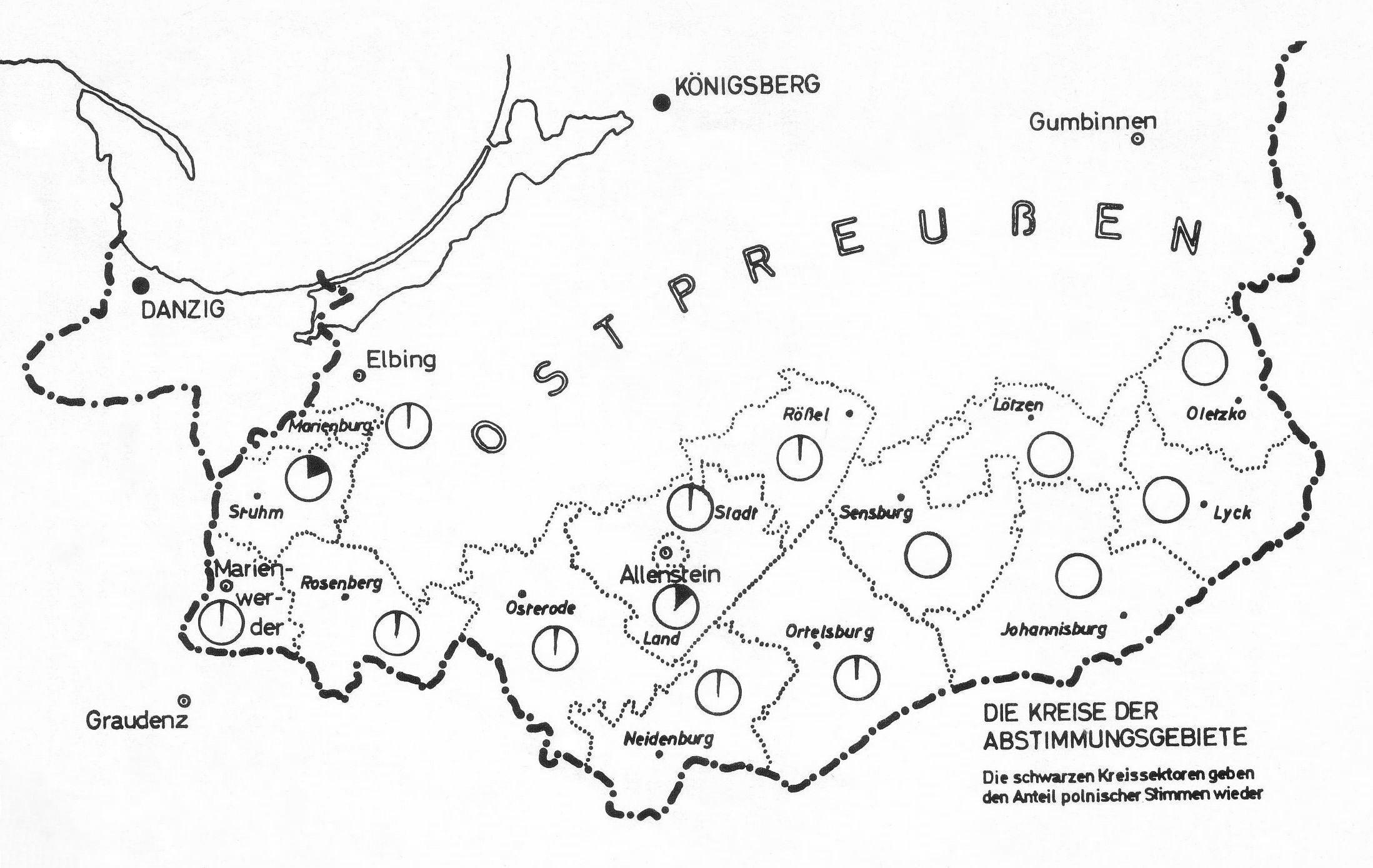
A varmia–mazúriai népszavazás területe és eredményei (a körök fekete részei – szavazatok Lengyelország mellett)

A népszavazás 1920. július 11-én ment végbe. Dél-Varmiában, Mazúriában és Powiślében élő népesség döntött, hogy azok a területek csatlakoznak Lengyelországhoz vagy maradnak Németországban (Kelet-Poroszországban). A szavazás lefolyását ellenőrizték a Népszövetség által felállított bizottságok.
A szavazás eredménye pusztító veszteségnek mutatkozott Lengyelország számára. A járások közt, a legjobb eredmények Lengyelország számára 13 és 19%-a voltak, átlagosan pedig ez 3,5%-a volt. Lengyelországhoz való csatlakozás mellett csak 13 község állt ki. A szavazás következtében három mazúriai és öt powiślei határ-menti falut hozzácsatolták Lengyelországhoz.
Néhány ok volt, hogy az eredmény annyira előnytelen volt Lengyelország számára. Németországnak óriási anyagi, szervezeti és propaganda túlsúlya volt. Tevékenykedtek német rohamcsapatok is. A szavazás nagyon nehéz időszakban volt Lengyelország számára, mert 1920. július elején a Vörös Hadsereg általános támadást indított Varsó ellen. Kihasználva a nehéz helyzetet a lengyel–szovjet fronton a német propaganda Lengyelországot „idényállamnak” deklarálta és felnagyította a szavazás résztvevői félelmét a „vörös terrortól”. A németek ezen kívül odaszállítottak kb. százezer Mazúriában 1905. év előtt született személyt, akik kb. egyharmaddal megemelték a Németország részére leadott szavazatok számát.

### Sziléziai felkelések
A német kapituláció után a helyzet Felső-Sziléziában nagyon feszültté vált. A német közigazgatás felbomlása és a berlini forradalom miatt a lengyel népesség Sziléziában 1918 novemberétől néptanácsok, szervezetek és pártok létrehozásához fogott. A német hatóság megfelelő intézkedések kiadásával és hadereje megerősítésével próbálta megakadályozni mindezt. Az 1918-as fegyverszünet korlátozó katonai rendelkezései miatt a német haderő helyett szabadcsapatokat (ún. Freikorpsokat) vetettek be. 1919. január 13-án a hatóság kihirdette a féléves ostromállapotot Felső-Sziléziában. Az ostromállapot még jobban kiélezte a viszonyt a németek és a lengyelek között. A munkások magasabb fizetést követeltek, a német rohamosztagok feloszlatását, a tömeges elbocsátások abbahagyását. A feszültség eredménye nagy sztrájk volt augusztus 11–14 között és az ún. "mysłowicei vérontás", amelyben a Grenzschutz tüzelt a munkástömegbe és 10 embert lelőtt. A sztrájk és a vérontás a felkelés kitörésének közvetlen okai voltak.
A felkelést a felső-sziléziai POW osztálya készítette elő. A kezdet dátumát augusztus 17-ében határozta meg. A felkelők elindultak Tescheni Sziléziából és harcoltak Wodzisław Śląski, Tychy, Katowice, Bytom, Tarnowskie Góry környékén. Augusztus 24-én a felkelés parancsnokai, látva, hogy nincs esély több muníciót szerezni, valamint mivel Lengyelországból segítség nem érkezett és a németek nagy erősítést vontak össze, felhagytak a harcokkal.

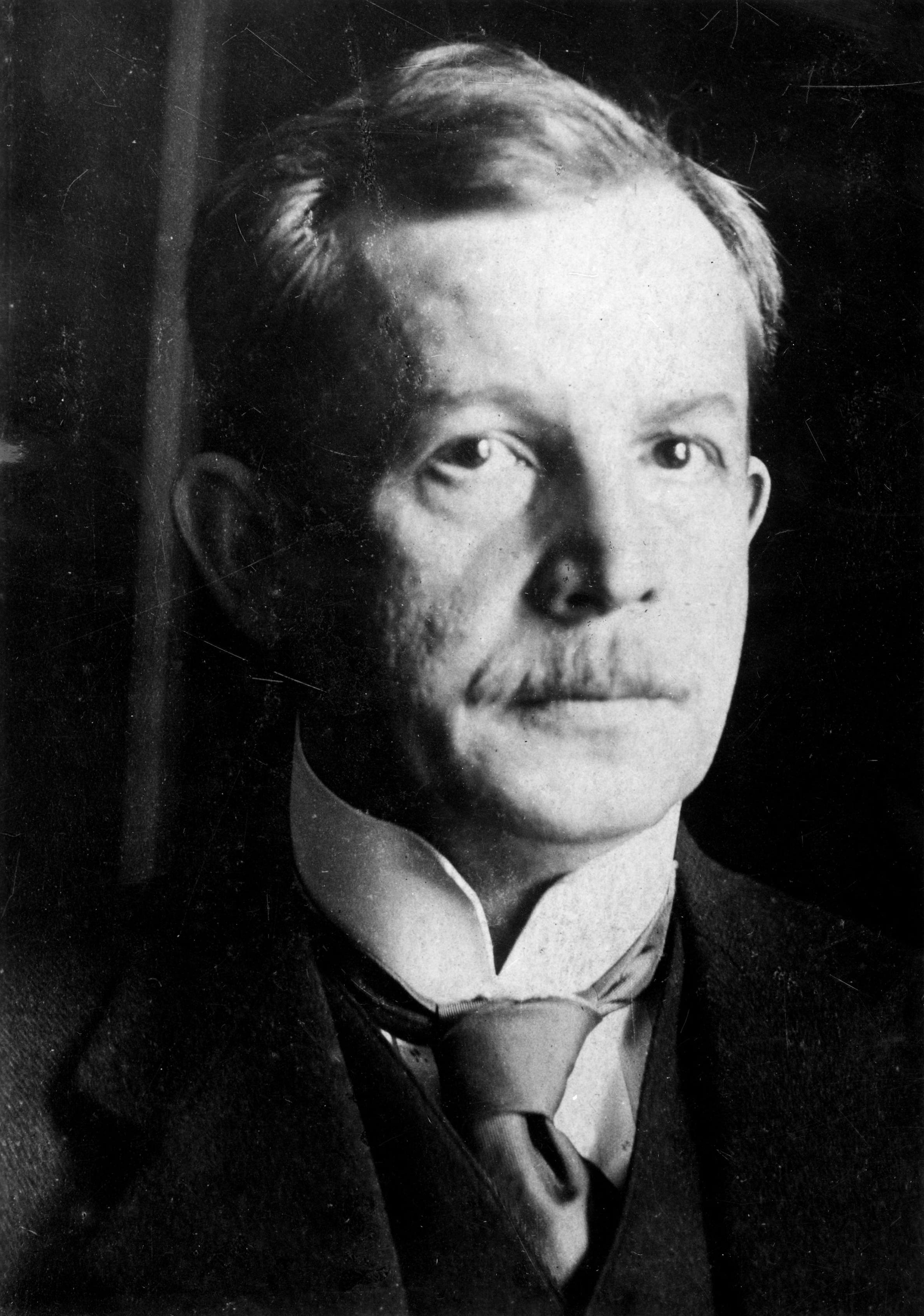
Wojciech Korfanty – a második és harmadik felkelés parancsnoka, majd a Kereszténydemokrácia vezetője

Az első felkelés leverése után a németek terrorizálták a lengyel népességet. Ráadásul az antanthatalmak eldöntötték, hogy Felső-Sziléziában lefolytatják a népszavazást a német–lengyel határ kijelölése céljából, ezért a német rohamcsapatok a lehető legtöbb lengyelt akartak kiűzni Sziléziából. Szétkergették lengyel népgyűléseket és megtámadták a májusi felvonulásokat, a lengyel népszavazási bizottságokat. 1920. augusztus 19-én a felső-sziléziai népvezető, Wojciech Korfanty a harcba hívott a németek ellen. Éjszaka kitört a második felkelés és elkezdődött az általános sztrájk. Augusztus 20-a és 25-e között a felkelők elfoglalták Felső-Szilézia egyharmadát. A lengyel kormány Varsóban nem segített a felkelőknek, mert éppen akkor tartott a lengyel ellentámadás a szovjetek ellen a varsói csata után és a nyemani hadjárat előtt.
Augusztus 24-én a Felső-sziléziai Szövetséges Kormányzó és Népszavazási Bizottság utasítást adott a német biztonsági rendőrség (Sipo) feloszlatására, amivel megvalósult a lengyelek fő követelése. Ekkor a felkelés főparancsnoksága úgy döntött, hogy be kell fejeznie a műveleteket, ami a következő napon történt meg. A Sipo helyére a Bizottság létrehozott Abstimmungspolizei (Apo – népszavazási rendőrség) nevű vegyes lengyel–német egységeket. Ígéretet tett, hogy megbünteti a lengyelellenes támadások tetteseit. A lengyelek pedig hivatalosan feloszlatták a felső-sziléziai POW-ot és a sztrájkokat befejezték.
A felső-sziléziai népszavazás 1921. március 20-án zajlott le. A szavazásra jogosultak voltak azok a személyek is, akik a népszavazás során érintett területen születtek, de már nem éltek ott (hasonlóan ahhoz, mint egy évvel korábban a népszavazáskor Varmiában és Mazúriában és az eredmény is hasonló volt): a németek odaszállítottak sok német nemzetiségű szavazót, akik csak Sziléziában születtek, és azok 18-szor többen voltak mint az érkező lengyelek. Általában Lengyelország mellett a szavazásra jogosultak 40%-a állt ki, Németország mellett – 60%-a; a városok Németországot támogatták, a falvak Lengyelországot.
A szavazat számlálás következtében Nagy-Britannia és Olaszország képviselői Felső-Szilézia olyan felosztását ajánlották, mely esetben Lengyelország annak déli részét kapná meg szavazási területnek a (Pszczynai és Rybniki járások részei) és a Katowicei járás kis részét, főként mezőgazdasági területeket. Németország pedig megkapná a maradékot (a határvonalat Percival–De Marinis-vonalnak hívták). A franciák ellenben az egész keleti Felső-Sziléziát Lengyelországnak akarták átengedni, az ipari kerületet is beszámítva (ún. Le Rond-vonal, vagy a Korfanty-vonal). Olaszország és Nagy-Britannia véleménye abból következett, hogy a sziléziai ipar gyártmányainak nagy része a Németországra kényszerített háborús kártalanítás megfizetésére lenne felhasználva. Mivel a népszavazási bizottság az első ajánlatra hajlott, Wojciech Korfanty 1921. május 3-án kiadta a parancsot a harmadik felkelésre. Azon az éjszakán külön felkelő osztag levegőbe röpítette a vasúti hidakat az Oderán, megszakítva a vasúti kapcsolatokat Felső-Szilézia és Németország között.
Május 10-éig a felkelők elfoglalták a területet egészen az Oderáig (Felső-Szilézia kb. kétharmadát), Opoléhez közeledve. Május közepén volt a németek ellentámadása. Június 7-étől a harcok megálltak és tárgyalások kezdődtek el az Antant-képviselők közvetítésével. A lengyelek és németek fokozatosan kivonták a csapataikat a népszavazási területről. Július 5-én a felek megkötötték a fegyverszünetet. A lengyel kormány Varsóban hivatalosan elhatárolta magát a felkelésért való felelősségtől.

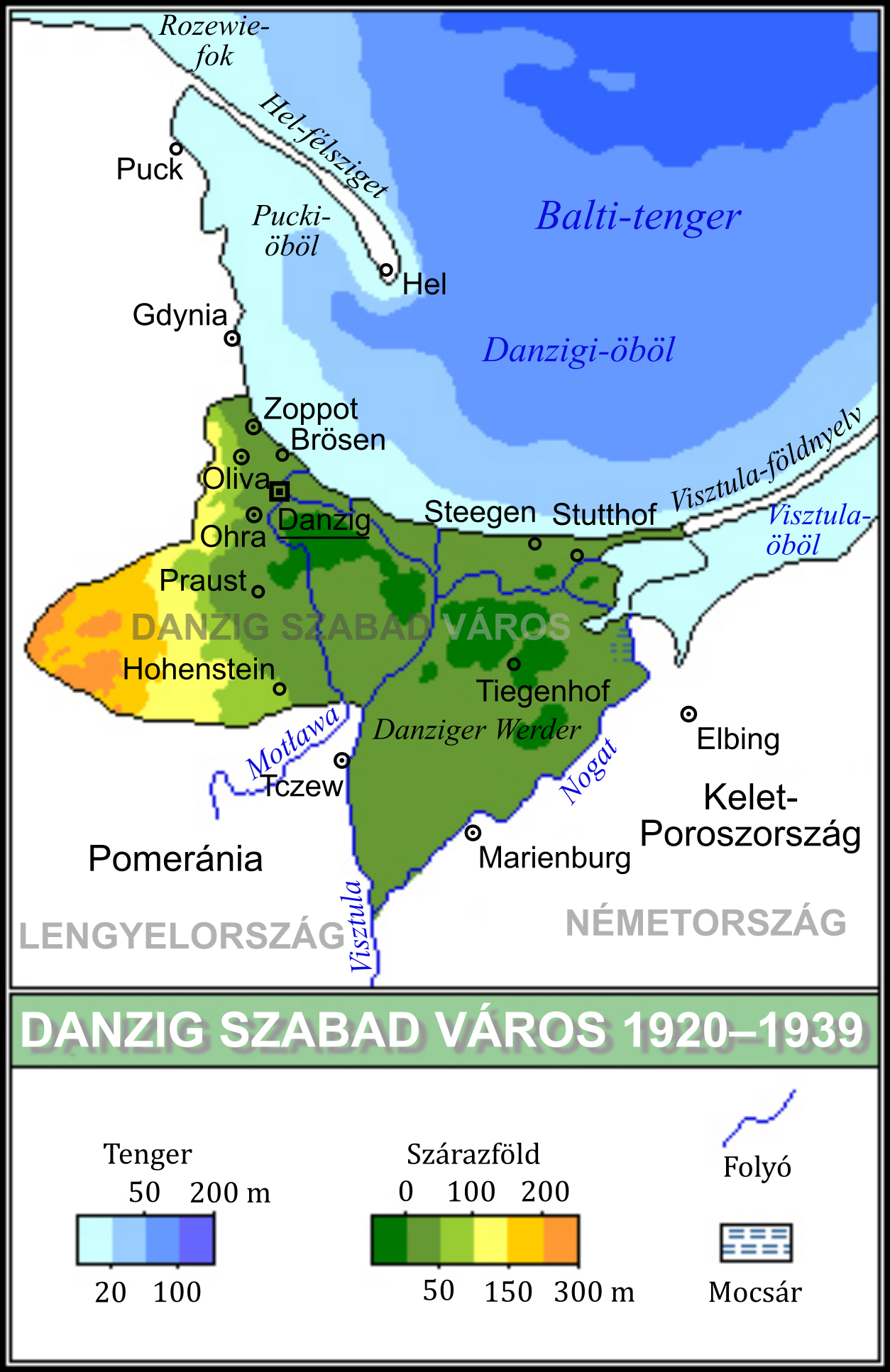
Danzig Szabad Város

A Felső-sziléziai Szövetséges Kormányzó és a Népszavazási Bizottság október 12-én Lengyelország számára előnyösebb döntést vállalt Felső-Szilézia felosztásáról. Lengyelország megkapta a népszavazási terület kb. 1/3-át, ebben az egységes területet Katowicétől az Oderáig délen, ezenkívül a kohók 50%-át és kőszénbányák 76%-át. Ennek nagy jelentősége volt Lengyelország gazdasági fejlődése szempontjából. A felkelés nagymértékben elérte a célját. A Lengyelországnak átengedett terület 1922. május 14-én hivatalosan is lengyel fennhatóság alá került.

### Danzig Szabad Város
1920. január 10-én, amikor már a versailles-i békeszerződés döntései jogerőre emelkedtek, elválasztották Danzigot a weimari köztársaságtól, de formálisan még nem létezett a Szabad Város. A legfelsőbb hatalmat a városban egy brit diplomata, Reginald Tower gyakorolta, az Antant meghatalmazottja, a Népszövetség ideiglenes Nagy Megbízottja. Márciusban elkezdett tevékedni a Tower által felállított Államtanács, a májusban pedig az Alkotmányos Gyűlést választották meg az első demokratikus parlamentet.
A danzigiaknak Lengyelország iránt a leggyakrabban kedvezőt magatartása volt főként a gyenge gazdasági helyzet miatt és azért, mert a várost erővel szakították el Németországtól. Egészen a második világháborúig a Danzig hatósága németbarát volt és különféle nehézségeket teremtett a város infrastruktúrája használatában. A legérzékenyebbek ezek közt azok voltak, amelyek a tengeri kikötőt illették. Emiatt a lengyelek elkezdték Gdyniában megépíteni a kikötőt. A danzigi hatóság megnehezítette a lengyelek betelepülését vagy cégek létrehozását. A danzigi német dokkmunkások lassították a Lengyelország számára segítséget hozó hajók kirakodását a szovjet–lengyel háborúban (1920 augusztusa).
Formálisan Danzig Szabad Várost 1920. november 15-én hozták létre. Az államocska magába foglalta: Danzigot, Zoppotot (város Danzig és Gdynia között), Kasubia kis részét meg a Visztula deltatorkolatát egészen Nogatig (Nogat – a Visztula-öbölbe belefolyó Visztula keleti elágazása). A kereskedelem Danzig és Lengyelország között vámmentes volt. A Szabad Város valutája a gulden volt, a hivatalos nyelve a német (a lengyel – csak segédnyelv volt).

## Az állam szervezése

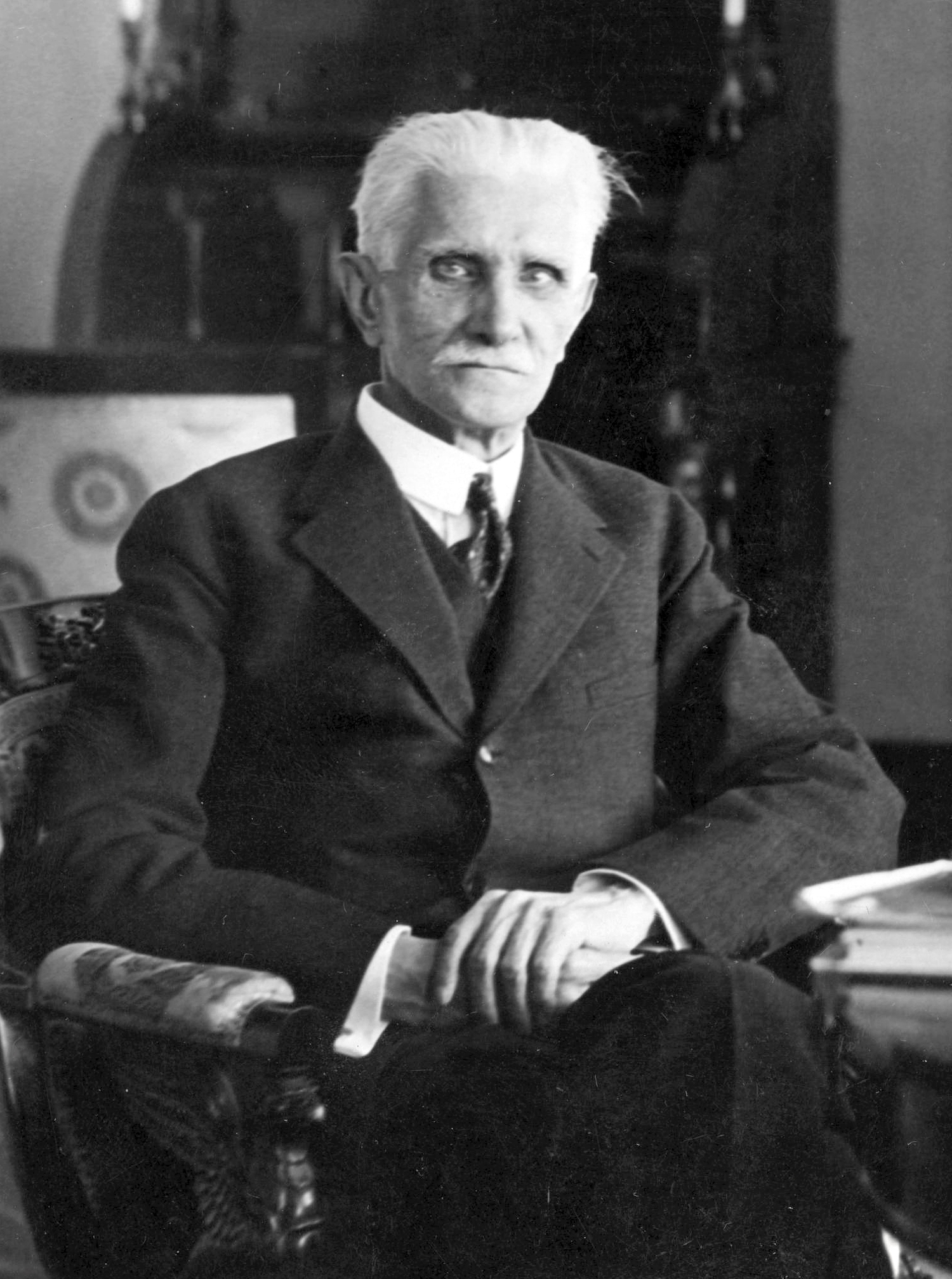
Ignacy Daszyński

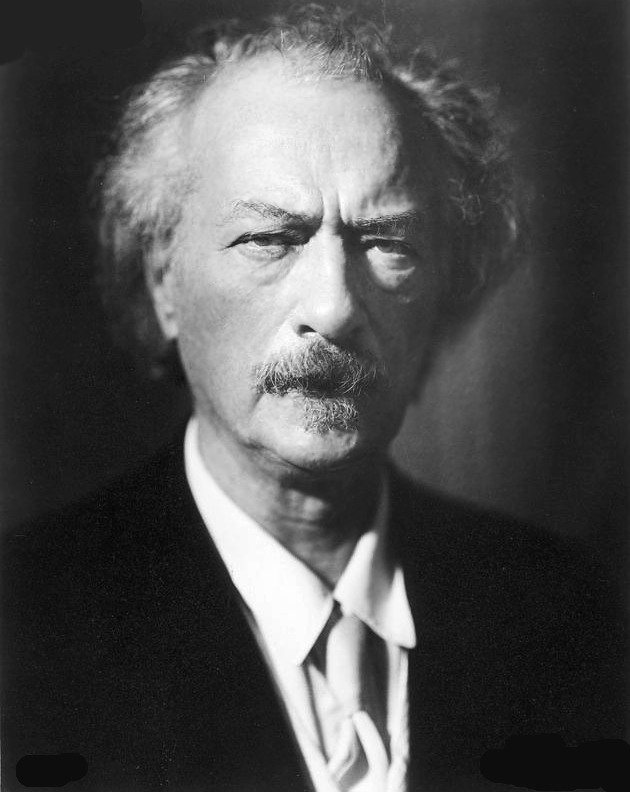
Ignacy Jan Paderewski

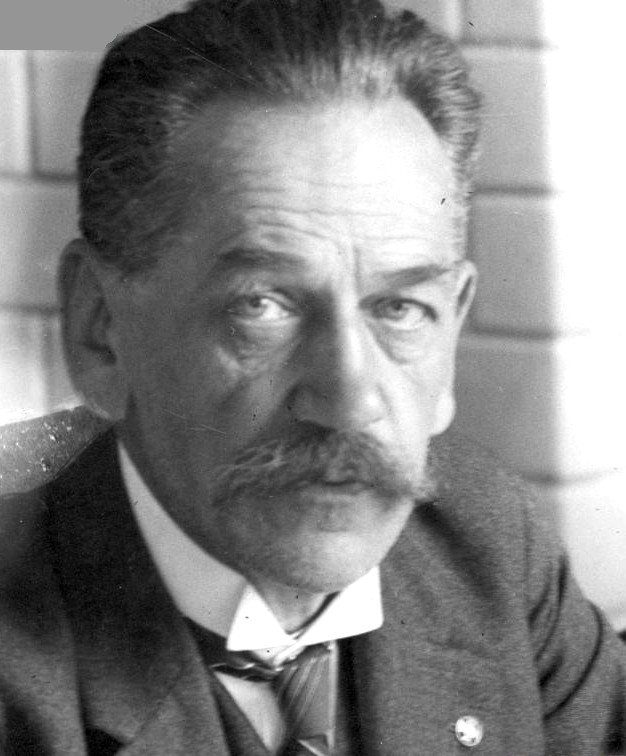
Jędrzej Moraczewski

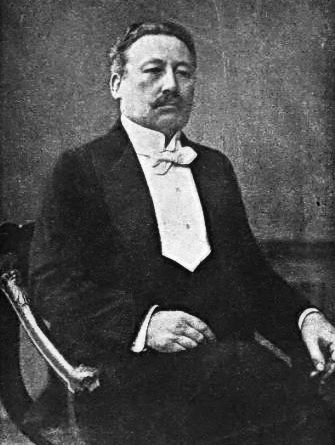
Wojciech Trąmpczyński

Az első lengyel kormány miniszterelnöke Ignacy Daszyński volt (1918. november 7-étől), akinek helyét november 18-án Jędrzej Moraczewski vette át. Mindkét miniszterelnök szocialista volt (Daszyński – Galíciából, Moraczewski – Nagy-Lengyelországból). Ezért radikális reformokat vezettek be: nyolcórás munkanapot, szavazati jogot a nők számára, társadalombiztosítást, stb. November 28-án Moraczewski bevezette az új választási szabályzatot. A földbirtokosok, a nemesek és a gyárosok pedig a reformokat túl radikálisnak tartokkák és 1919. január 4-én a jobboldal megszervezte az államcsínyt (Marian Januszajtis ezredes és Eustachy Sapieha herceg emberei letartoztatták Moraczewskit és néhány más minisztert), de egy nap után ez elbukott. Józef Piłsudski (november 29-éig hadügyminiszter, attól a naptól az Államfő) a jobboldal nyugtatása célján január 16-án Ignacy Jan Paderewskit nevezte ki miniszterelnökké.
Az új választási szabályzat szerint, 1919. január 26-án folyt a választás a lengyel parlamentbe, a Szejmbe. Fő feladata az alkotmány megszavazása volt. A választás nem ment végbe minden választókerületben, mert egyesekben még mindig harcok folytak, mások viszont idegen fennhatóság alatt voltak. Az első Szejm egykamrás volt. 296 képviselőt választottak, ráadásul 46-ot felszólítottak a volt megszálló államok parlamentjeiből. A választást a jobboldal nyerte meg, amely létrehozta a Związek Ludowo-Narodowy (ZLN, Nép-Nemzeti Szövetség) névű koaliciót, ahol a legfőbb szerepet az endecja és a Kereszténydemokrácia (Stronnictwo Chrześcijańsko-Demokratyczne) játszották. A ZLN a mandátumok 34%-át szerezte meg. A második és harmadik a két Lengyel Néppárt volt a (Polskie Stronnictwo Ludowe, PSL) Wyzwolenie (Felszabadítás, a mandátumok 17%-a) és Piast (mand. 13%-a). A szocialisták (Polska Partia Socjalistyczna, PPS) 9%-ot szereztek meg. A Szejm elnöke (len. Szejmmarsall, Marszałek Sejmu) az endecja tagja, nagy-lengyelországi képviselő, Wojciech Trąmpczyński lett.
1919. február 20-án a Szejm megszavazta ún. Kis Alkotmányt, azokat az általános szabályokat, amelyek meghatározták az államrendet. A legfelsőbb államhatóságot a Szejm alkotta, amelynek az akaratát az Államfőnek (Józef Piłsudski) és a kormánynak végre kellett hajtaniuk. E szerveknek nem volt saját, a parlamenttől független jogköre – pl. az Államfőnek nem volt szabad bejelentenie törvénytervezeteket vagy feloszlatnia a Szejmet, általa kiadott jogi okmányokat viszont a megfelelő miniszternek alá kellett írnia.
A kiegészítő választás májusban Keleti Pomerániában, júliusban Nagy-Lengyelországban volt.
1920. január 30-án feloszlatták a galíciai autonómia szerveit: az Országos Szejmet (parlament) és Országos Osztályt (kormány). 1920. december 3-án létrejött volt a Galícia és Lodoméria Királysága új közigazgatási felosztása 4 vajdaságra: Krakkói, Lwówi, Stanisławówi és Tarnopoli.

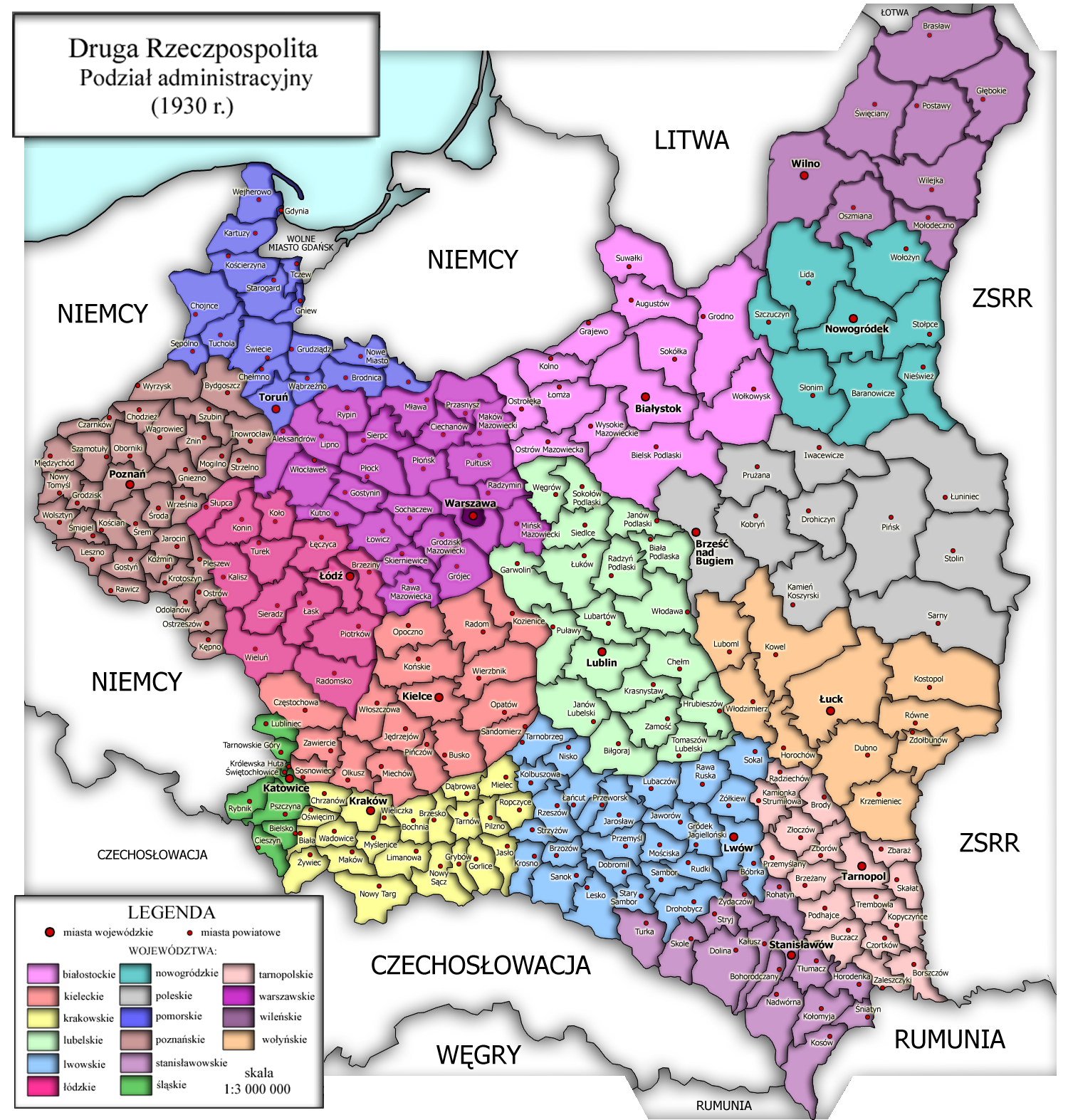
II. Lengyel Köztársaság – vajdaságok és járások

### 1921. évi alkotmány
1921. március 17-én a Szejm megszavazta az alkotmányt, amit később márciusinak neveztek el. Az alkotmány bevezette a parlamentáris hatalomgyakorlást és a kétkamrás parlamentet (Szejm – alsó kamra, Szenátus – felső kamra), amely felettese volt minden más szerveknek. Az összekapcsolt kamarák alkották a Nemzetgyűlést, amely megválasztotta az elnököt. A parlament időtartama öt évig tartott. A választások mindkét kamrába titkosak, általánosak, közvetlenek, egyenlőek és arányosak voltak. Törvénytervezeteket a Szejmnek és a kormánynak volt joguk bejelenteniük, a Szenátus viszont bevezethetett javításokat vagy visszatarthatta a törvénytervezetet 30 napra. A parlamentet az időtartama előtt a Szejm vagy (a Szenátus engedélyével) az elnök feloszlathatta.
Az alkotmányváltozást csak mindkét kamara, a szavazatok kétharmadával hozhatott. 25 évenként pedig a Nemzetgyűlés egyszerű többséggel változtathatta meg az alkotmányt.
A végrehajtó hatalmat a Szejmnek alárendelt kormány meg elnök gyakorolták; az elnök döntéseit a kormánynak jóvá kellett hagynia. Az elnököt a Nemzetgyűlés választotta 7-éves időtartamra. Neki volt joga többiek között visszahívni a kormányt, összehívni Szejm üléseit, a Szejm engedelmével viszont hadat üzenni és békét kötni. Az elnök képviselte az államot a külkapcsolatokban. Az elnök által aláírt okmányt a miniszterelnöknek meg a megfelelős miniszternek is alá kellett írniuk. Az elnöknek nem volt semmi törvényhozási joga.
A kormány felelős volt a Szejmnek, ami pl. azt jelentette, hogy a Szejm visszahívhatta az egész kormányt vagy egy minisztert, Állambíróság elé is vihette minisztereket. A kormány egyáltalán nem volt felelős az elnöknek.
Lengyelországot vajdaságokra (województwo) osztották fel, járásokra (powiat) és községekre (gmina). A sziléziai vajdaságnak autonómiája volt, ami azt jelentette, hogy saját parlamentje (Sejm Śląski) és kincstára volt.

## A parlamentáris demokrácia kora (1919–26)
Az új lengyel állam területe 1922-ben 384 000 km² volt, a népessége 27 millió, ennek a lengyelek csak 69%-át alkották. Más nemzetiségek: ukránok (14%), zsidók (8%), fehéroroszok (4%), németek (4%). A lengyel valuta a marka volt.

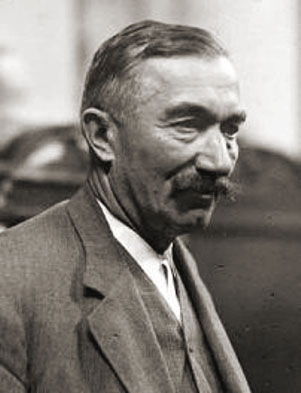
Wincenty Witos – háromszoros miniszterelnök

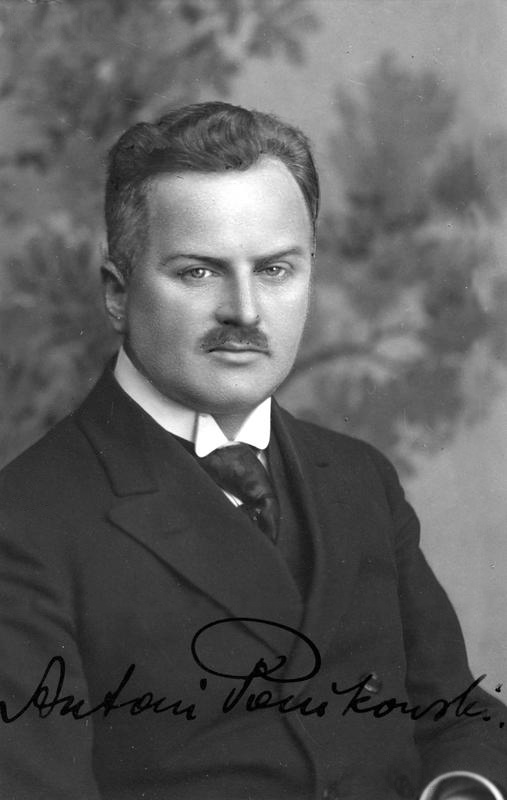
Antoni Ponikowski

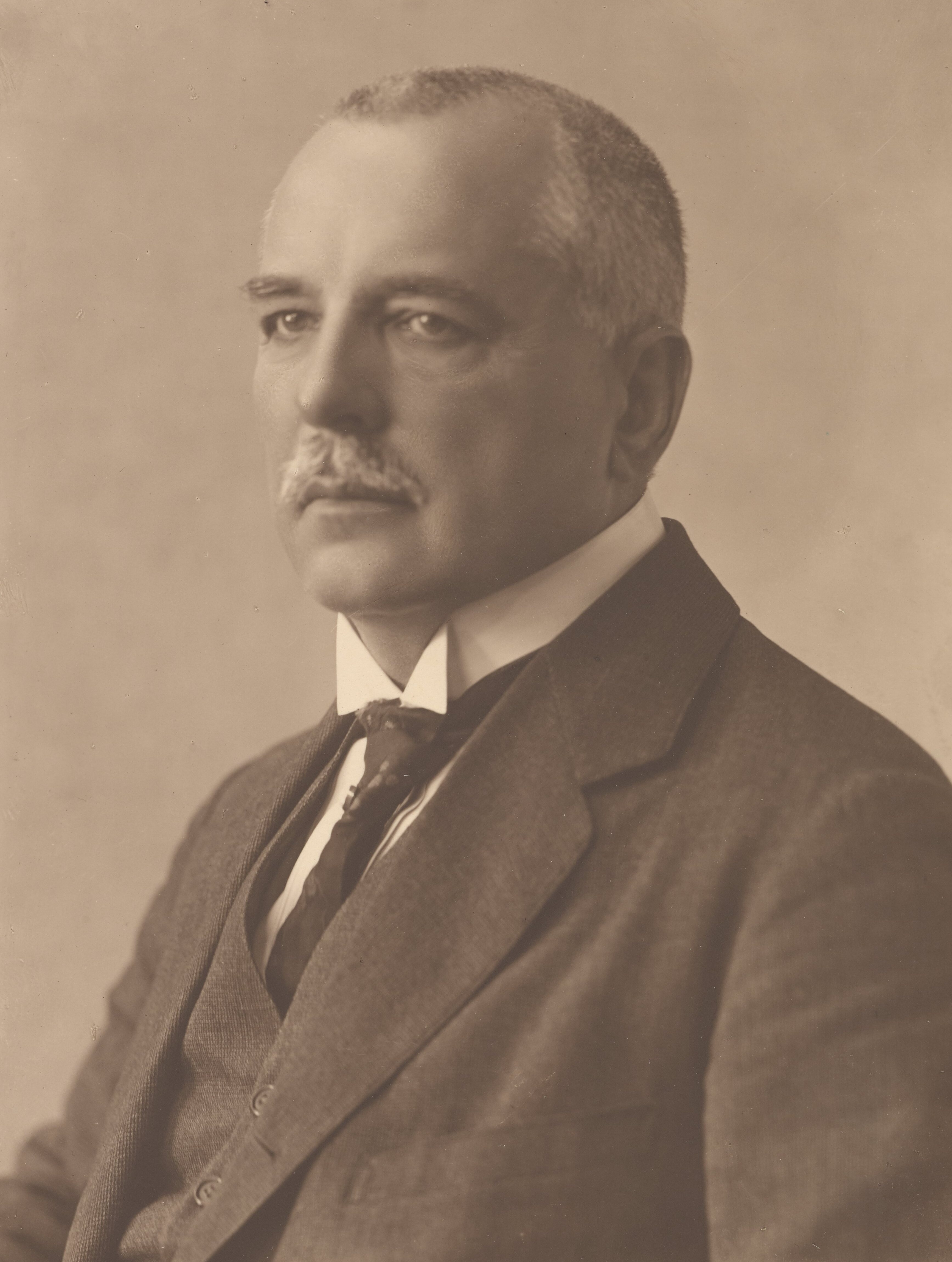
Julian Nowak

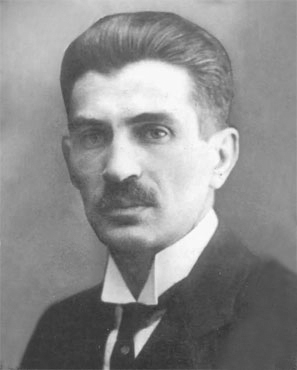
Maciej Rataj

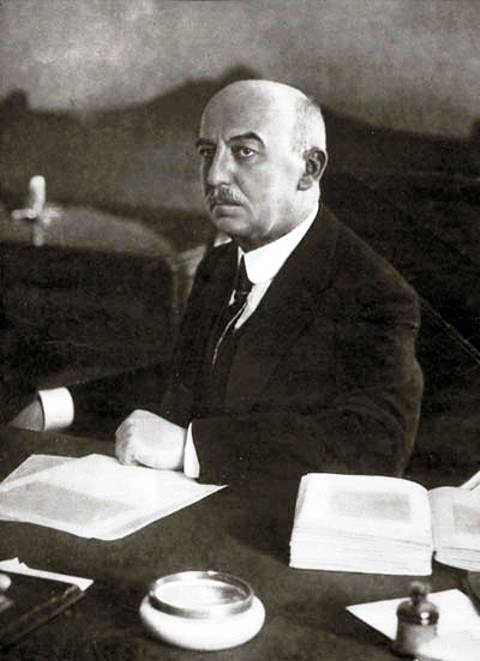
Gabriel Narutowicz – az első lengyel államelnök

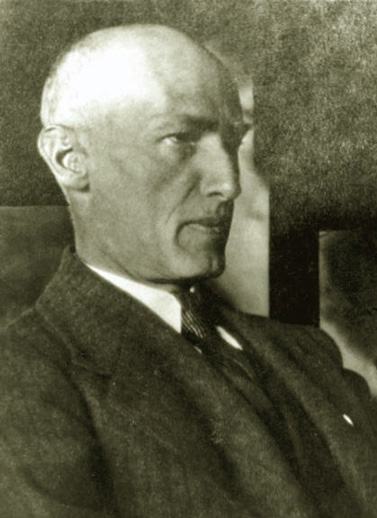
Eligiusz Niewiadomski

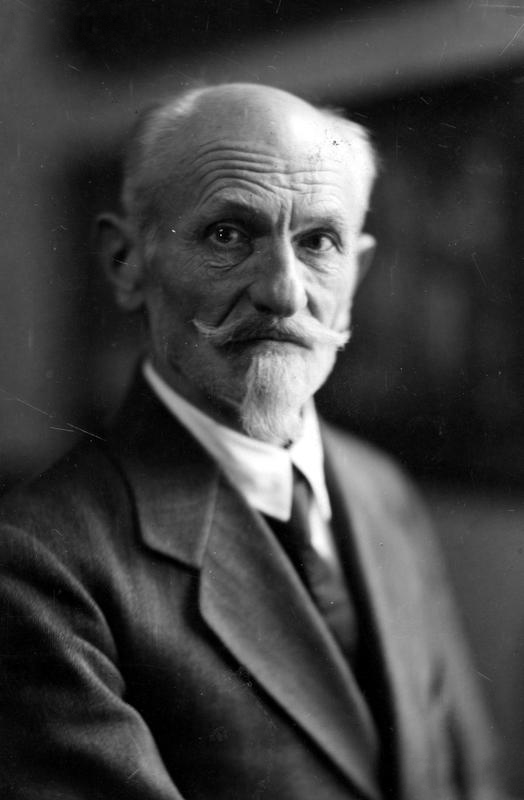
Stanisław Wojciechowski

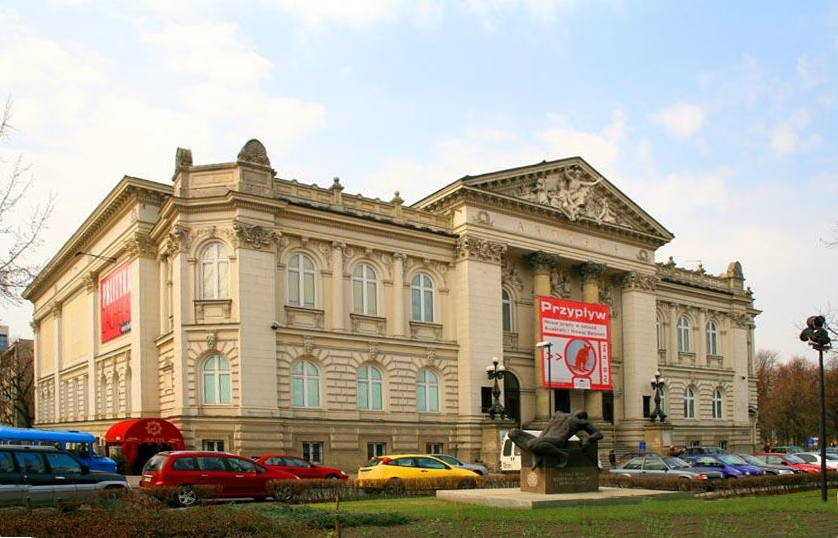
Zachęta műcsarnok, itt volt a Narutowicz-gyilkosság

### 1919–22
Mivel a Szejmben nagyon sok párt tevékenykedett, nem volt lehetséges létrehozni stabil többséget, emiatt 1919 és 26 között a kormány 13-szor változott. Ignacy Jan Paderewski kormánya 1919 novemberében megbukott. Azután három rövid életű kormány volt, de 1920 júliusában a szovjet–lengyel háborúban elszenvedett vereségek és a közeledő orosz hadsereg azt hozták, hogy minden fontosabb párt a baloldali PPS-től a jobboldali ZLN-ig, meg tudott egyezni egymással és 1920. július 24-én megalakították a kormányt, amelynek az elnöke Wincenty Witos, a PSL–Piast főnöke lett.
Ez a megegyezés csak ideiglenes volt és amikor Lengyelország elkezdett sikereket elérni a fronton, megint felszínre jöttek a belpolitikai ellentétek. A koalícióból mind a jobboldali (kezdetben az endecja, azután a kereszténydemokrácia), mind a baloldali (PPS és PSL–Wyzwolenie) pártok kiváltak. Csak a parlament „feldarabolásától” és a jobboldaltól való baloldali félelmek tették lehetővé, hogy a Witos-kormány egészen 1921. szeptember közepéig ki tudott tartani.
Amikor Wincenty Witos lemondott, a stabil többség hiánya miatt nem sikerült új kormányt alakítani, ezért az új miniszterek függetlenek voltak, a miniszterelnököt, Antoni Ponikowskit, a Varsói Műszaki Egyetem rektorát is beszámítva. A kormány már 1922 júniusában lemondott, főként azért, mert Józef Piłsudski államfő kifogásolta vele szemben, hogy eredménytelenül vezeti a bel- és külpolitikát. Bizonyítékul azt hozta fel, hogy Lengyelország nemzeti helyzete rosszabbodott a rapallói német–szovjet egyezmény megkötése után.
Ebben az időben megnövekedett az ellentét Piłsudski államfő és a Szejm között: az utóbbiban a legfontosabb politikai erő Piłsudski ellenlábasa, a nemzeti demokrácia (endecja) volt. A vita oka a kormány kinevezésére vonatkozó eljárás volt, amelyet a még mindig érvényes Kis Alkotmány szabályozott Ez pontatlanul fogalmazott. A vita mindegyik oldalán azt vélték, nekik van igazuk. A vita elég élénk volt, mert az új kormánynak a közeledő parlamenti választást kellett előkészítenie és ellenőriznie és eziránt mindegyik oldal nagyon érdeklődött.
A Ponikowski-kormány bukása után Piłsudski ellenfelei Wojciech Korfantyt, a sziléziai felkelések vezetőjét jelölték miniszterelnöknek. Felső-Szilézia bekebelezése után Korfanty népszerűsége csúcsán volt, de ő a Kereszténydemokrácia vezetője is volt, és ezért Piłsudski nem támogatta a jelöltségét és nem írta alá a kinevezését. A vita rövidesen kiment az utcára is, ahol tüntetéseket szerveztek Piłsudski vagy Korfanty oldalán. Az endecja még bizalmatlansági indítványt is kezdeményezett Piłsudski ellen, de a javaslata elbukott. A vita Piłsudski győzelmével fejeződött be, aki kinevezte a kormányt Julian Nowakkal az élen. Az új miniszterelnök a Jagelló Egyetem rektora volt, krakkói konzervatívokkal állt kapcsolatban. Az új kormány legfontosabb feladata a parlamenti választás megszervezése volt.

### 1922. évi parlamenti választás és az első elnöki választások
A Szejm-választás 1922. november 5-én ment végbe (a Szenátusba – egy héttel később). A választást megint a jobboldal nyerte, a Nemzeti Egység Keresztény Egyesülete (Chrześcijański Związek Jedności Narodowej) a mandátumok 39%-át a koalíció, amelybe többiek között ZLN és Kereszténydemokrácia mentek be. A PSL–Piast megszerezte mandátumok 13%-át, a PSL-Wyzwolenie 11%-át, a PPS 10%-át. Viszonylag sok mandátumot Nemzeti Kisebbségek Blokkja szerzett, 16%-ot.
Az új parlament első feladata a Lengyel Köztársaság elnökének megválasztása volt a képviselők és szenátorok közös ülésén. A választás december 9-én folyt le. Négy forduló nem hozott eredményt. Az ötödikbe beléptek: Maurycy Zamoyski gróf, a jobboldal jelöltje és Gabriel Narutowicz belügyminiszter, aki, bár pártonkívüli, de PSL „Wyzwolenie” támogatta. Mivel Zamoyski a legnagyobb földbirtokos volt Lengyelországban, a jobboldali parasztpart – a PSL–Piast – nem tudta támogatni. Végül a baloldal és nemzeti kisebbségek szavazataival az ötödik fordulót Gabriel Narutowicz nyerte és Lengyelország első elnöke lett.
Narutowicz győzelme nagy megdöbbenést okozott a jobboldalon, amely biztos volt, hogy baj nélkül a jelöltjét meg fogják választani. Narutowicz választása után röviddel a jobboldal (katolikus és nemzeti pártok) nagyon agresszív sajtókampányt kezdett ellene, szemére vetve neki, hogy ateista, szabadkőműves, a pozícióját pedig főként a nemzeti kisebbségek révén szerezte meg. A Narutowicz beiktatása ellen az endecja utcai zavargásokat szított. A hajszaért többek közt Józef Haller tábornokot tartották felelősnek, a franciaországi lengyel hadsereg (ún. Kék Hadsereg) volt parancsnokát és a varsói csata (lengyel–szovjet háborúban) parancsnokainak egyikét. Narutowicz fenyegetésekkel teli névtelen leveleket kapott.
A Narutowicz beiktatása december 11-én volt. Azon a napon tüntetések zárták el a Szejm épületébe vezető utcákat, erővel akarták útját állni Narutowicznak és az őt támogató képviselőknek.Csak a kísérő katonák határozott fellépés révén sikerült eljutniuk a Szejmbe. December 14-én Józef Piłsudski átadta Narutowicznak a hatalmat és hivatalosan lemondott államfői tisztjéről. Vele együtt Nowak miniszterelnök is lemondott.
A hisztéria december 16-án érte el a csúcsát. Ezen a napon az elnök látogatást tett a „Zachęta” műcsarnokban, Varsóban, ahol lelőtte az endecja egyik fanatikus szimpatizánsa, Eligiusz Niewiadomski, festő.
A márciusi alkotmánynak megfelelően, az elnök kötelességeit Maciej Rataj szejmmarsall (szejm elnöke) vette át. December 17-én kinevezte a kormányt, amelynek élen Władysław Sikorski tábornok állt. Sikorski egyben belügyminiszter is lett és azonnal bevezette a szükségállapotot. Niewiadomskit halálra ítélték (egyébként, ő maga is ezt követelte).
December 20-án lefolyt az új elnökválasztás, melyet Stanisław Wojciechowski (PSL–Piast) nyert meg.

### Sikorski és Witos kormányai

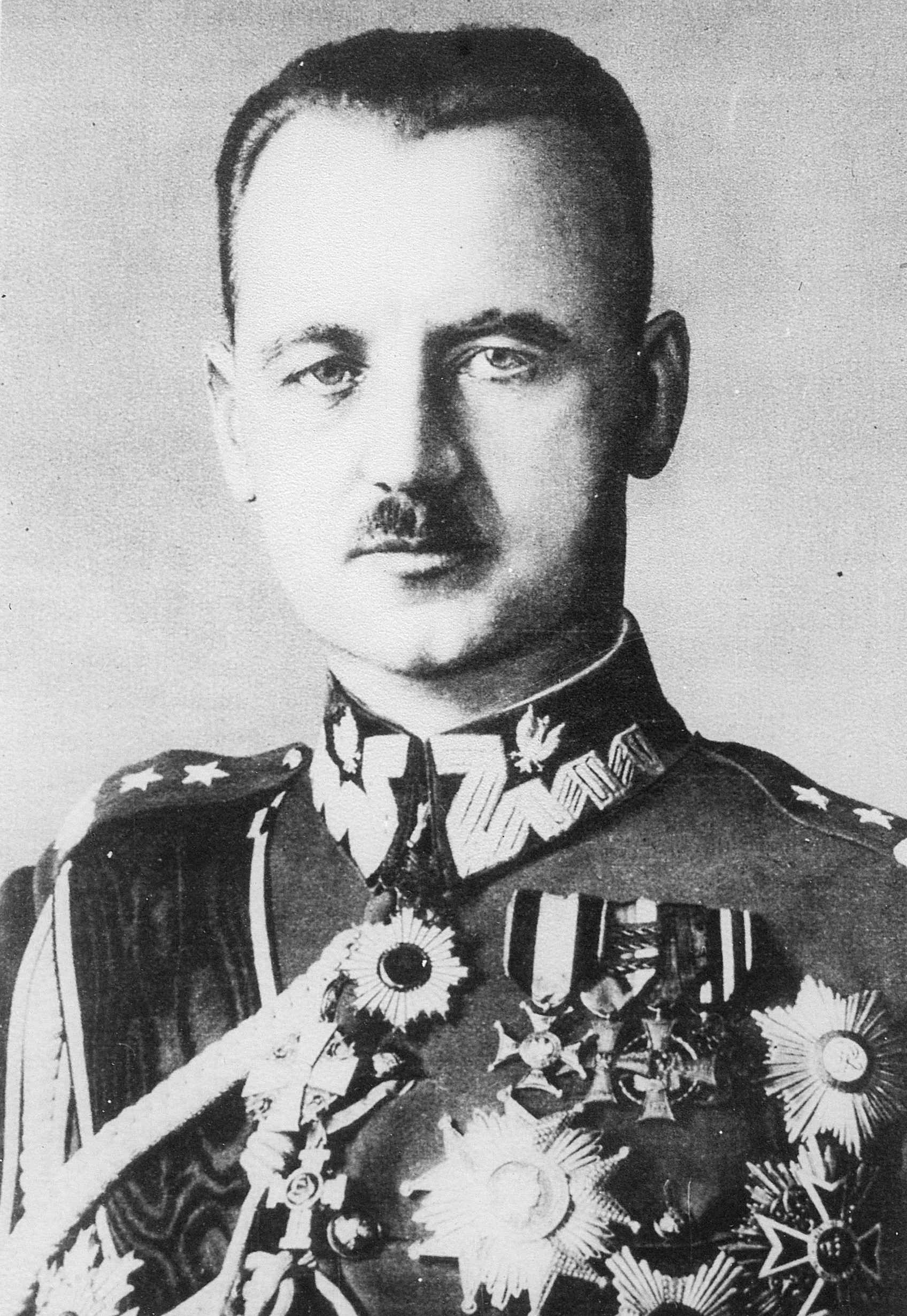
Władysław Sikorski

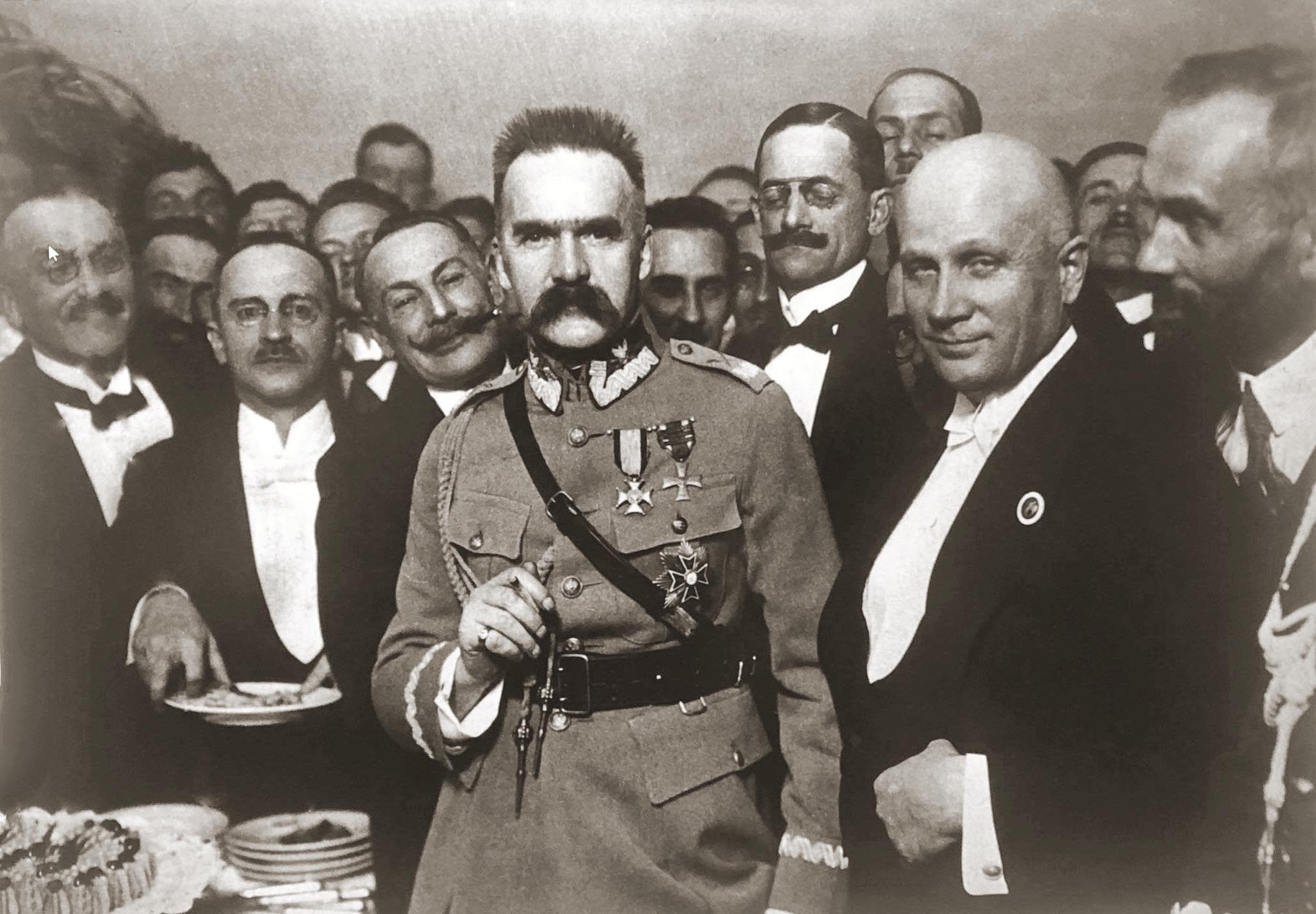
Piłsudski marsall a búcsúbanketten, ahol bejelentette, hogy kivonul politikából

A Sikorski-kormány révén a nyugati államok elismerték a lengyel keleti határokat. 1923 januárjában Litvánia elfoglalta Memelt és a környező területeket, amelyeket (a Népszövetség nevében) Franciaország igazgatott. A népszövetségi Nagykövetek Tanácsa ezzel kapcsolatban közbelépést tervezett a lengyel hadsereg segítségével. Sikorski és a lengyel külügyminiszter, Aleksander Skrzyński kihasználták ezt, hogy véglegesen megszerezzék a lengyel keleti határok elismerését a nyugati hatalmaktól. A Nagykövetek Tanácsa 1923. március 15-én szavazta meg ezt.
Áprilisban megnyitották az ideiglenes tengeri kikötőt Gdyniában. Ez 1921-től épült azzal kapcsolatban, hogy a Danzig Szabad Város németbarát hatósága megnehezítette a lengyeleknek az ottani kikötő használatát. Tíz év alatt Gdynia a legnagyobb balti kikötővé nőtt és Európában a legmodernebbé.
A kormánynak számos belpolitikai nehézséggel kellett szembenéznie. A legfontosabbak az infláció csökkentésével voltak kapcsolatban. Władysław Grabski pénzügyminiszter kidolgozta a reformterveket, amelyek sajnos nem szerezték meg a támogatást Szejmben, mert adókemelést és takarékosságot követeltek. A kormány tekintélyét és hatását bombamerényletek sora is gyengítette. 1923 tavaszán, többiek között a Jagelló Egyetem rektora lakásában, a Bund zsidó párt krakkói helyiségében, két újság varsói helyiségeiben valamint a Varsói Egyetemen voltak merényletek. A feszültség és izgalom az országban nőtt és a kormány nem tudta ezt feloldani. Május 26-án Sikorski tábornok lemondott a miniszterelnökségről.
Az utódja újra Wincenty Witos lett. Az új miniszterelnök viszályba került Piłsudski marsallal, aki akkor a Hadi Tanács elnöke volt: a kormány átadta Szejmnek a legfelsőbb hadihatóság szervezésére vonatkozó törvénytervezetet anélkül, hogy tanácskozott volna a marsallal. A sértett Piłsudski lemondott és kivonult a politikából. A búcsúbanketten beszédet tartott, melyben szigorúan kritizálta a parlamentáris demokráciát és a jobboldalt, különösképpen az endecját. Ez felbátorította a baloldalt, hogy támadja a kormányt.
Witos kormányának a súlyosbodó gazdasági helyzet – hiperinfláció, a reálbérek csökkenése, a termelés összeomlása, sztrájkok – miatt csökkent a népszerűsége. A helyzet egyre feszültebb vált. 1923 októberének végén a baloldali ellenzék általános sztrájkot hirdetett meg és a kormány válaszul katonai ellenőrzés alá helyezte a vasutat. November 5-én Krakkóban zavargások történtek: a munkások fegyvert szereztek és összecsaptak a rendőrséggel is, a hadsereggel is (a nagyságuk miatt ezeket a zavargásokat „krakkói felkelésnek” hívják). Végül a kormánynak sikerült úrrá lennie a helyzeten, de a krakkói események következtében meghalt 18 civil, 3 katonatiszt és 11 közkatona. Hasonló összeütközések voltak Tarnówban és Borysławban is.
A november végén Witos pártját, a PSL–Piastot 15 képviselője hagyta el. Mivel néhány hónappal azelőtt más képviselők is távoztak, a PSL–Piast elveszítette tagjainak harmadát és a kormány elvesztette a támogatását a Szejmben. Ez és a “krakkói felkelés” Witost is lemondásra kényszerítette (1923. december 14.).

### Władysław Grabski kormánya és az állami költségvetés reformja

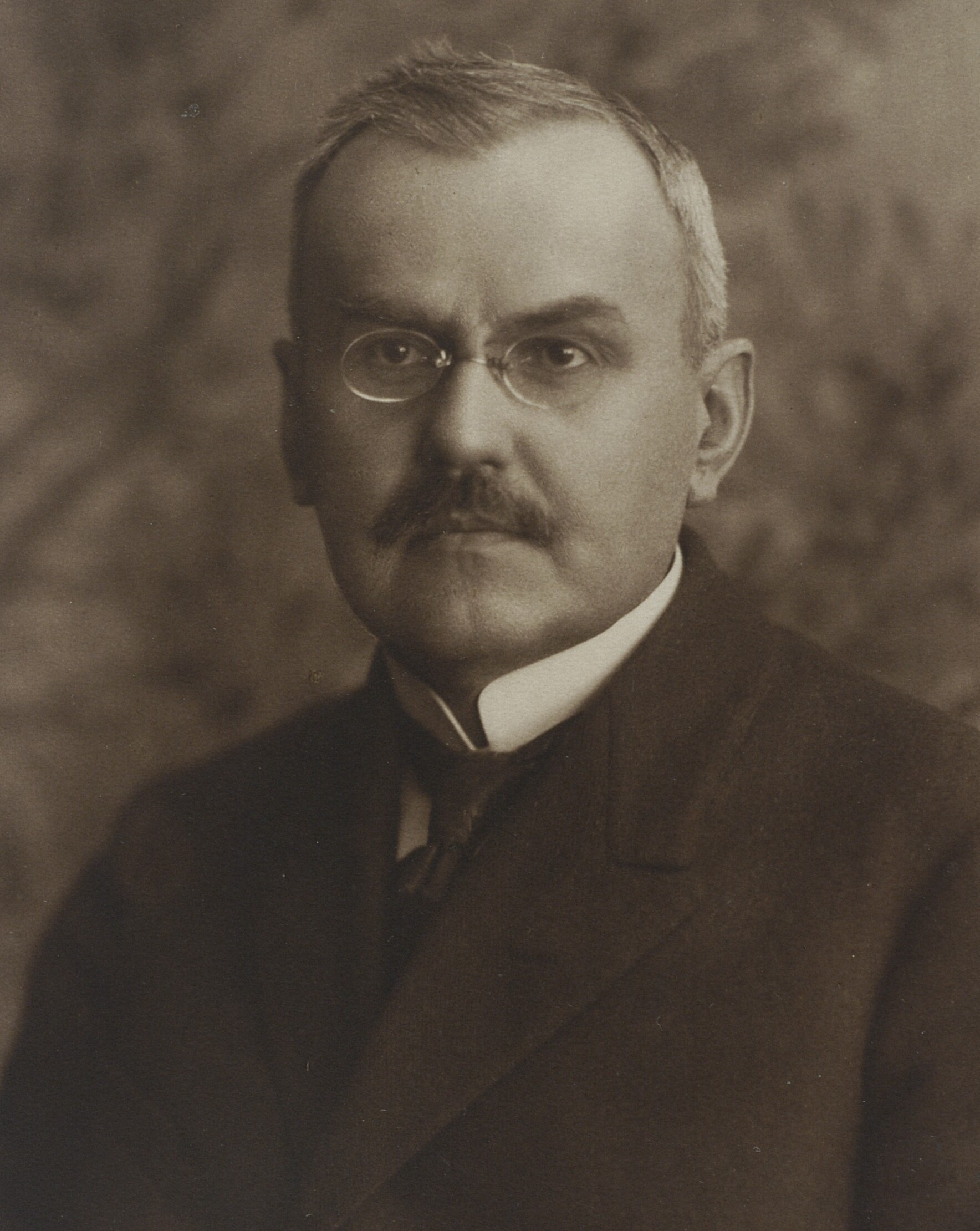
Władysław Grabski

1923. december 17-én Stanisław Wojciechowski köztársasági elnök kinevezte miniszterelnökké Władysław Grabskit, a Nemzeti Demokrácia (endecja) volt tagját. Grabski pénzügyminiszter is lett.
Három nap után Grabski megtartotta az expozéját, amelyben célul tűzte ki, hogy rövidesen egyensúlyba hozza a költségvetést és véghezviszi a valutareformot. Kérte a Szejmtől a feljogosítást is egy évre, hogy a kormány törvényerejű rendeleteket adhasson ki, de csak félévi feljogosítást kapott (aminek jó oldala az volt, hogy a reformokat dinamikusabbá tette). A feljogosításoknak megfelelően, a kormány felemelt némely közvetlen adót és bevezette az új ingatlanadót, (ami nem a lengyel valutában – marka – hanem svájci frankban volt fizetendő). Lecsökkentette a juttatásokat a vasút számára és elbocsátotta az államhivatalnokok egy részét. Grabski betervezte a költségvetési deficitet is, de nem fedte fel ezt, mert félt a rossz társadalmi hangulattól, amely akadályozta volna a reformjaiban.
A költségvetési reformmal együtt, Grabski kormánya valutareformot hajtott végre. Először (1924 januárja) eladott 2,5 millió dollárt a tőzsdén, hogy stabilizálja a lengyel fizetőeszközt. Ennek következményeként az emberek szívesebben adták el az államnak saját valutakészleteiket, ami megnövelte az állam devizakészleteit. Azután áprilisban megalakult a Lengyel Bank (Bank Polski) nevű részvénytársaság. Az intézmény később lengyel központi bankká lett, és pénzt bocsátott ki. A tevékenysége kezdetén a Lengyel Bank új valutát hozott forgalomba, a złotyt. Az árfolyamát a svájci frankkal 1:1 arányban állapították meg. A régi pénz átváltása: 1 złoty = 1 800 000 lengyel marka.
1925 februárjában Lengyelország aláírta a konkordátumot a Vatikánnal.
1925 októberében Németország a locarnói egyezményben garantálta a nyugati határai érinthetetlenségét, de nem rendelkezett a keletiről, ami meggyengítette Lengyelország helyzetét Európában.
A Grabski-kormány komoly problémája volt a vámháború Németországgal, amely elkezdődött 1925 januárjában, amikor lejárt a legnagyobb kedvezményes vámtétel Weimari Köztársaság és az Antant-államok (Lengyelországot beszámolva) között. A júniusban pedig lejárt a felső-sziléziai termékekre (főként a szénre) vonatkozó vámmentesség. A németek ekkor feltartóztatták a sziléziai szén bevitelét és magas vámokat vetettek ki a lengyel árukra. Ez számos veszteséget okozott a lengyel külkereskedelemben. Lengyelország feleletül felemelte a Németországból behozott áruk árait. A vámháború által kiváltott válság sztrájkokat okozott és tilalmakat, amelyeknek az eredménye a májusi államcsíny lett (lásd lejjebb). A gazdasági helyzet elkezdett javulni 1926 elején; azután Lengyelország tett lépéseket, hogy függetlenné váljon a német piactól: pl. megépítette a Sziléziát és Pomerániát összekapcsoló vasutat, ennek révén a szenet Skandináviába lehetett eladni, ami hozzájárult a gdyniai kikötő gyors fejlődéséhez.
A németországi vámháború közvetlen eredménye pedig Władysław Grabski kormányának bukása volt. A złoty nehéz helyzetével kapcsolatban a miniszterelnök megkövetelte, hogy a Lengyel Bank megint eladjon néhány millió dollárt a tőzsdén (mint 1924 januárjában), de a Bank elnöke ezt megtagadta, mert úgy vélte, hogy az nem javítja a helyzetet. Erre Grabski mondott le 1925. november 13-án.

## Májusi államcsíny

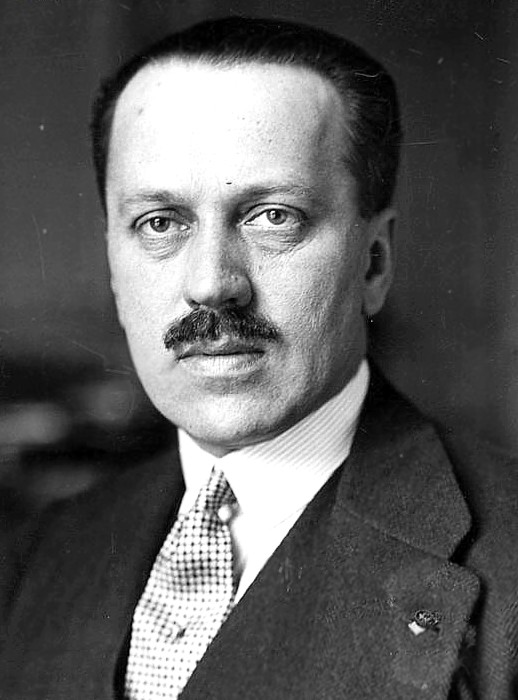
Aleksander Skrzyński

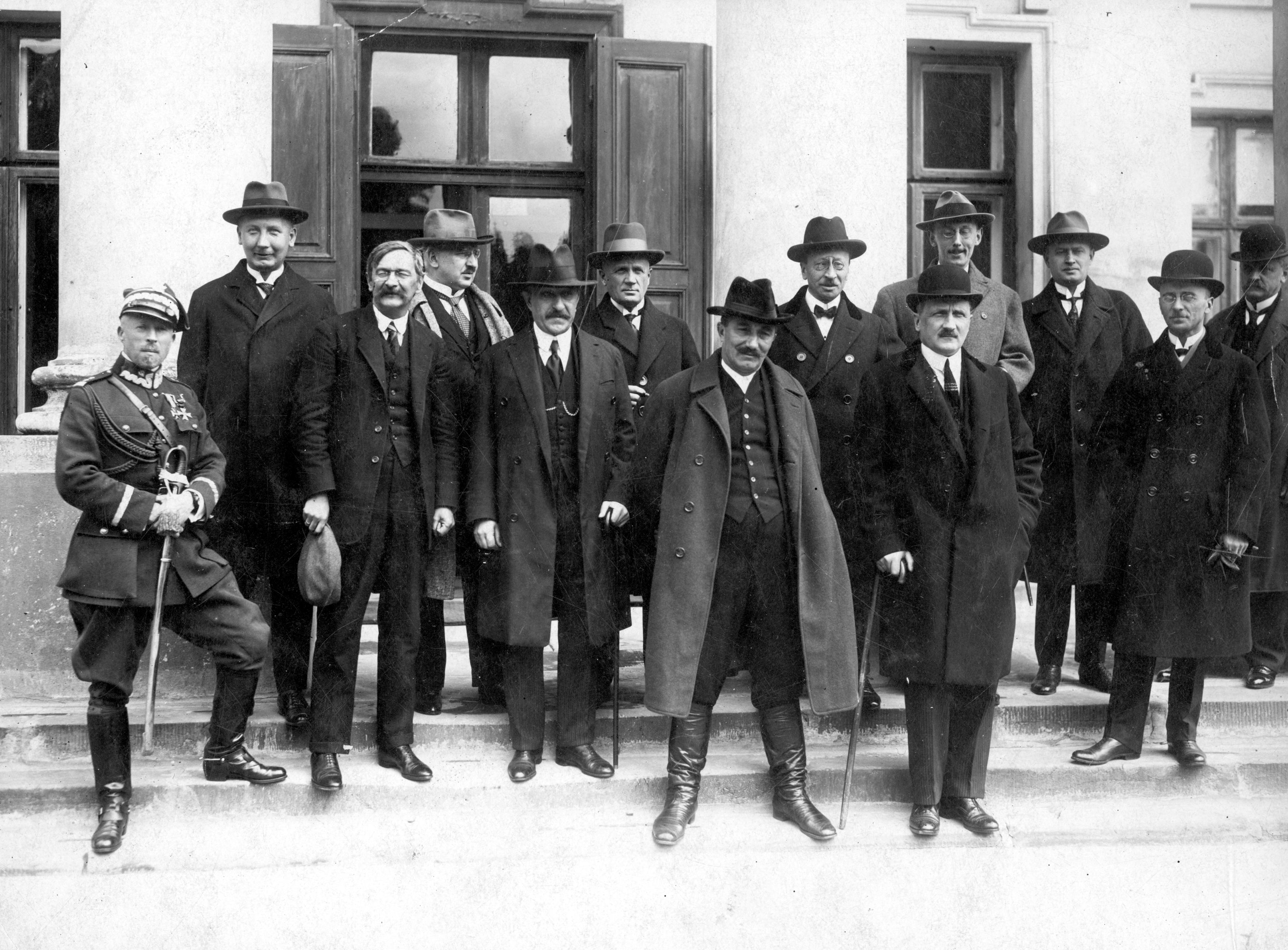
Witos harmadik kormánya. Witos – középen, csizmában; a katonatiszt – Juliusz Malczewski hadügyminiszter; Witos mögött jobbra – Władysław Kiernik

Az új miniszterelnök Aleksander Skrzyński lett, aki külügyminiszter volt a Grabski kormányában és a sajátjában is. Skrzyński kormánya széles koalíció volt, jobboldaltól baloldalig (endecja, kereszténydemokrácia, PSL–Piast, PPS). Ennek célja a helyzet megnyugvása volt. Addig kellett léteznie, amíg új stabil többség alakult volna ki a Szejmben. A kormány legnagyobb problémája a gazdaságpolitika volt, amely nem lehetett megfelelő egyidejűleg a jobboldal és baloldal számára. Ezen kívül a vámháború Németország ellen a złoty árfolyamának csökkenését okozta. Az 1924. évi rossz termés mezőgazdasági válságot idézett elő. Grabski takarékossági politikája megnövelte a munkanélküliséget. Lengyelország romló nemzetközi helyzetét hozzávéve ehhez, érthető volt a Skrzyński-kormány bukása (1926. május 5-e).
Egy ideje már Piłsudski marsall hívei a hatalom átvételére gondoltak. Maga a marsall 1923-tól kis palotájában élt Sulejówekben, egy kisvárosban az akkori Varsótól 10 km-re keletre. Nem vett részt a lengyel politikai életben, de egyre keményebben bírálta a parlamentáris demokráciát, mert úgy vélte, hogy a politikai pártok csak saját érdekeiket képviselik. A Skrzyński-kormány bukása után a centrista és jobboldali pártok úgy döntöttek, hogy harmadszor is  Wincenty Witos lesz a miniszterelnök. De ő nem volt erre kész, mert számításba vette Piłsudski szándékait és a politikai ellenfelei még mindig emlékeztek az 1923. őszi véres zavargásokra (a kormányban még Władysław Kiernik is részt vett, most földművelési miniszterként, aki 1923-ban belügyminiszterként parancsot adott a krakkói tüntetők lövetésére).

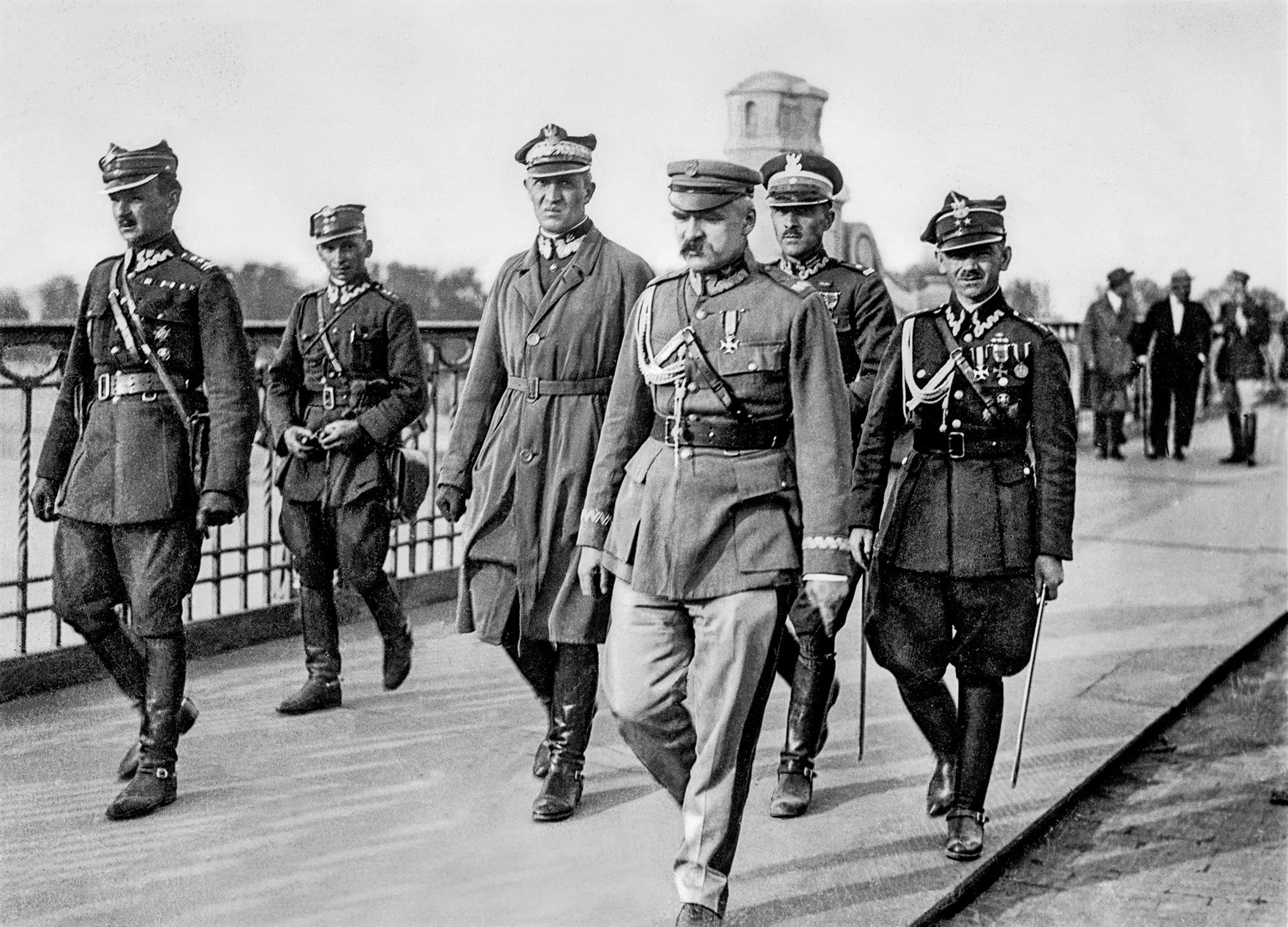
Józef Piłsudski a tisztjeivel a Poniatowski hídon találkozni megy Wojciechowski elnökhöz

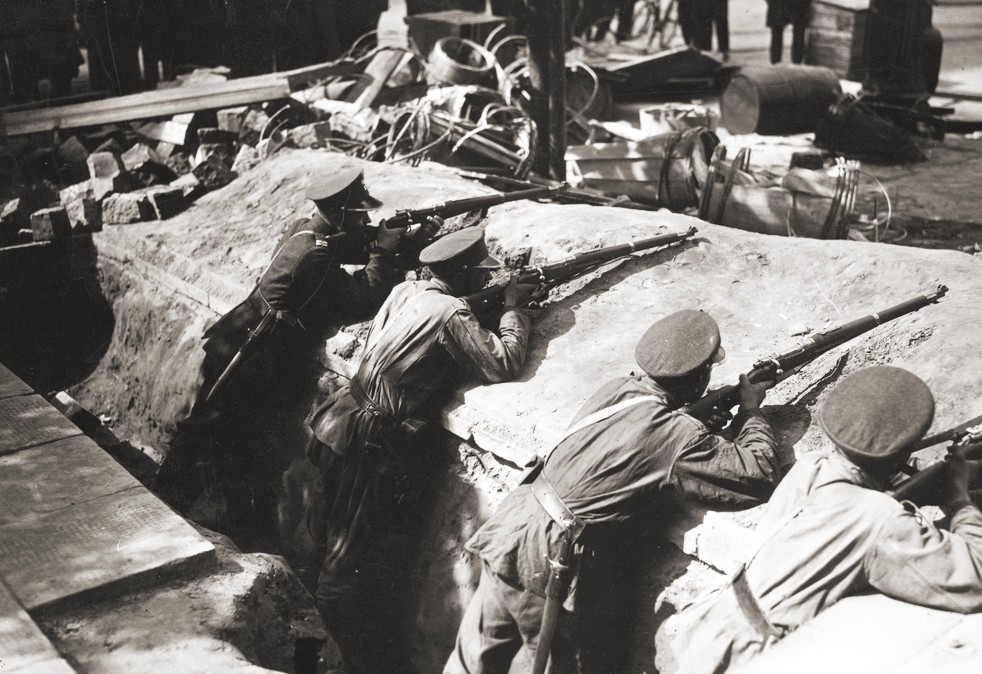
Piłsudski katonái sáncok mögött a Belweder-palotánál

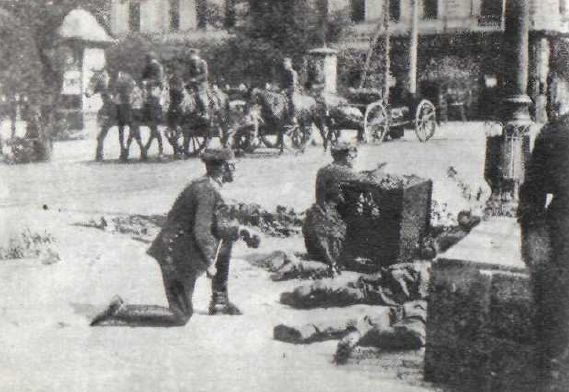
Harcok Varsó fő utcáján, a Jerozolimskie sugárúton

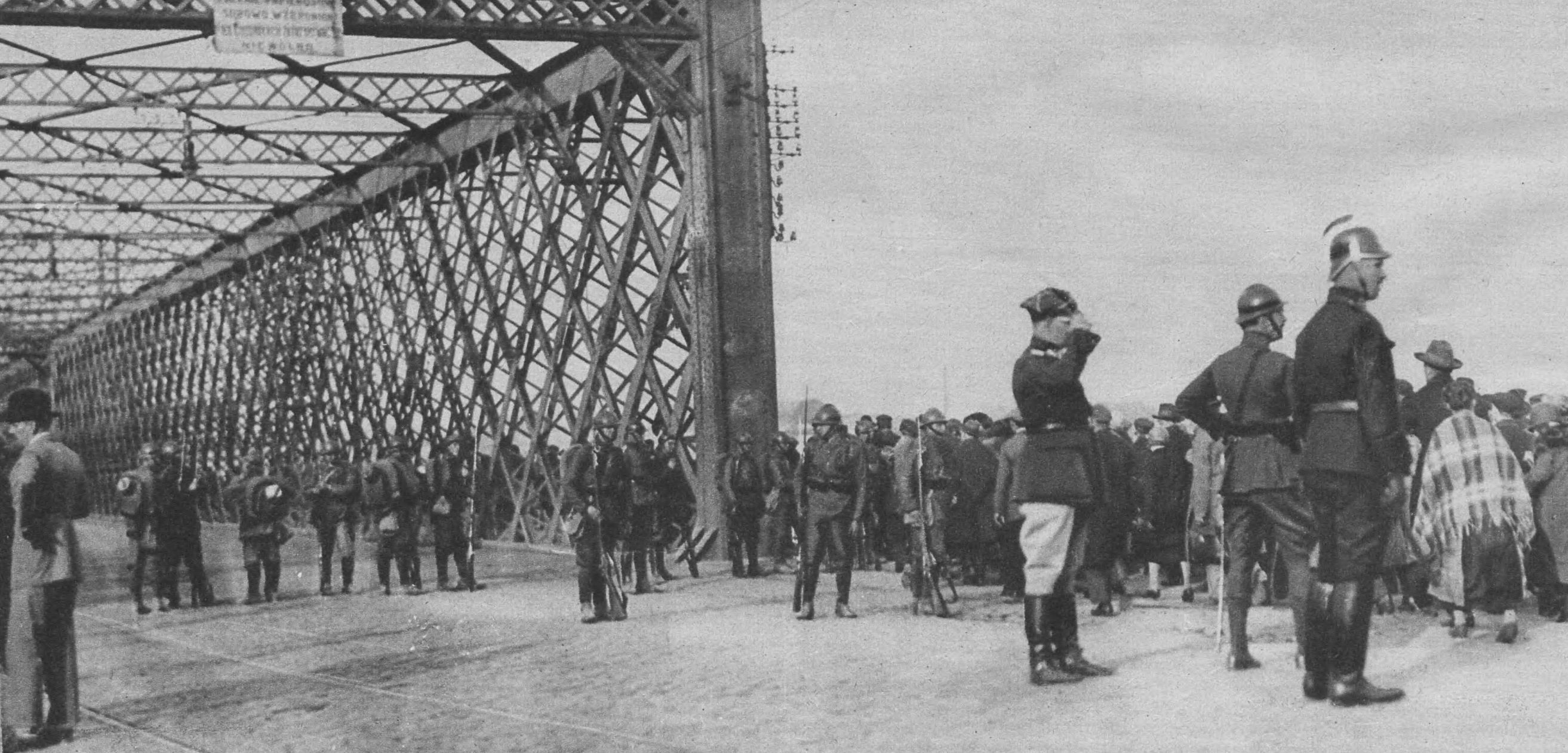
Kierbedź hidat Piłsudski katonái megszállják

Május elején a Rembertówi gyakorló terepen (Sulejówek és Varsó között) csapatok kezdtek összegyűlni gyakorlat lefolytatása ürügyén. Ráadásul a május 11-éről 12-ére virradó éjszakán a pragai gyalogezred megszállta géppuskákkal a Kierbedź hidat, az akkori három varsói hídból a középsőt. Erre a hadügyminiszter, Juliusz Malczewski tábornok, riadóztatta a varsói helyőrséget. Malczewski tábornok felszólította a Lwówban és Poznańban állomásozó csapatokat, ne hagyják el a laktanyáikat a parancsa nélkül.
Május 12-én a Piłsudski csapatai 14 óra felé elindultak Varsó felé. Ekkor a kormány kihirdette a szükségállapotot Varsóban és a varsói vajdaságban és még a Lublini vajdaság két azon járásában, ahonnan a Piłsudskihoz hűséges katonai erők érkeztek. Malczewski tábornok elrendelte minden varsói híd megszállását, de a katonatisztek, akiknek ezt végre kellett volna hajtani, részesei voltak az összeesküvésnek. A kormány haderejének ezért csak egy hidat sikerült megszállnia, a Poniatowski hidat, az akkori három varsói hídból a délit.
17 óra tájban a Poniatowski hídon Piłsudski találkozott Wojciechowski elnökkel. A marsall azt akarta, hogy Witos kormánya mondjon le, az elnök pedig megadást követelt. A tárgyalást Wojciechowski elhagyta, hozzá hűséges erők viszont nem engedték át Piłsudskit a hídon a Varsó központjába (a Visztula bal partjára). A kormány osztagainak mégsem sikerült elfoglalniuk a Kierbedź hidat és azon keresztül Piłsudski katonái átjutottak a város központjába. Késő este a lázadók a kormányerőket a város belsejébe szorították be.
Május 12-én este, a Piłsudski katonái elfoglalták a városparancsnokság és a vezérkar épületét. A kormánynak meg a vezérkar tagjainak sikerült eljutniuk a Belweder-palotába, a köztársasági elnök székhelyére. A kormány hadserege kb. 1700 katonát számolt és a városközpont déli részén tartózkodott, a Piłsudski csapatai viszont 4300 katonát számoltak és a városközpont északi részén tartózkodott, Pragát (Varsó jobb parti része) és a Citadellát (az Óvárostól északra) megszállta. A marsall tárgyalást kívánt kezdeni, de Wojciechowski ezt megtagadta. Időközben két miniszter elrepült Poznańba, hogy előkészítse a kormány odaköltözését.
Piłsudski találkozott a vasúti szakszervezetek vezetőjével és rábeszélte, hogy a vasutasok akadályozzák meg a kormányhoz hű hadsereg átszállítását Nagy-Lengyelországból Varsóba. A Belweder-palota egyetlen kapcsolata az országgal a rádióállomás volt a varsói repülőtéren (Mokotów – a központtól délre).
| 12 ■3■4 ■56 ■8 ■9 710 |
| A legfontosabb helyszínek Varsóban a májusi államcsíny közben: 1 – Kierbedź híd, 2 – Poniatowski híd, 3 – Belweder-palota (köztársasági elnök székhelye), 4 – parlament, 5 – kormány székhelye, 6 – Citadella, 7 – Mokotówi repülőtér, 8 – Főpályaudvar, 9 – Danzigi pályaudvar, 10 – Praga |

Május 14-én reggel megérkezett Varsóba Piłsudski csapaterősítése mintegy 1700 ember. A marsall elkezdte a mokotówi repülőtér támadását és kb. 14.30-kor elfoglalta azt. Így lehetetlenné tette, hogy a kormány bevesse a légierőt. Elvágta a kormány kapcsolatát a nyugati városrészekkel, ahol megérkeztek volna a Poznańból jövő osztagok. Körülvette a Belweder-palotát.
A Piłsudski oldalára egyre több katona állt át, azért a repülőtér elfoglalása után már kb. 8500 katonája volt, a kormánynak pedig csak 2200.. A marsall hadseregének tankjai és páncélautói voltak, a kormány hadseregének viszont még tüzérsége sem volt.
Még mielőtt a kormány elvesztette a repülőteret, a kormány hadseregének parancsnoksága, Wojciechowski elnök egyetértésével úgy döntött, kivonul a Wilanówi-palotába (a központtól kb. 10 km délkeletre). A vasutasok sztrájkolni kezdtek, ez elvágta Varsót az országtól és megnehezítette a kormányhoz hű csapatok mozgását. A katonatisztek úgy vélték, hogy Poznańba kell átvonulni és onnan kell folytatni a harcot. Ezt Wojciechowski elnök és Witos miniszterelnök megtagadták, mert féltek, hogy hosszan tartó, az állam függetlenségét veszélyeztető polgárháború törhet ki. 17.30-kor az elnök lemondott és kiadta a parancsot a harcok beszüntetésére. Witos miniszterelnök is lemondott.
Az 1921. évi (márciusi) alkotmánynak megfelelően, a szejmmarsall, Maciej Rataj átvette az államfő kötelességeit. Megparancsolta Malczewski tábornoknak a fegyverszünetet, közölte azt is, hogy kinevezi az új kormányt, amelynek Józef Piłsudski is tagja lesz. Május 15-én kinevezte miniszterelnökké Kazimierz Bartelt – Lwówi Műszaki Egyetem professzorát, akit Piłsudski marsall ajánlott.
Május 31-én a Nemzetgyűlés Józef Piłsudskit választotta elnökké, de azt nem fogadta el a posztot, mert úgy vélte, hogy a márciusi alkotmány túl kevés jogkört ad az elnöknek. Javasolta azt a személyt, aki szerinte méltó volt az elnöki tisztségre Ignacy Mościckit, a Varsói Műszaki Egyetem vegyészprofesszorát. A következő napon a képviselők és szenátorok megválasztották Mościckit elnöknek.
A májusi államcsíny következtében meghalt 215 katona (néhányan öngyilkosok lettek) és 380 civil. E nagy szám abból adódott, hogy sok ember egyszerűen nézegette a harcokat mint egy érdekes látványosságot.
A májusi államcsíny befejezte a parlamentáris demokrácia korát Lengyelországban. Piłsudski nem használt nyílt diktatúrát, autoriter volt. Nagyon gyakoriak lettek a politikai perek, a bírák ítéletével az új hatalom ellenfeleit börtönbe küldték. Ez az endecjával kapcsolatban álló szervezetekre, ukrán nacionalista szervezetekre és a Lengyel Kommunista Pártra vonatkozott, sőt még a PPS-re is, amelynek pedig Piłsudski tagja volt az első világháború előtt. A hatalom korlátozta a sajtó- és szólásszabadságot (felszámoltak újságokat, összevertek újságírókat, bevezették a rendőrséget a Szejm üléseire), korlátozta a bíróságok függetlenségét, letartóztatta a politikai ellenfeleit (pl. 1927-ben Włodzimierz Zagórski tábornokot, aki aztán eltűnt és a történészek máig nem tudják, hogy mi történt vele).

## Sanacja– Piłsudski kormányzása

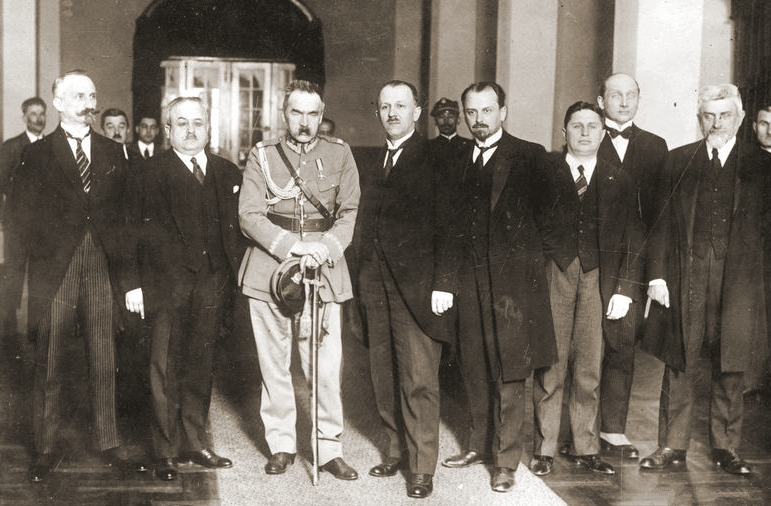
Kazimierz Bartel kormánya: a miniszterelnök Piłsudskitól jobbra

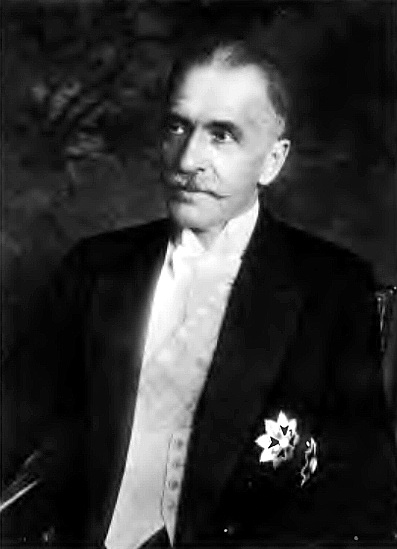
Ignacy Mościcki elnök

A májusi államcsinytől a második világháború kitöréséig (1926–39) tartó időszakot a lengyel történelemben sanacjanak hívják. A név a közélet gyógyítására vonatkozó eszméktől származik. A latin sanatio szó gyógyítást jelent. A sanacja főnevet a kormányzó csoport (Józef Piłsudski és hívei) meghatározására is használjuk.
Piłsudski, bár nem lett köztársasági elnök, minden pozícióba a saját kíséretéből nevezett ki embereket. Még Mościcki elnök is engedelmeskedett neki és a marsall haláláig minden utasítását végrehajtotta. Piłsudski a Haderők Főfelügyelője lett (Generalny Inspektor Sił Zbrojnych), vagyis a lengyel hadsereg főparancsnoka, aki béke idején csak az elnöknek alárendelt, háború idején pedig senkinek.Haláláig minden kormányban, hadügyminiszter volt, kétszer még miniszterelnök is. Habár nem tetszett neki az 1922-ben megválasztott Szejm összetétele, nem oszlatta azt fel, mert fontos volt számára a gyenge parlament, amelynek a tekintélyét könnyen alááshatta volna. Általában Piłsudski utálta a politikai pártokat. Sokszor megmutatta (pl. a kormányait alakítva), hogy nem fog törekedni együttműködésre se baloldallal, se jobboldallal. (Gyakran a kormányaiba mind szocialistákat, mind szélsőséges konzervatívokat, földbirtokosokat nevezett ki miniszterré).
Ellenszenvvel nézte a márciusi alkotmányban kialakult rendszert. Piłsudski törekvései oda vezettek, hogy 1926. augusztus 2-án a Szejm módosította az alkotmányt (ún. augusztusi módosítás – nowela sierpniowa). Ez a végrehajtó hatóságnak fölényt biztosított a törvényhozó hatóság fölött (pl. csökkentette a parlamentáris ellenőrzést a kormány fölött, a köztársasági elnök kizárólagos jogot kapott a parlament feloszlatására). Minden fordítva volt, mint ahogy a márciusi alkotmányban állt. Az is sikerült a marsallnak, mert nem csak neki nem tetszett az alkotmány, hogy e módosítást az összes centrista és jobboldali párt támogatta, a marsallt utáló endecját is beszámolva.
1926. szeptember 20-án a kereszténydemokrácia bejelentette a bizalmatlansági indítványt két miniszter iránt. Az indítványt leszavazták, Bartel miniszterelnök lemondott az egész kormánnyal. Október 2-án Józef Piłsudski lett miniszterelnök. Amikor ebben a pozícióban volt, mindenekelőtt a hadügyekre összpontosított, mert úgy vélte, hogy csak hadsereg tudja megvédni az állam függetlenségét.

### Az 1928. évi parlamenti választás. Piłsudski harca az új parlament ellen

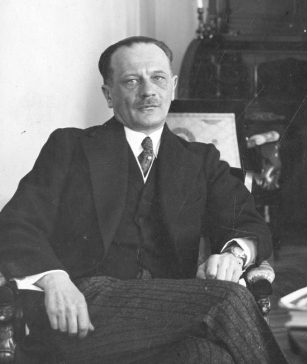
Kazimierz Świtalski

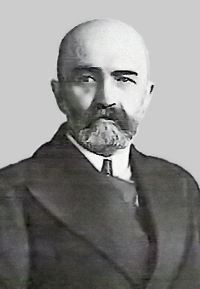
Walery Sławek

1927 novemberében befejeződött az 1922. évi parlament időtartama. A választást 1928. március 4-ére tervezték. Piłsudski, annak ellenére, hogy nem szívelte a pártokat, maga is pártot alapított – a Bezpartyjny Blok Współpracy z Rządemet (BBWR ≈ Kormánnyal Együttműködő Pártonkívüli Blokk). A párthoz mind jobboldali, mind baloldali nézetű emberek csatlakoztak. Ők voltak azok, akik támogatni akarták Piłsudskit a kormányzásban és új alkotmány kidolgozásában. A választáson a BBWR nyerte a mandátumok 29%-át. A PPS megszerzett 14%-ot, a PSL-Wyzwolenie 9%-ot, a PSL–Piast 5%-ot, endecja 8%-át. A nemzeti kisebbségek összesen kb. 19%-ot szereztek meg.
Az első ülés idején, amikor a marsall felolvasta elnöki beszédét, a kommunista képviselők kormányellenes állításokat kiabáltak be, emiatt a rendőrség erővel eltávolította őket a Szejmből. Ez szejm szabályzatának nyílt megszegése volt, mert a rendőrségnek nem szabadna belépnie az ülésre (a rendőrség szerepét a Szejmmarsall őrség teljesíti). Ezenkívül a szejmmarsall nem a Piłsudski által támogatott Kazimierz Bartel (volt miniszterelnök), hanem Ignacy Daszyński lett a szocialista PPS-ből az első lengyel miniszterelnök. Ez mind azt jelezte, hogy elkezdődött nyílt háború a parlament és Piłsudski között.
Időközben hirtelen súlyosbodott a marsall egészségi állapota. 1928 áprilisában könnyű szélhűdést szenvedett és ettől fogva Piłsudski nehezen mozgatta a jobb kezét. Emiatt 1928. június 27-én lemondott a kormánnyal együtt. Az új miniszterelnök ismét Bartel lett. Röviddel a lemondása után Józef Piłsudski egy sajtónyilatkozatban nyilvánosan hadat üzent a Szejmnek, drasztikus és vulgáris kifejezéseket használva (pl. "a szajhák szejmje", "a korrupció szejmje", "büdös operett").
1929. április 14-én az új kormány alakult meg, amelynek miniszterelnöke Kazimierz Świtalski lett. „Ezredesek kormányának” hívták, mert a 14 miniszter közül 6 katonatiszt volt. Piłsudskihoz hűséges voltak, támogatták az ötletét, hogy erővel elnyomják az ellenzéket. Feleletül szeptember közepén az ellenzék létrehozta a Centrolewet – a sanacját ellenző hat párt blokkját (köztük a PSL–Piast, a PSL–Wyzwolenie, a PPS, a Kereszténydemokrácia).
1929. október 30-ára tervezték a Szejm őszi ülésszakának első ülését, amelyen a költségvetéssel akartak foglalkozni. A kormányt a miniszterelnök (akkor – Świtalski) szokta képviselni, de Piłsudski személyesen törekedett arra, hogy számára előnyös változásokat vezessenek be a költségvetésben. Ezért Świtalski helyett ő jött a Szejmbe és több mint száz felfegyverzett katonatisztet hozott magával, hogy megrettentse a képviselőket. De Ignacy Daszyński szejmmarsall nem ijedt meg és viharos szópárbaj végén megtagadta az ülés megnyitását. Véglegesen a Szejm csak december 5-én gyűlt össze; a helyzettől felizgatott ellenzék egyesült és megszavazta a bizalmatlansági indítványt Świtalski kormánya ellen. Miniszterelnök harmadszor is Bartel lett. Viszont három hónappal később a parlament megint bizalmatlansági indítványt szavazta le, ezúttal Aleksander Prystor munkaügyi és közjóléti miniszterrel szemben. Ekkor Piłsudski újra kezdte nyilvános harcát a Szejm ellen: az új miniszterelnök Walery Sławek ezredes, a BBWR elnöke lett (1930. március 29.), akinek szavajárása volt, hogy a Szejmet erővel kell elnyomni.
1930. június 30-án Centrolew megszervezte Krakkóban a polgári jogokra vonatkozó kongresszust, amelyen megegyeztek, hogy be kell fejezni Józef Piłsudski diktatúráját és létre kell hozni egy demokratikus kormányt. Szeptember 14-ére Centrolew 20 Piłsudski-ellenes tüntetést tervezett. Piłsudski úgy döntött, hogy a helyzet komollyá válásával magához kell ragadnia a hatalmat, így augusztus 23-án ő lett a miniszterelnök.
A marsall a sajtóban folytatta szigorú és elég vulgáris bírálatát a Szejm iránt. Ezúttal viszont nem rejtette véka alá, hogy még a képviselők személyi sérthetetlenségét is kész semmibe venni. 1930. augusztus 29-én Mościcki elnök, Piłsudski javaslatára feloszlatta a parlamentet. Ez azt jelentette, hogy ettől kezdve a mentelmi jog már nem védte a képviselőket.

### „Brześći ügy” és az 1930. évi parlamenti választás

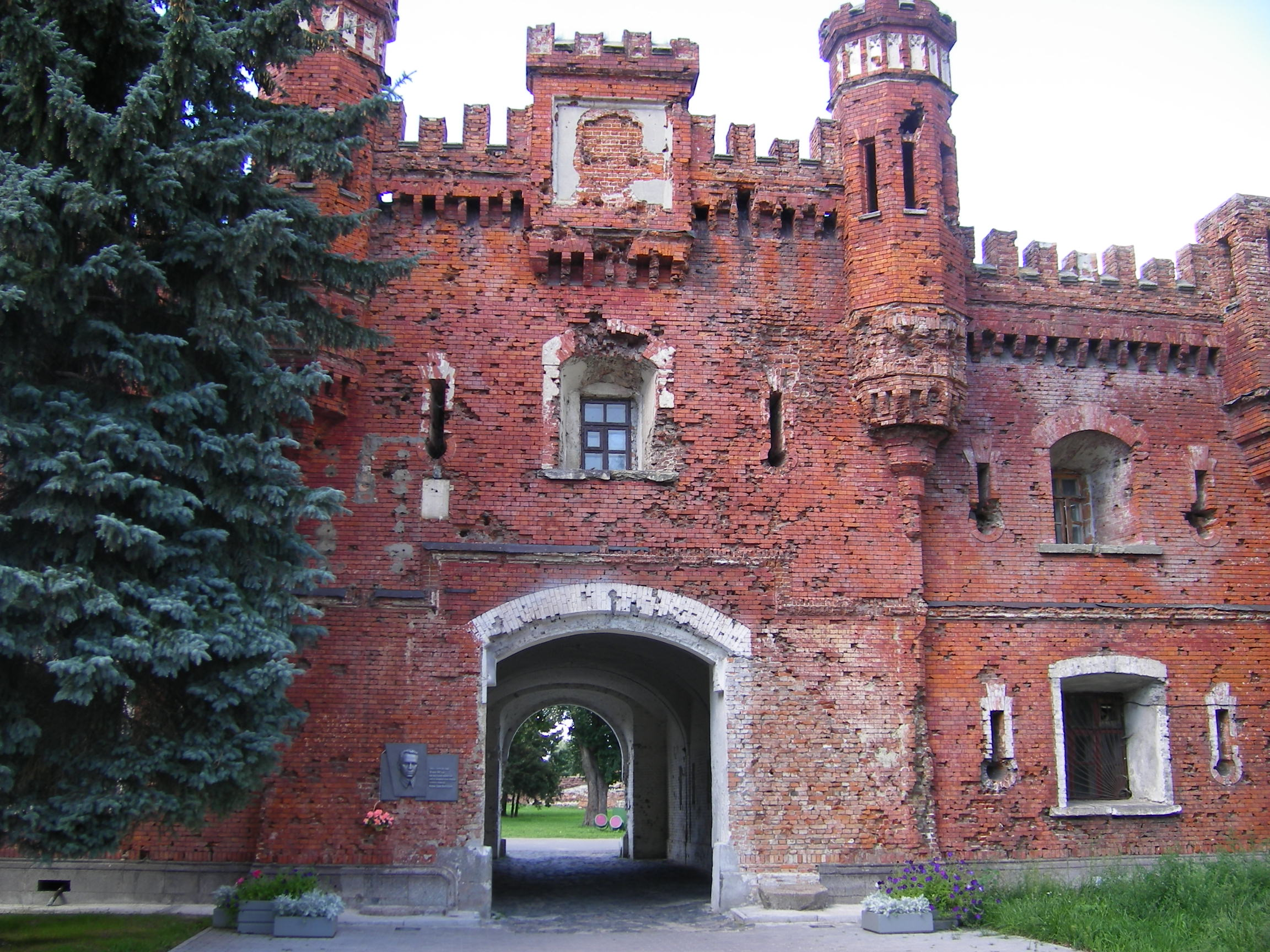
Breszti erőd ahova 1930-ban a sanacja bebörtönözte az ellenzék képviselőit

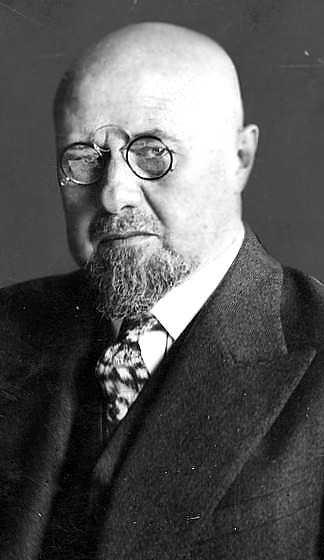
Aleksander Prystor

1930. szeptember 1-én Felicjan Sławoj-Składkowski belügyminiszter találkozott Piłsudski marsallal és bemutatta neki a listát azokkal a politikusokkal, akiket Piłsudski saját ellenségeinek tartott. Piłsudski saját kezével megjelölte azokat, akiket különösen „veszélyesnek” tartott és akiket le kell tartóztatni, a brześći erődbe vetni, így többek között Wincenty Witost és Wojciech Korfantyt. Letartóztatták őket Składkowski parancsára, bírósági határozat nélkül. Zavargás gerjesztésével vádolták, verték, megalázták, éheztették, még pszichikai kínzásokat is használtak velük szemben (pl. tettetett kivégzések). Máig nem tudják a történészek kideríteni, utasította-e Piłsudski erre a bánásmódra vagy volt-e tudomása arról, mi történik a brześći erődben.
1930. november 16-án megtartották a választást, amelyet „brześći” választásnak hívnak. A BBWR az abszolút többséget szerezte meg hamisítások és az ellenzék választási kampányának akadályozása révén (pl. rohamok a jelöltek ellen vagy a jelöltek elutasítása regisztrálási hibák ürügyével).A Sanacja (BBWR) a mandátumok 56%-át a nyerte Szejmben és 69%-át a Szenátusban. A Szejmben a Centrolew 18%-ot , az endecja – 14%-ot szerzett meg.
December 4-én Piłsudski lemondott a miniszterelnökségről, ismét egészségi okok miatt. Az utódja újra Walery Sławek lett. 1931 tavaszán Piłsudski tájékoztatta, hogy kevesebbet fog foglalkozni politikával és a hadseregre akar koncentrálni.
1931 októberétől 1932 januárjáig a brześći rabok pere tartott. A vádlottakat 1,5-től 3 éves börtönre ítélték ; némelyek elmenekültek külföldre (pl. Witos).
1930-ban Lengyelországot is elérte a világválság, amely a „fekete keddel” megkezdődött (1929. október 29-e). Vége lett az 1926–29 „aranyéveknek”.

### Aleksander Prystor kormánya

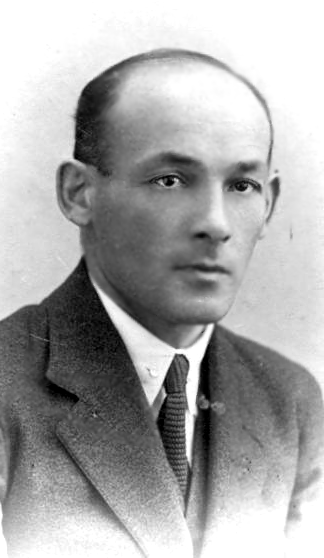
Janusz Jędrzejewicz

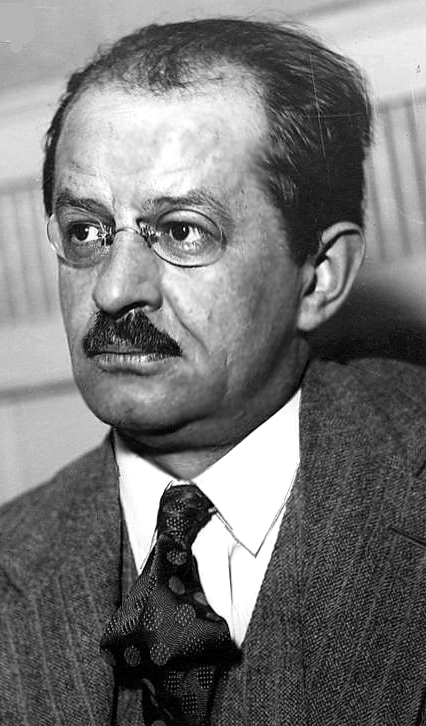
Leon Kozłowski

1931. május 27-én Aleksander Prystor ezredes lett miniszterelnök. Az új kormány eltökélte, hogy a költségvetési egyensúlyt meg kell tartania és a kipróbált módszerek útját fogja járni. Ezért korlátozta a beruházásokat és az állam kiadásait. Ez a valuták külföldre áramlását okozta és elmélyítette a recessziót. Amikor 1932-ben a veszteség túllépte a költségvetés 10%-át (200 millió złoty), a kormány többek között leszállította a vasúti díjszabást és adókat az ipar számára, hogy „megmozdítsa” a gazdaságot. Egyidejűleg korlátozta a szociális juttatásokat (meghosszabbította a munkaidőt és engedte a munkakörülmények rontását), ami a lakosságnál ellenérzéseket keltett. A kormány megpróbálta a monopóliumokat arra kényszeríteni, hogy leszállítsák az árakat. Ez megrontotta a kapcsolatot a kormány és nagytőke és a földbirtokosok között.
1933-ban lejárt Ignacy Mościcki köztársasági elnöki időszaka. Május 8-án volt a Nemzetgyűlés ülése, amelyen megválasztották őt a második időtartamára. Az ellenzék bojkottálta az ülést, ezért 343 szavazat közül Mościcki 332-t kapott. Mościcki ismételt választása Prystor miniszterelnök elbocsátását okozta május 9-én. Utóda Janusz Jędrzejewicz ezredes lett, aki oktatási miniszter volt a Prystor-kormányban. Egyes vélemények szerint Mościcki így hálálta meg Jędrzejewicznek a támogatást a választásban. Mások szerint Prystor feleségének ellenérzései Piłsudski felesége iránt volt az ok, de Prystor alacsony népszerűsége biztosan szerepet játszott ebben.

### Leon Kozłowski kormánya. A Bereza Kartuska-i tábor
Jędrzejewicz nem nagyon szívesen volt miniszterelnök. Azt állította, hogy a kinevezésekor csak egy évről volt szó, azért azután egy év leteltével lemondott. 1934. május 15-én Leon Kozłowski lett a következő miniszterelnök. Kormánya főként gazdasági ügyekre összpontosított, de viszályban állt a szakszervezetekkel és a külföldi tőkével.
1934. június 15-én Bronisław Pieracki belügyminisztert az Ukrán Nacionalisták Szervezetéhez (OUN) tartozó merénylők lelőtték. Ekkor Kozłowski miniszterelnök ajánlatára és Piłsudski marsall egyetértésével Mościcki elnök kiadta a dekrétumot (1934. július 12.), amelynek értelmében létrehozták az internálótábort Bereza Kartuskában (falu Breszttől keletre). Itt bírósági ítélet nélkül tartotta a sanacja a különösen veszélyes politikai ellenfeleit. Ezen kívül gazdasági bűnökkel gyanúsítottakat, akiknek viszont nem bizonyították be a bűnét. Visszaeső bűnösök is voltak itt. A körülmények a táborban szörnyűek voltak. A rabokat nehéz és értelmetlen munkákra kényszerítették, verték, nem engedték aludni, fűtetlen zárkákban tartották. Azonos módon kezelték mind a bűnözőket, mind a politikai rabokat.

### Az 1935. évi alkotmány és Piłsudski halála

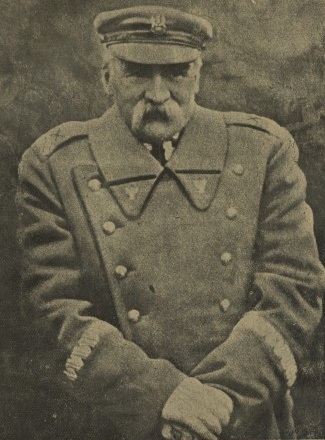
Józef Piłsudski 1935-ben

Már a májusi államcsinytől kezdődően a sanacja úgy akarta megváltoztatni a márciusi alkotmányt, hogy az elnöknek a lehető legnagyobb hatásköre legyen. A legfőbb változások szerzője Walery Sławek, a BBWR elnöke volt. 1935. március 23-án a Szejm megszavazta az új alkotmányt és április 23-án Mościcki elnök aláírta.
Az alkotmányt „áprilisi”-nak hívják. Elnöki rendszert vezetett be Lengyelországban. Az elnök már nem volt felelős senki előtt az társadalom előrehaladásáért. A fennhatósága alá a kormány, a Szejm, a Szenátus, a hadsereg és bíróságok kerültek. Neki volt szabad kineveznie a miniszterelnököt és a minisztereket, összehívnia és feloszlatnia a Szejmet és Szenátust, kineveznie a szenátorok 1/3-át és némely esetben (pl. amikor a Szejm fel volt oszlatva) törvényerejű rendeleteket kiadnia. Az elnököt 7-éves időtartamra a Választók Gyűlése választotta meg, amely 80 emberből állt: Szejm- és Szenátusmarsallból, miniszterelnökből, Legfelső Bíróság elnökéből, Haderők Főfelügyelőjéből meg 75 választóból, akik közül 50-et a Szejm jelölt, 25-öt pedig a Szenátus. A nép is szavazhatott akkor, ha a lemondó elnök bejelentené a saját jelöltjét.
A kormány politikailag felelős volt az elnök előtt, akinek szabad volt visszahívnia a kormányt tetszése szerinti időben, anélkül, hogy felfedné a döntése okait. A bizalmatlansági indítványt a Szejm csak a Szenátussal együtt szavazhatta meg. Ekkor az elnök vagy visszahívhatta a kormányt, vagy feloszlathatta a parlamentet (ebben a második esetben a kormány tovább teljesítette a kötelességeit).
A Szejm a törvények megszavazásán túl felügyelte a kormány tevékenységét (pl. követelhette a kormány vagy miniszter lemondását illetve vihette minisztereket az Állambíróság elé), megszavazta a költségvetést és az adókat. A parlament időtartama 5-éves volt. Az új választási rendszer nagyon antidemokratikus volt. A képviselőjelöltek listája bejelentésével és szerkesztésével csak ún. kerületi gyűléseknek volt szabad foglalkozniuk. Ezek a gyűlések az önkormányzat képviselőiből álltak és a belügyminiszter által kinevezett választómegbízott vezetése alatt tanácskoztak. Az adott választókerületben csak egy listát szerkesztettek meg, amelyen csak négy jelölt volt; a Szejmbe ment az a kettő, aki a legtöbb szavazatot szerezte meg. Az áprilisi alkotmány szerint a Szejmnek csak 208 képviselője volt (mostanában 444 van). Az eljárás még választó listákra jutni is jelentősen megnehezítette az ellenzék dolgát, a többségi választási rendszer viszont (az arányos helyett) a gyakorlatban lehetetlenné tette számára a parlamentbe való bejutást, ami látható volt a következő választáskor.
A szenátorok száma is lecsökkent 111-ről 96-ra, de ebből 32-t az elnök nevezett ki. Nem mindenki választhatott szenátorokat, csak annak volt szabad, akinek voltak személyes érdemei vagy magasabb képzettsége, illetve a népesség bizalmát élvezete.
Az áprilisi alkotmányt Piłsudski marsall számára írták, de ő még a tartalmát sem ismerte. Egy bizonyos idő óta a politika már nem érdekelte. Nagyon beteg volt. Csak 3 hétig tudta „élvezni” az új alkotmányt, mert meghalt májrákban 1935. május 12-én. A sors iróniája, hogy ez a nap volt a májusi államcsíny kilencedik évfordulója.

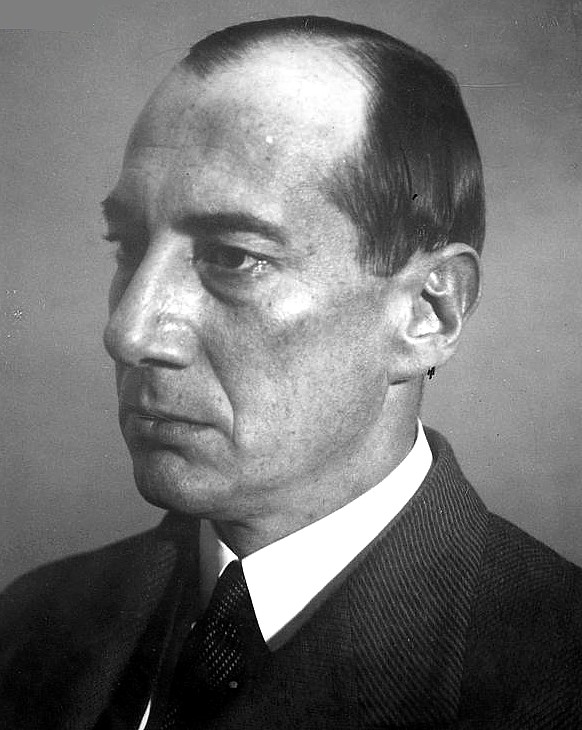
Józef Beck

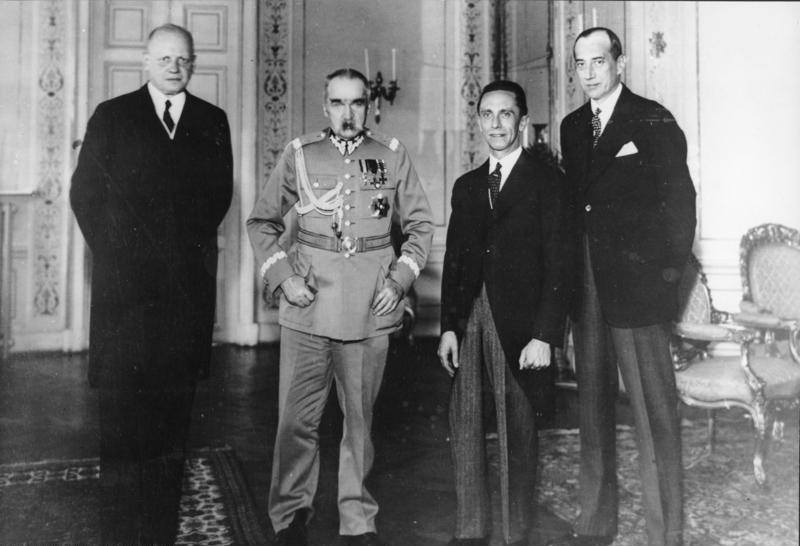
Joseph Goebbels látogatása Varsóban (1934. június). Balról: Hans von Moltke német követ, Józef Piłsudski, Joseph Goebbels, Józef Beck

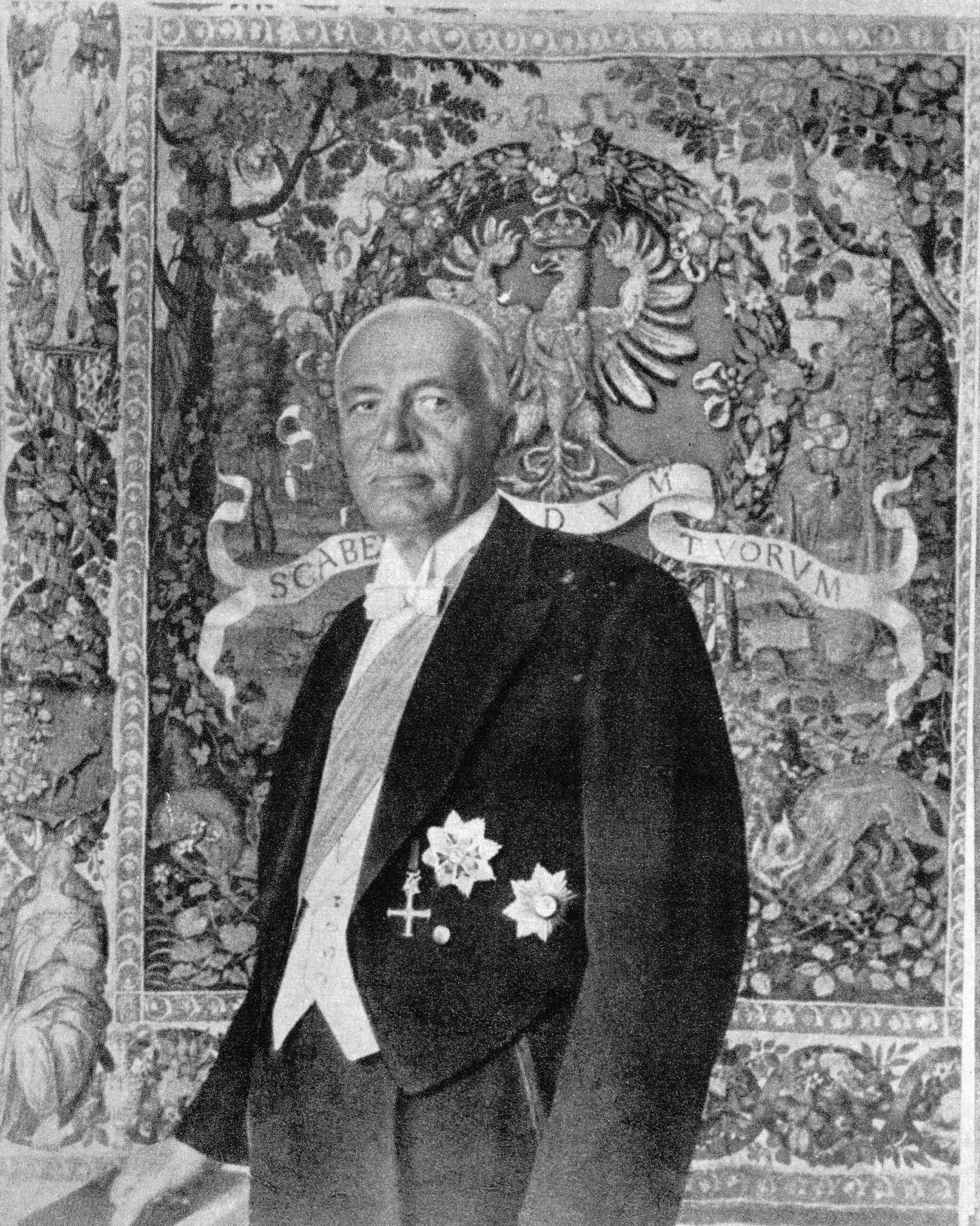
Ignacy Mościcki (1937)

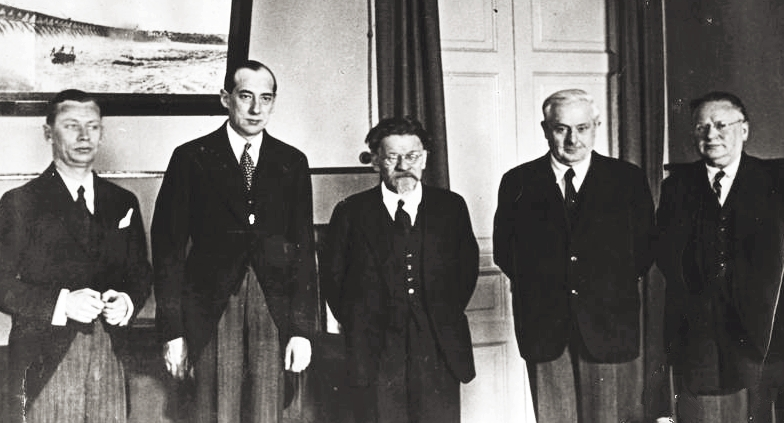
Beck (balról második) látogatása Moszkvában (1934). Az utolsó – Makszim Litvinov szovjet külügyminiszter

### Piłsudski külpolitikája

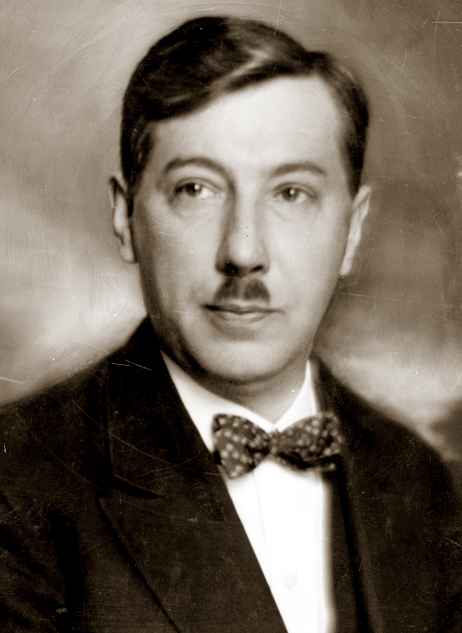
Eugeniusz Kwiatkowski

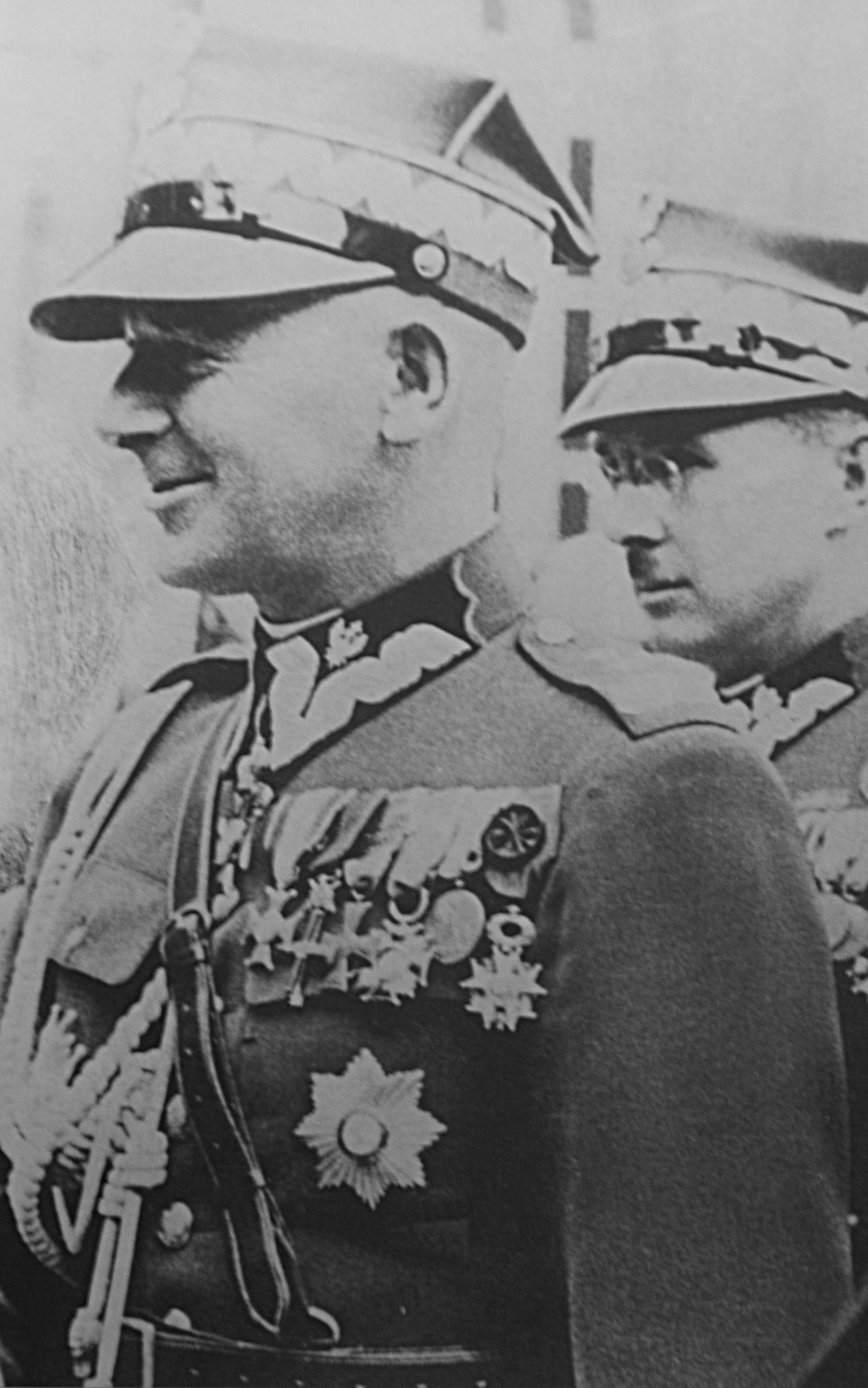
Edward Rydz-Śmigły (hattérben – Wacław Stachie-
wicz, vezérkari főnök)

Már a kormányzása elejétől Piłsudski ajánlotta az egyensúly politikáját Németország és Szovjetunió között. A lengyel–szovjet megnemtámadási szerződést 1932 júniusában írták alá. A marsall az Antant-államokkal meg Lettországgal és Romániával való együttműködést is tervezte. Lettország és Románia Lengyelországnak azok a szomszédjai voltak, amelyekkel jó kapcsolatban állt: a letteknek a lengyelek segítettek a függetlenség visszaszerzésében, a románokkal viszont közös szovjetellenes érdekek kapcsolták össze őket. A legfeszültebb kapcsolatok pedig Litvániával (Wilno miatt) és Csehszlovákiával (Tescheni Szilézia miatt) voltak.
1932 novemberében a lengyel külügyminiszter Józef Beck lett és maradt is egészen a 2. világháború kitöréséig. Beck számára az együttműködés Németországgal mindig fontos volt Piłsudskihoz hasonlóan, de ráadásul Beck nem nagyon kedvelte Franciaországot. 1934 januárjában aláírták a lengyel–német megnemtámadási nyilatkozatot, amelyet 10 évre terveztek. Ekkor a német–lengyel vámháború is befejeződött.
Franciaország azt akarta, hogy Lengyelország csatlakozzon a Kisantanthoz, amelyet támogatott és ahol erős befolyással bírt. Ez segítette volna az a körülmény, hogy Lengyelország jó viszonyokban volt Jugoszláviával és Romániával. Piłsudski vonakodott először azért, mert a lengyelek vitatkoztak a csehekkel Teschen miatt, másodszor pedig mert igazában a Kisantant magyarellenes szövetség volt, Lengyelország pedig mindig jó kapcsolatokat akart tartani a magyarokkal.
1934-ben a franciák próbálták rábeszélni a lengyeleket, hogy csatlakozzanak ún. keleti szerződéshez, azaz a Szovjetunió, Lengyelország, Csehszlovákia, Finnország, Litvánia, Lettország, Észtország és Németország közötti megnemtámadási és együttműködési szerződéshez. E célból azt akarták, hogy a lengyelek javítsák a kapcsolataikat Csehszlovákiával. Viszont a lengyelek még mindig azzal vádolták a prágai kormányt, hogy üldözi a Tescheni Szilézia cseh részében (Zaolzie – lásd lengyel–csehszlovák háború) élő lengyel kisebbséget. Beck miniszter azt is akarta, hogy a szerződésben Románia is vegyen részt, ráadásul rámutatott a franciáknál arra, hogy a szerződés alapozna a Népszövetségen, amelyből viszont Németország kilépett az előző évben. Louis Barthou francia külügyminiszter annyira felháborodott Beck elutasítása miatt, hogy nyilvánosan megsértette. Feleletül Beck még erősebben kötötte az országát Németországhoz.

## A Második Köztársaság Piłsudski halála után

### Szakadássanacjában

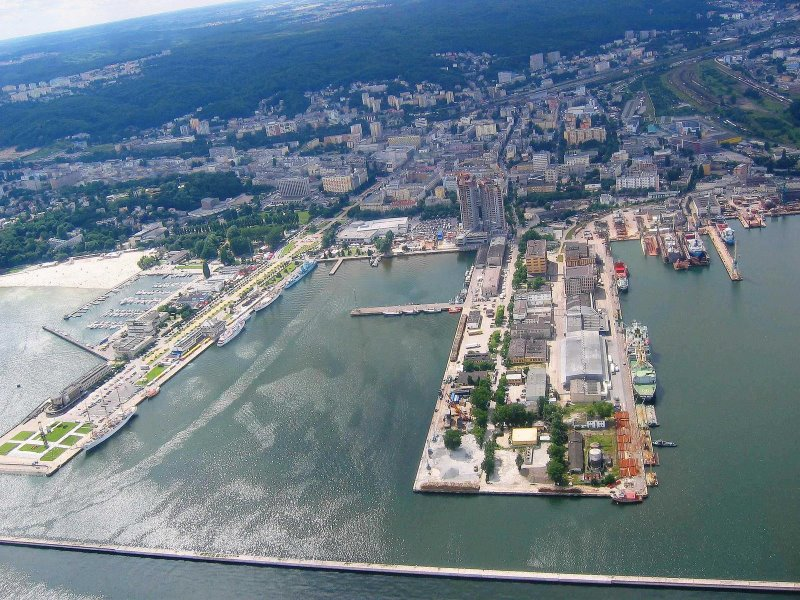
Gdyniai kikötő, ami Eugeniusz Kwiatkowski tervei szerint épült

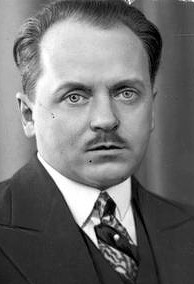
Marian Zyndram Kościałkowski

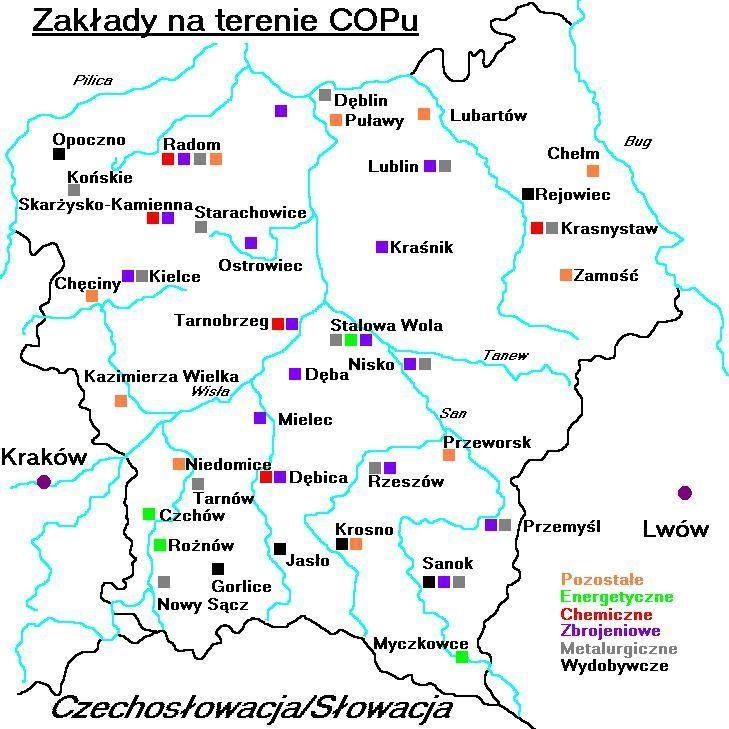
Központi Ipari Kerület. A színek jelentik: bányászatot,, kohászatot, fegyveripart, vegyipart, energetikai ipart, egyéb üzemeket

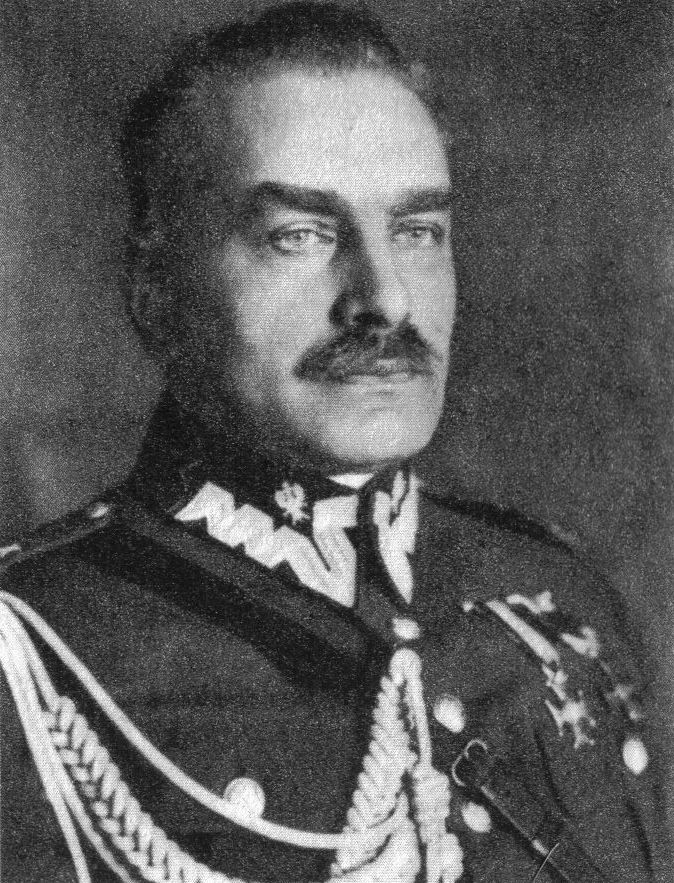
Felicjan Sławoj-Składkowski

1935. szeptember 8-án volt a választás Szejmbe. Az antidemokratikus választási rendszer meg az ellenzék bojkottja miatt a kormányzó párt (BBWR) minden lehetséges mandátumot megszerzett, a 208 hely közül csak 22 jutott a nemzeti kisebbségeknek (19 az ukránoknak, 3 a zsidóknak). A Szenátusban viszont a BBWR szerzett 60 helyet a 64 közül (a további 32 szenátort az elnök nevezte ki). A lengyelek el is ismerték, hogy az ilyen választásnak nincs értelme. A feljogosítottaknak csak 47%-a vett részt benne.
A választási kampányban megnyilvánultak a sanacján belüli a hatalmi harcból következő különbségek. Három csoport alakult ki. Az első ún. „várcsoport” volt, ez Mościcki elnök köré gyűlt (az elnök a varsói Királyi Váron lakott); idő múltával törekedett kibékülni és együttműködni az ellenzékkel. A második az új Hadsereg Főfelügyelője (főparancsnoka), Edward Rydz-Śmigły tábornok, 1936-tól marsall köré gyűlt; ennek a csoportnak még autoritérebb és nacionalistább nézetei voltak, mint a Piłsudski korában megszokott. A harmadik csoportot az elhunyt Piłsudski marsallal együttműködők alkották, akik Walery Sławek, a BBWR elnöke és miniszterelnök (1935. március 28-ától) köré gyűltek. Ez a csoport megpróbálta Sławeket köztársasági elnökké tenni Mościcki helyett. Így a „várcsoport” kezdett együttműködni Rydz-Śmigły csoportjával, ami fokozátosan gyengítette Sławek helyzetét. Ennek következtében Sławek lemondott a miniszterelnöki állásról (október 12.) és feloszlatta a BBWR-t (október 30-a). A második világháború kitöréséig Lengyelországban gyakorlatilag három ember gyakorolta a hatalmat: Ignacy Mościcki köztársasági elnök, Edward Rydz-Śmigły marsall, a hadsereg főparancsnoka és Józef Beck külügyminiszter, közülük a legfőbb hatalom egyértelműen a nagyszabású személyi kultusszal övezett Rydz-Śmigły kezében összpontosult.
Amikor eltávolították a Sławek-csoportot a hatalomtól, Mościcki elnök Marian Zyndram-Kościałkowskit nevezte ki miniszterelnökké. A legfontosabb szerepet (Józef Beck mellett) a köztársasági elnök „védence”, Eugeniusz Kwiatkowski miniszterelnökhelyettes és pénzügyminiszter játszotta, mert Mościcki nagyon szívére vette az ország nehéz gazdasági helyzetét (Lengyelországban még mindig a válság uralkodott). Rövidesen a kormány kinevezése után elkészítették a törvényjavaslatot, amely feljogosította volna az elnököt, hogy 1936 januárjáig kiadhasson gazdasági és pénzügyi rendeleteket. Mościcki több mint 20 ilyet írt alá.
Eugeniusz Kwiatkowskit már ismerték mint a Gdyniai tengeri kikötő tervezőjét. A második érdeme a Lengyelország gazdasági fejlődési terv kidolgozása az 1936–40. évekre (az amerikai New Dealről mintázott volt ez). A terv elme a Kielcei, Krakkói, Lwówi és Lublini vajdaságokat foglaló magába Központi Ipari Kerület megalkotása volt. A kormány elhelyezett oda kohókat meg fegyver- és gépgyárakat (ebben – gépkocsi- és repülőgépgyárakat). Az termelés teljes felfutását a második világháború kitörése lehetetlenné tette.
A kormány nem tett semmit a diktatúra enyhítése érdekében. Például annak ellenére, hogy 1935 decemberében a Szejm megszavazta a közkegyelmet, nem számolták fel a tábort Bereza Kartuskában. 1936 tavaszán a baloldal sztrájkokat kezdett és tilaltakozásokat a kormány ellen. A márciusban elkezdődött Krakkóban az általános sztrájk a „Semperit” gumigyárban, amit a rendőrség véresen elnyomott (megöltek és megsebesítettek embereket). Hasonló összetűzések megtörténtek Częstochowában és Lwówban. A kormány nem tudotta úrrá lenni a helyzeten. Ráadásul még a saját politikai táborában sem volt támogatása: áprilisban Kościałkowski miniszterelnököt Rydz–Śmigły csoportja támadta a sajtóban. Mościcki elnök felismerte, hogy változásokra van szükség és 1936. május 15-én Felicjan Sławoj-Składkowski tábornokot nevezte ki miniszterelnökké.
A kormány összetételét közösen Mościcki és Rydz-Śmigły állapították meg. Majdnem mindegyik minisztere „várcsoporttal” vagy Rydz-Śmigłyvel állt összeköttetésben. Hogy eleget tegyen Rydz-Śmigły ambicióinak, az elnök Lengyelország marsalljává nevezte ki (1936. november 10-én). Megállapodtak abban is, hogy Rydz-Śmigły elnökjelölt lesz az 1940. évi elnökiválasztáskor.
1937 februárjában Rydz-Śmigły marsall megalakította a BBWR-ről mintázott szervezetet, a Nemzeti Egyesülés Táborát (Obóz Zjednoczenia Narodowego, OZN). Mint a BBWR, az OZN is személyi kultuszt gyakorolt, ebben az esetben Rydz-Śmigły kultuszát (BBWR korábban Piłsudski kultuszát). A célja is az volt, hogy gyűjtse a népességet a kormány köré. Pedig az OZN militaristább és nacionalistább volt, mint a BBWR, sőt még azzal is vádolták, hogy a fasizmusnak kedvez. Az OZN támogatta a zsidó kereskedelem korlátozását és elég szorosan együttműködött a Falangával (a spányol Falangéről mintázott szervezet). Olyan támogatást, mint a BBWR mégsem szerzett meg. Némely a sanacja környezetébe tartozó személyiség ellenezte Mościcki elnökkel az élen.

### 1938. évi parlamenti választás
1938 júniusában meghalt a Szejmmarsall, Stanisław Car. Az utódjává Walery Sławeket választották. Mościcki elnök felismerte, hogy Sławek meg akarja erősíteni a helyzetét az 1940. évi elnöki választás előtt, erre feloszlatta a parlamentet anélkül, hogy felfedte volna annak okait (az áprilisi alkotmány szerint erre joga volt neki).
A választást 1938. november 6-án folytatták le. A Szejmben az OZN 164 , az ukránok 14, a zsidók 5, a pártnélküli (de a kormányt támogató) jelöltek a megmaradt 25 helyet szereztek. A Szenátusban az OZN mindent helyet megkapott. Az ellenzéki pártok most is bojkottálták a választást, de nehéz nemzetközi helyzet miatt több polgár vett részt azon mint 1935-ben. A részvételi arány kb. 67% volt.
Walery Sławeket nem választották be az új Szejmbe. Csoportja véglegesen eltünt a lengyel politikából. Támadtál régi kollégái, pszichikailag megtört és 1939. április 2-án lelőtte magát.

### Külpolitika

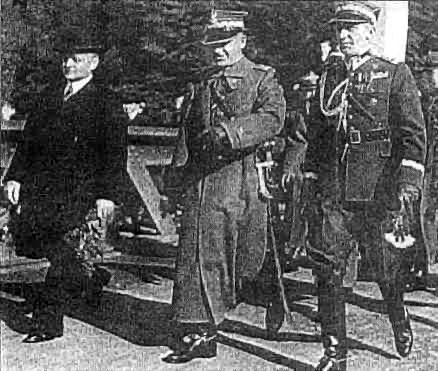
Balról: Michał Grażyński sziléziai vajda, Edward Śmigły-Rydz marsall, Władysław Bortnowski tábornok (a Zaolziét elfoglaló haderők parancsnoka) Zaolzie elfoglalásákor

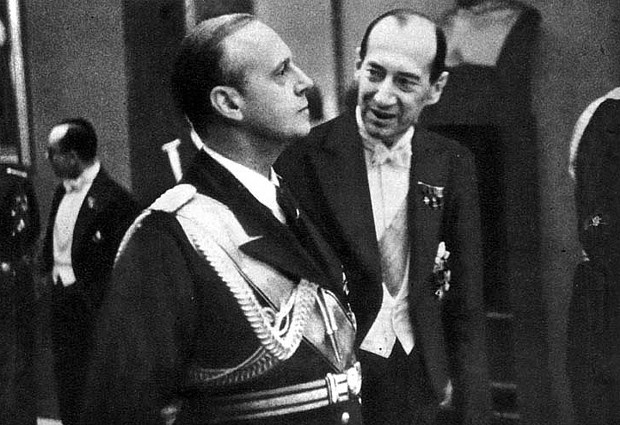
Joachim von Ribbentrop és Józef Beck

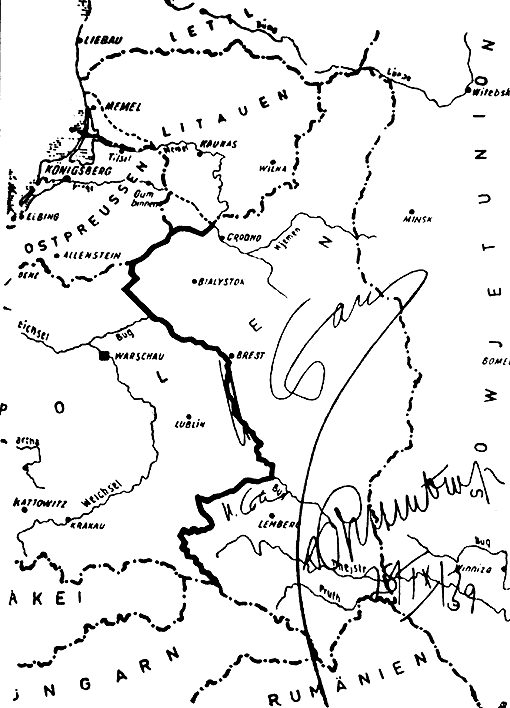
Felosztott Lengyelország az ún. második Ribbentrop–Molotov-paktum (1939.09.28) térképén Sztálin és Stanisław Carp aláírásaival

1938 márciusában a lengyel–litván határon történt egy incidens, amelyben meghalt egy lengyel határőr. Ez számos, az OZN által szervezett, litvánellenes tüntetéshez vezetett. Március 18-án Rydz-Śmigły marsall elutazott Wilnóba, ahol a lengyel hadsereg összevonását felügyelte a litván határon. A következő napon a litván kormány elfogadta az ultimátumot, amely kikényszerítette a két állam közötti kapcsolatok visszaállítását.
1938 szeptemberében volt a müncheni konferencia Csehszlovákia ügyében, amelyben tekintettel Tescheni Sziléziára Lengyelország is érdekelt volt. Józef Beck miniszterelnök úgy döntött, nyomás alá helyezi Csehszlovákiát, hogy visszaadja Tescheni Szilézia nyugati részét – ez az ún. Zaolzie, azaz „Olzántúli terület” – amely csehszlovák hatalom alatt maradt az 1919~20. évi háborút követően. Rydz-Śmigły utasítására sorozást végeztek egy önkéntes osztagba, amely foglalta a vitás területet. Október 1-én a csehszlovák kormány alávette magát a nyomások és a lengyel hadsereg belépett Zaolziéba. A lengyelek Śląsk Cieszyński cseh részének kb. kétharmadát foglalták el (lásd baloldali térkép). Ekkor Bohumint is bevették, azt a várost a Ostravától északra, amely a müncheni egyezmény szerint a németeknek jutott. A Zaolzie elfoglalását a lengyelek történelmi igazságtételnek tartották. Ez óriási politikai hiba volt, mert a nyugati államok szemében ezzel Lengyelország Hitler szövetségesévé vált.
A müncheni egyezmény közvetett eredménye volt az is, hogy Magyarország elfoglalta Kárpátalját (1939 márciusa), így Magyarország és Lengyelország közös határhoz jutott.
1938 októberében Németország ajánlotta a lengyel–német kapcsolatok „rendbehozását”, amely arra korlátozódott, hogy a lengyelek megengedjék a németeknek Danzignak a Harmadik Birodalomba való becsatolását. (Lengyelország garantálta a Danzig függetlenségét) Ezen kívül megépíteni a Kelet-Poroszországot és a többi Németországot összekapcsoló területen kívüli autópályát és vasutat. Cserébe meghosszabbították volna a lengyel–német megnemtámadási szerződést 25 évre. Még az olyan németbarát politikus, mint Józef Beck, is átlátta, hogy Ausztria és Csehország után Hitler Lengyelországban a következő követelendő célját találta meg (bár régóta mondta, hogy Lengyelország akadályozza a német terjeszkedést kelet felé) és elutasította az ajánlatot, valamint 1939. március 31-én megkötötte a katonai egyezményt Nagy-Britanniával. Válaszul, Németország felmondta a megnemtámadási szerződést (április 28-án).
1939. augusztus 23-án Németország és Szovjetunió megkötötték a Molotov–Ribbentrop-paktumnak hívott megnemtámadási szerződést. Ahhoz titkos záradékot csatoltak, ahol megszabták a befolyásuk szféráit. A szerződés biztosította Hitlernek a lehetőséget Lengyelország megtámadására. Sztálin beleegyezett ebbe azzal a feltétellel, hogy elfoglalhatja a maga által választott területeket. A szovjet érdekszférához kerültek: Finnország, Észtország, Lettország és a Narew, a Visztula és a San folyóktól keletre fekvő lengyel területek. A Wilnói Földet Litvániának ítélték, amely a német érdekzónába került. (Szeptember 28-án eltolták a határt Bug folyóra, ami látható a térképen.)
A lengyel felderítés és Lengyelország szövetségesei (főként Franciaország és az Egyesült Királyság) útján a kormány már tudta, hogy a helyzet nagyon súlyos (habár a Ribbentrop–Molotov-szerződésről a lengyelek nem tudtak semmit). Augusztus 31-én a kormány kihirdette a hadsereg mozgósítását. Szeptember 1-jén a németek (a szlovákokkal együtt) támadtak. Szeptember 17-én már a Szovjetunió is támadott. Ezzel kapcsolatban Ignacy Mościcki elnök, Edward Rydz-Śmigły főparancsnok és Felicjan Sławoj-Składkowski miniszterelnök a kormánnyal együtt elmenekültek Romániába, ahol internálták őket. Mościckinak annyi ideje maradt csak, hogy az utódját kinevezze. Az emigrációs elnök Władysław Raczkiewicz lett, aki viszont az emigrációs kormányt nevezte ki, Władysław Sikorski tábornokkal az élen. A lengyel emigrációs kormányt minden fontosabb állam a világon elismerte (természetesen Németországon kívül). A Második Lengyel Köztársaság végét emiatt nem 1939. évre datálják a történészek, hanem 1945-re (amikor a szövetséges nagyhatalmak elismerték az új, kommunista, Szovjetunió által kierőszakolt kormányt).